# Arquitectura selyúcida
La arquitectura selyúcida comprende las tradiciones de construcción utilizadas por la dinastía selyúcida, cuando gobernó la mayor parte de Oriente Medio y Anatolia durante los siglos XI al XIII. El Gran Imperio selyúcida (siglos XI-XII) contribuyó significativamente a la arquitectura iraní y de las regiones circundantes, introduciendo innovaciones como el diseño simétrico de cuatro iwanes y la primera creación generalizada de madrasas patrocinadas por el estado. Sus edificios se construyeron generalmente en ladrillo, decorándolos usando aparejos, tejas y estuco tallado.
Después del siglo XI, los selyúcidas de Anatolia emergieron del Gran Imperio selyúcida desarrollando su propia arquitectura, más ecléctica e influida por las tradiciones arquitectónicas armenia, bizantina e iraní. A diferencia de la anterior arquitectura selyúcida del este, sus edificios generalmente se construyeron en piedra y presentaban una importante decoración tallada en piedra, así como una decoración de azulejos.. Si bien el sultanato selyúcida declinó y terminó a finales del siglo XIII, su arquitectura continuó floreciendo y diversificándose bajo estados más pequeños, los beylicatos de Anatolia, que incluían a los primeros otomanos.

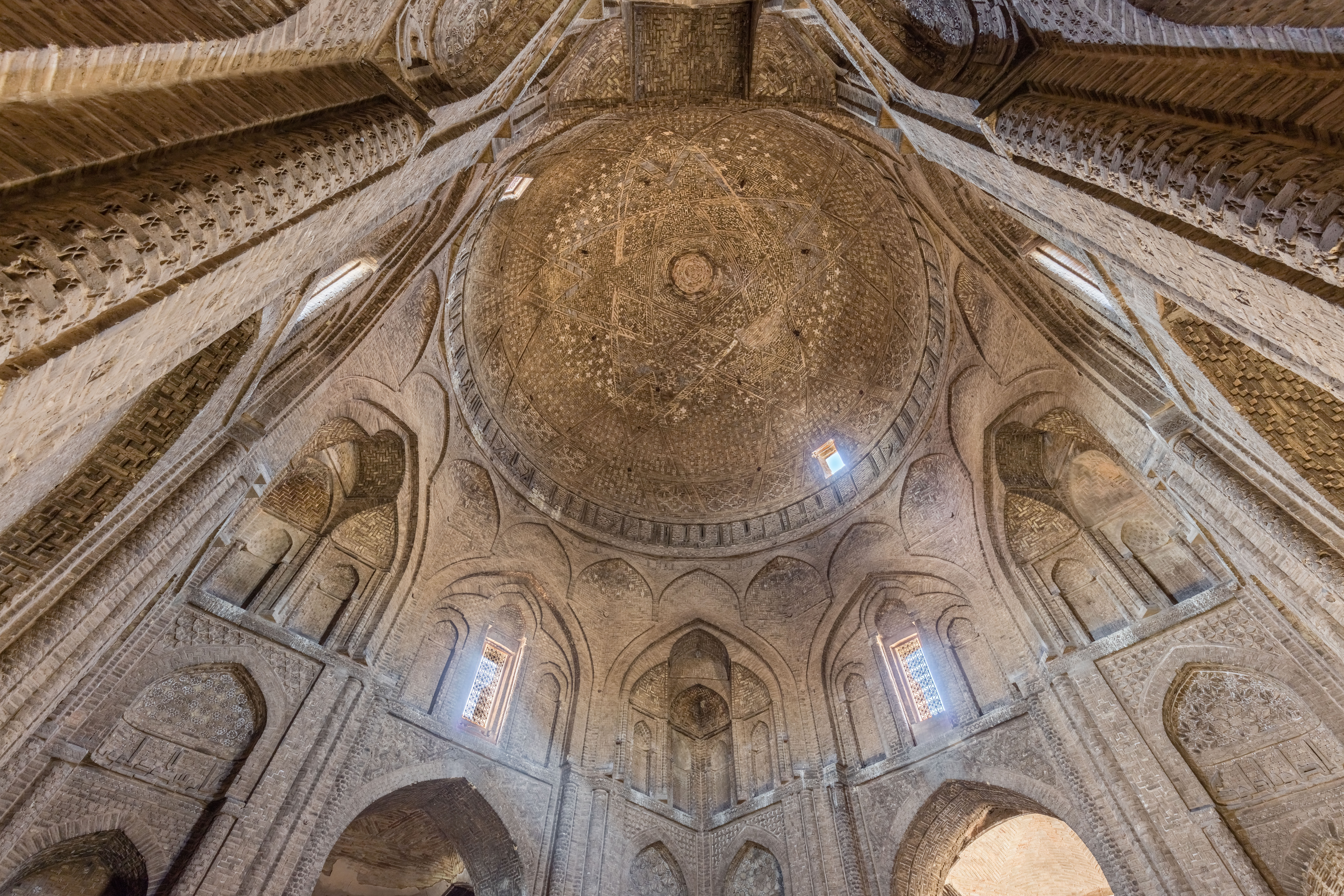
Cúpula de Taj al-Mulk en la Mezquita del Viernes de Isfahán (1088-1089)
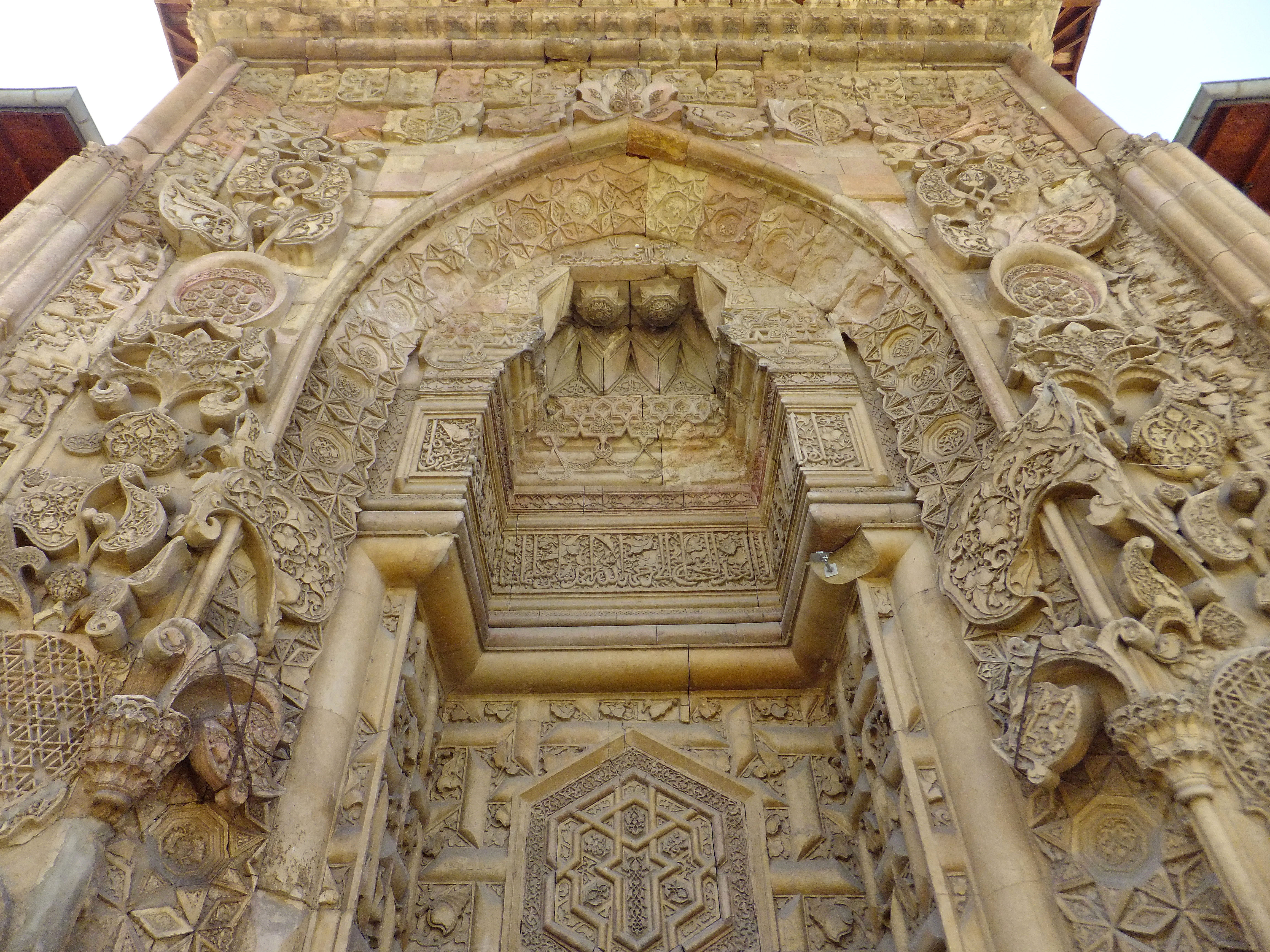
Gran Mezquita de Divrigi (1228-1229)
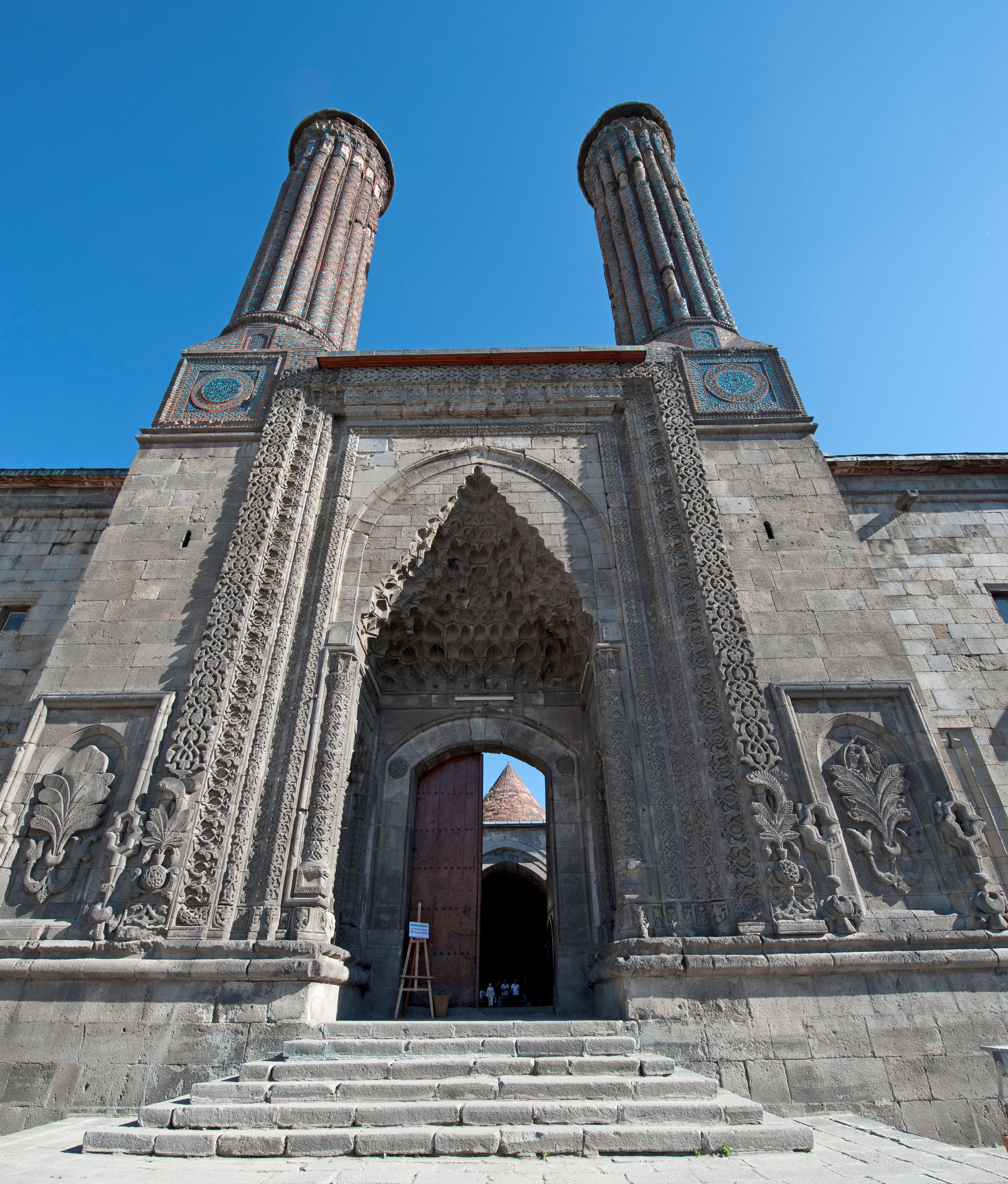
Madrasa Çifte Minareli  en Erzurum (c. 1250)

## Antecedentes históricos
Los turcos selyúcidas crearon el Gran Imperio selyúcida en el siglo XI, conquistando todo Irán y otros territorios extensos desde el Hindú Kush hasta el este de Anatolia y desde Asia Central hasta el golfo Pérsico. En 1050, Isfahán se estableció como capital del Gran Imperio selyúcida bajo Alp Arslan. La patria de esta tradición de construcción fue Turkmenistán e Irán, donde se construyeron los primeros edificios selyúcidas permanentes. Sin embargo, las invasiones mongolas y los terremotos destruyeron la mayoría de estos edificios y solo quedan unos pocos.
Después del declive de los grandes selyúcidas a finales del siglo XII, varias dinastías túrquicas formaron estados e imperios más pequeños. Una rama de la dinastía selyúcida gobernó un sultanato en Anatolia (también conocido como los selyúcidas de Anatolia), los zanguíes y artúquidas gobernaron en el Mesopotamia superior (conocida como Al-Yazira) y las regiones cercanas, y el Imperio corasmio gobernó sobre Irán y Asia Central hasta que las invasiones mongolas del siglo XIII. La edad de oro de su imperio de Anatolia, con su capital en Konya, fue a principios del siglo XIII. Los selyúcidas, durante la primera mitad de su gobierno, no se involucraron en muchas construcciones, ya que estaban lidiando con varias guerras y tratando de establecerse. Después de alcanzar la estabilidad política, dedicaron gran parte de su energía a construir y desarrollar su arquitectura.
La autoridad selyúcida de Anatolia declinó después de su derrota a manos de los mongoles en la batalla de Köse Dağ en 1243. En Anatolia oriental, los mongoles del  Ilkanato gobernaron indirectamente a través de vasallos selyúcidas al principio y antes de tomar el control directo después de 1308. Surgieron localmente principados y emiratos más pequeños, conocidos colectivamente como beylikatos. Incluso cuando el imperio selyúcida se estaba debilitando en el siglo XIII, su intensa actividad constructora no se detuvo. A pesar de ese declive, la tradición arquitectónica selyúcida persistió en gran medida y continuó evolucionando bajo esos nuevos gobernantes.

## Arquitectura del Gran Imperio selyúcida

### Principales monumentos y tipos de edificios
Los selyúcidas desarrollaron sus propios tipos de edificios únicos, como el caravasar y la madrasa. El monumento religioso más importante del período Gran selyúcida fue la mezquita del Viernes de Isfahán, que fue ampliada y modificada por varios patronos selyúcidas a finales del siglo XI y principios del siglo XII. Se le agregaron dos cámaras cupuladas importantes e innovadoras a finales del siglo XI. Luego, a principios del siglo XII,  se erigieron cuatro grandes iwanes alrededor del patio dando lugar a la «planta de cuatro iwanes». La planta de cuatro iwanes revolucionó la forma y función de las mezquitas de la región e introdujo nuevos tipos de edificios que incluían madrasas y caravasares que se extendieron por Irán, Anatolia y Siria. Poco después o aproximadamente al mismo tiempo que el trabajo en Isfahán, la planta de cuatro iwanes apareció en mezquitas como la Mezquita Jameh de Zavareh (construida alrededor de 1135-1136) y la Mezquita Jameh de Ardestan (renovada por un visir selyúcida en 1158-1160).
Otra innovación de los selyúcidas fue la «mezquita de quiosco». Este edificio generalmente pequeño se caracteriza por una planta inusual que consiste en una sala cupulada, descansando sobre arcos con tres lados abiertos dándole el carácter de quiosco. Además, los minaretes construidos por los selyúcidas tomaron una nueva dimensión adoptando la preferencia iraní por las formas cilíndricas con elaborados patrones.   Este estilo era sustancialmente diferente de los típicos minaretes norteafricanos de forma cuadrada.
A finales del siglo XI, el visir selyúcida  Nizam al-Mulk (que ocupó el cargo entre 1064 y 1092) creó un sistema de madrasas estatales llamadas Niẓāmiyyas (que llevan su nombre) en varias ciudades selyúcidas y abasíes que iban desde Mesopotamia hasta el Gran Jorasán. Prácticamente ninguna de estas madrasas fundadas bajo Nizam al-Mulk ha sobrevivido, aunque hay restos parciales de una madrasa en Khargerd, Irán, que incluyen un iwan y una inscripción que lo atribuye a Nizam al-Mulk. No obstante, está claro que los selyúcidas construyeron muchas madrasas en todo su imperio en un período de tiempo relativamente corto, difundiendo así tanto la idea de esa institución como los modelos arquitectónicos en los que se basaron ejemplos posteriores. Aunque las instituciones de tipo madrasa parecen haber existido en Irán antes de Nizam al-Mulk, este período es considerado por muchos como el punto de partida para la proliferación de las primeras madrasas formales en el resto del mundo musulmán.
Se construyeron grandes caravasares como una forma de fomentar el comercio y afirmar la autoridad selyúcida en el campo. Por lo general, consistían en un edificio con una apariencia exterior fortificada, un portal de entrada monumental y un patio interior rodeado por varios salas, incluidos los iwan. Algunos ejemplos notables, conservados sólo en parte, son los caravasares de Ribat-i Malik (c. 1068-1080) y  Ribat-i Sharaf  (siglo XII) en Transoxiana y Jorasán, respectivamente.
Los selyúcidas también continuaron construyendo «tumbas en torre», un tipo de edificio iraní de períodos anteriores, como la torre Toghrul construida en Rayy (al sur de la actual Teherán) en 1139. Más innovadora, sin embargo, fue la introducción de mausoleos con una planta cuadrada o poligonal, que luego se convirtió en una forma común para las tumbas monumentales. Los primeros ejemplos de esto son los dos mausoleos de mausoleos de Kharraqan (1068 y 1093) cerca de Qazvin (norte de Irán), que tienen formas octogonales, y el gran mausoleo de Sanjar (c. 1152) en Merv (actual Turkmenistán), que tiene una base cuadrada.

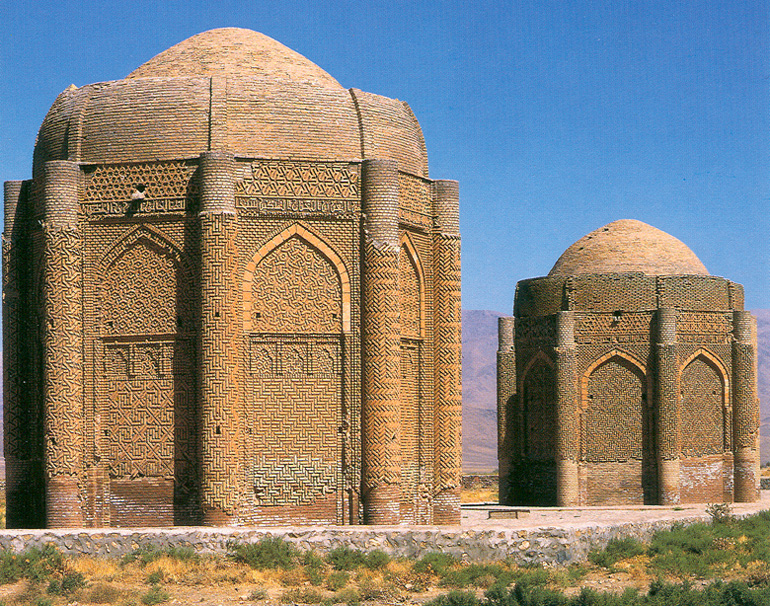
Torres de Kharraqan, mausoleos de los príncipes selyúcidas, construidas en 1068 y 1093 en Irán
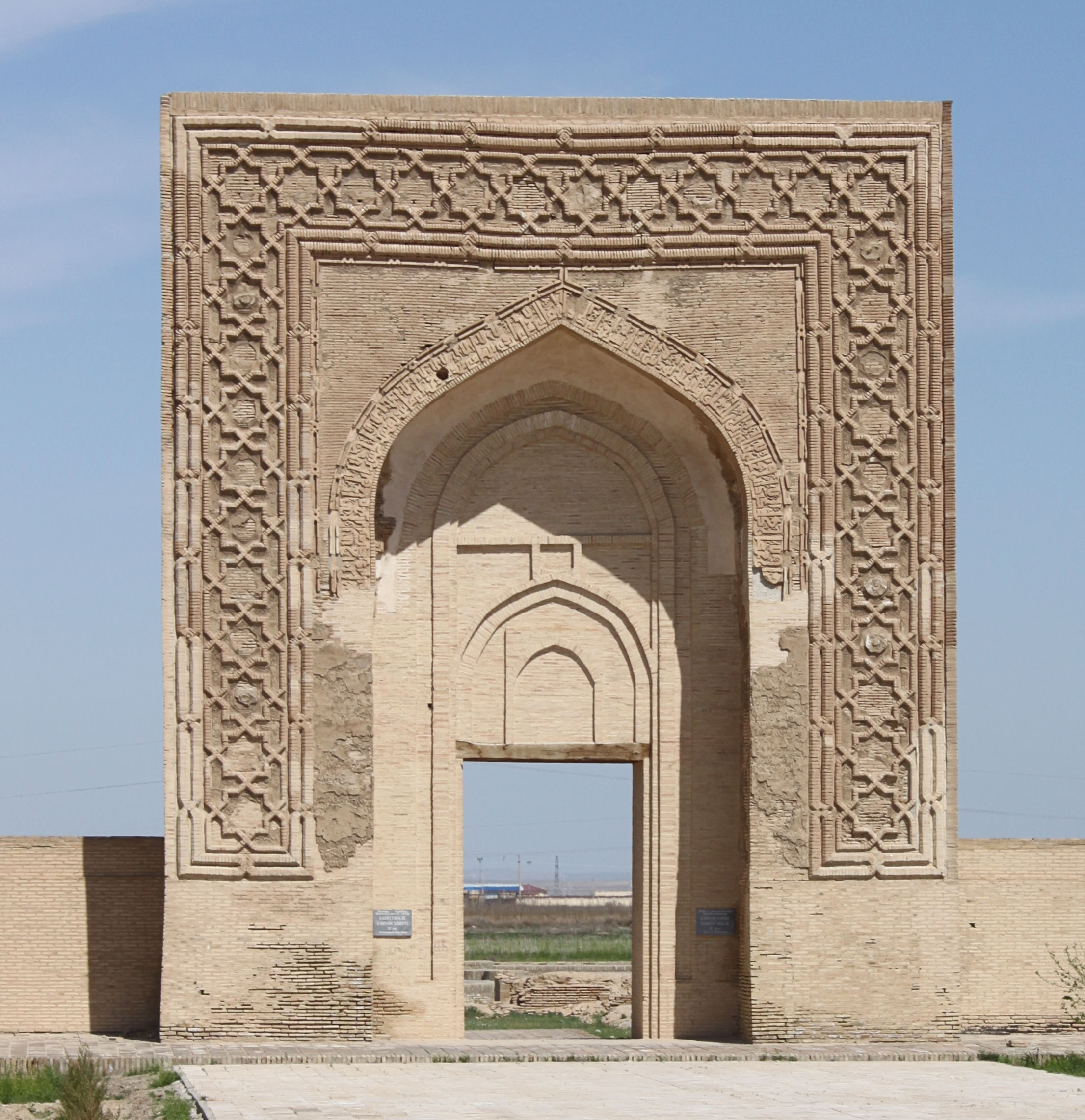
Portal de entrada del caravasar de Rabati Malik en la carretera entre Bujará y Samarcanda (c. 1068–1080)
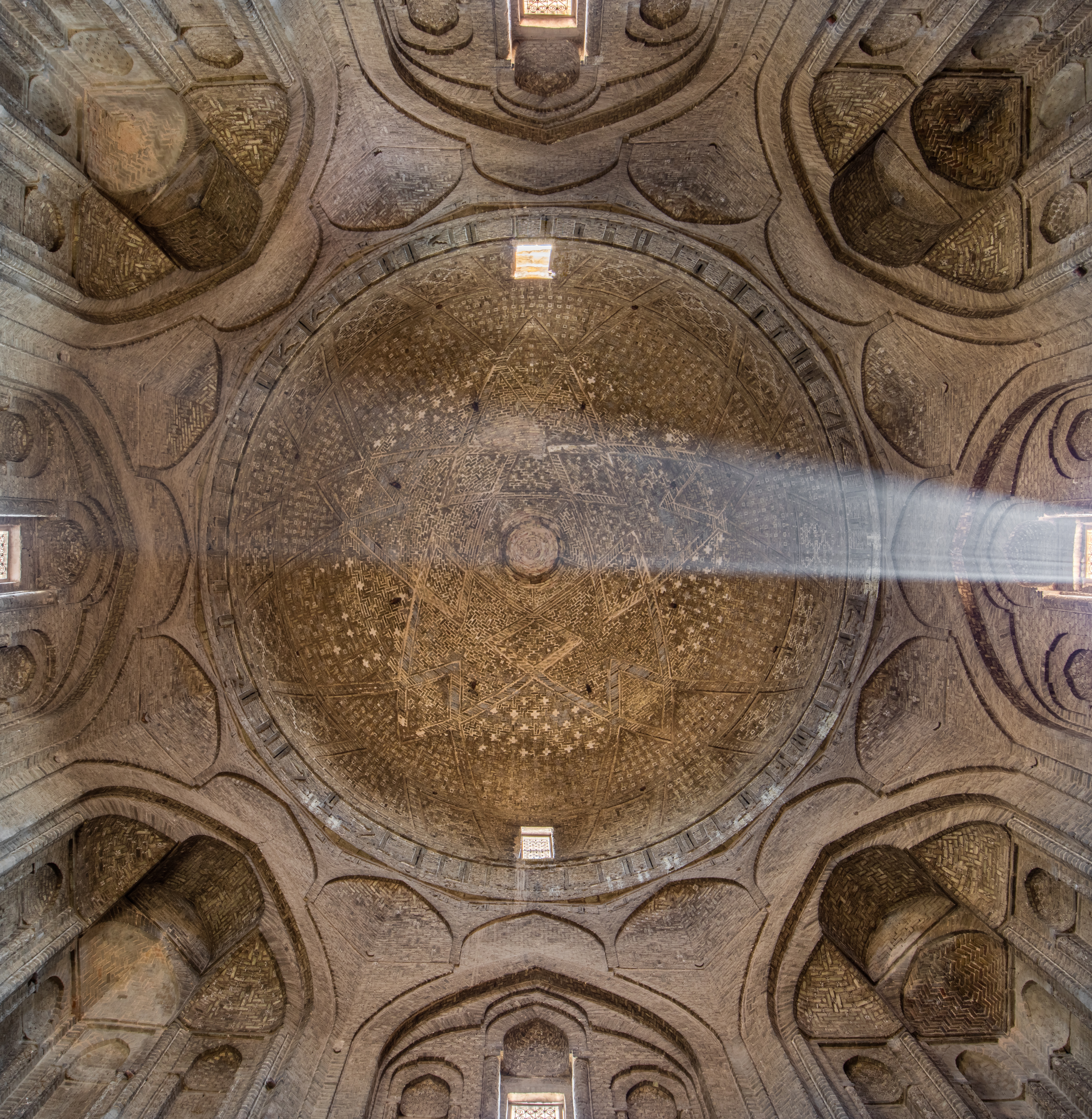
Cúpula en la mezquita del Viernes de Isfahán ( Patrimonio de la Humanidad     (2012)), Irán, agregada en 1088-1089 por el visir selyúcida Taj al-Mulk
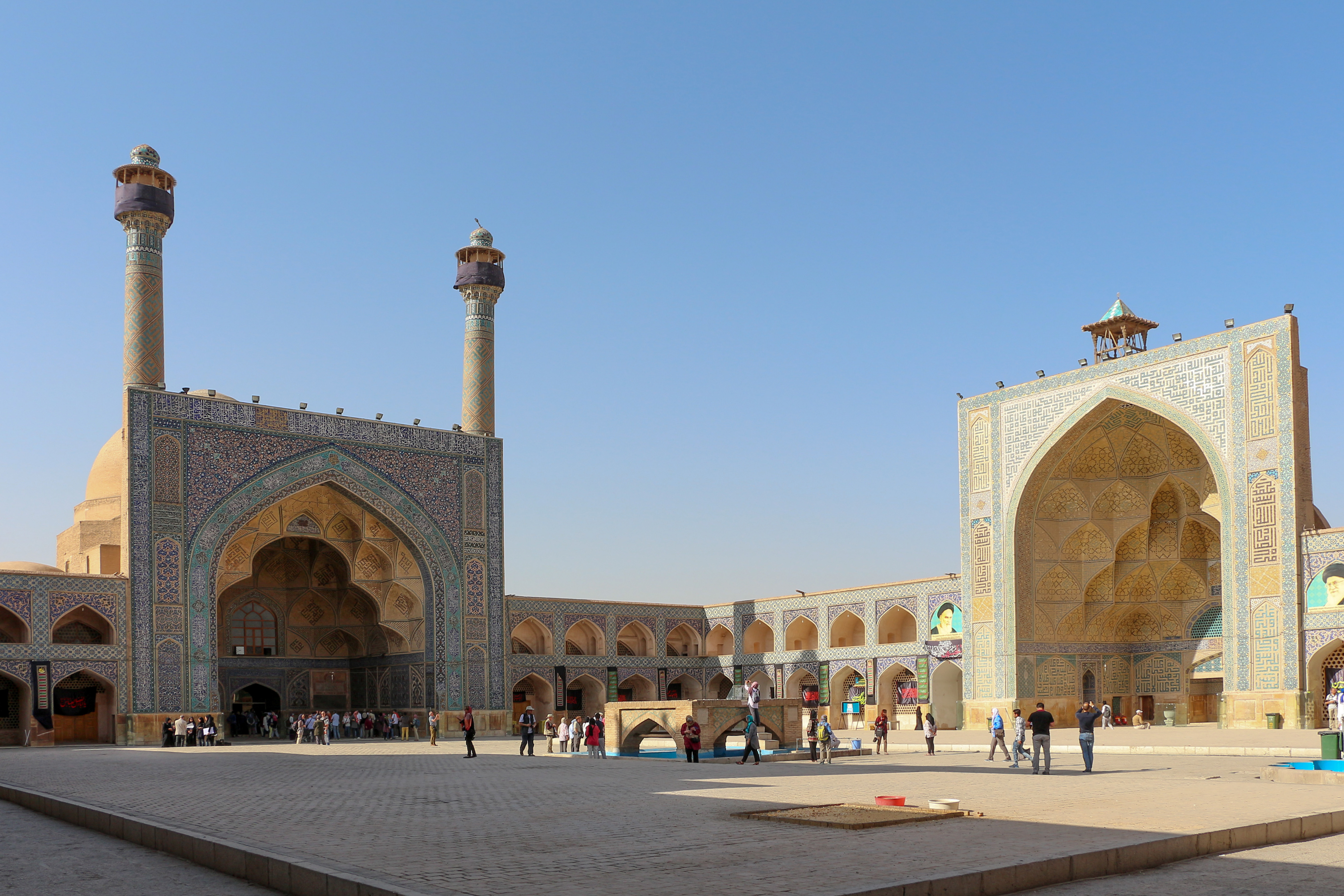
Patio de la  mezquita del Viernes de Isfahán, con su diseño de cuatro iwanes que data de principios del siglo XII
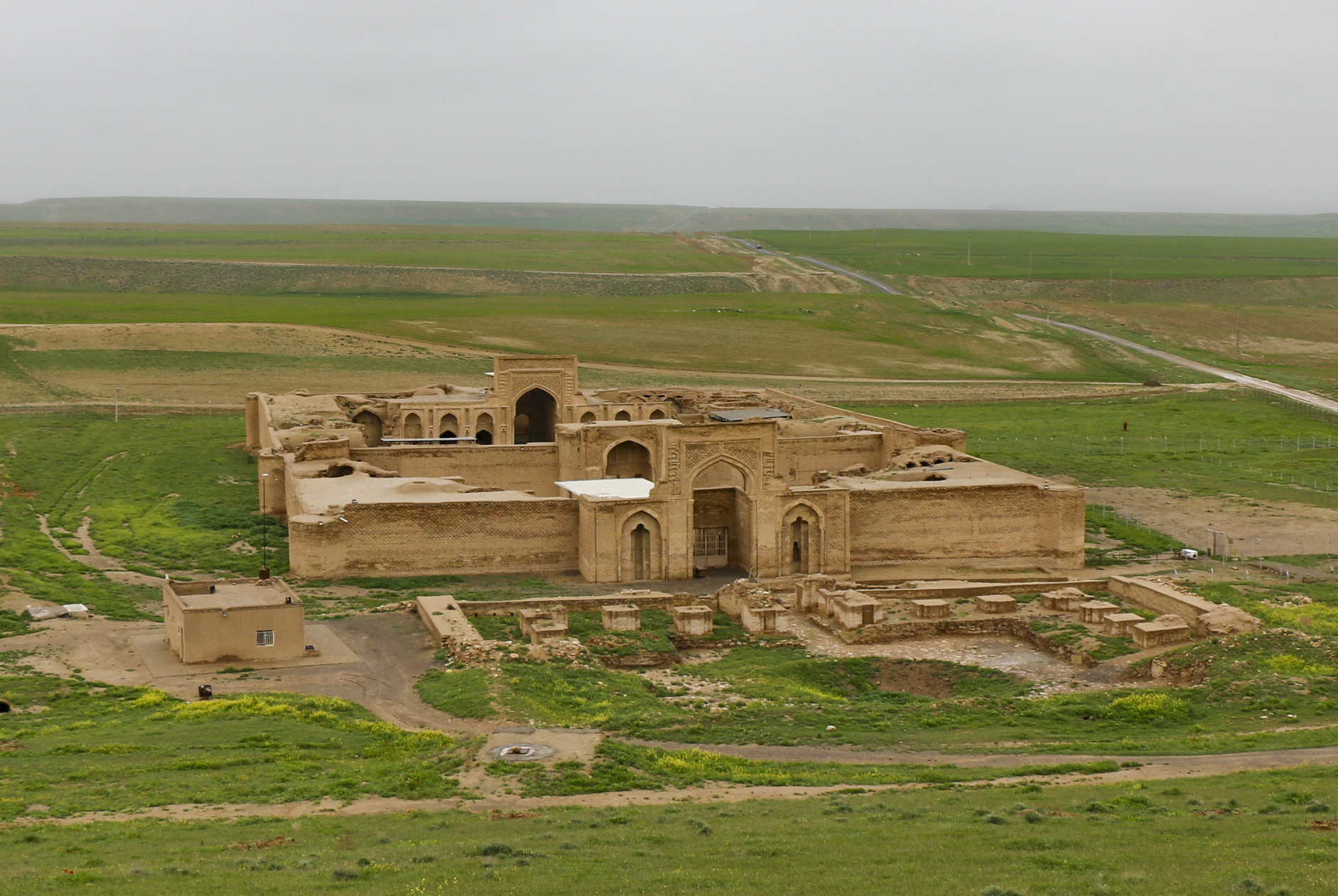
caravasar de Ribat-i Sharaf en Jorasán (noreste de Irán), construido en 1114-1115
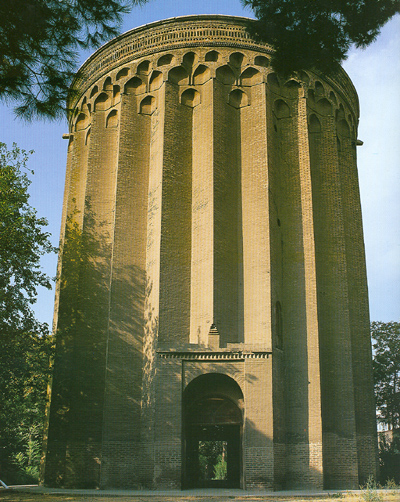
Torre Toghrol en Rayy,  al sur de la actual Teherán (Irán), construida en 1139 como la tumba del sultán selyúcida  Tughril
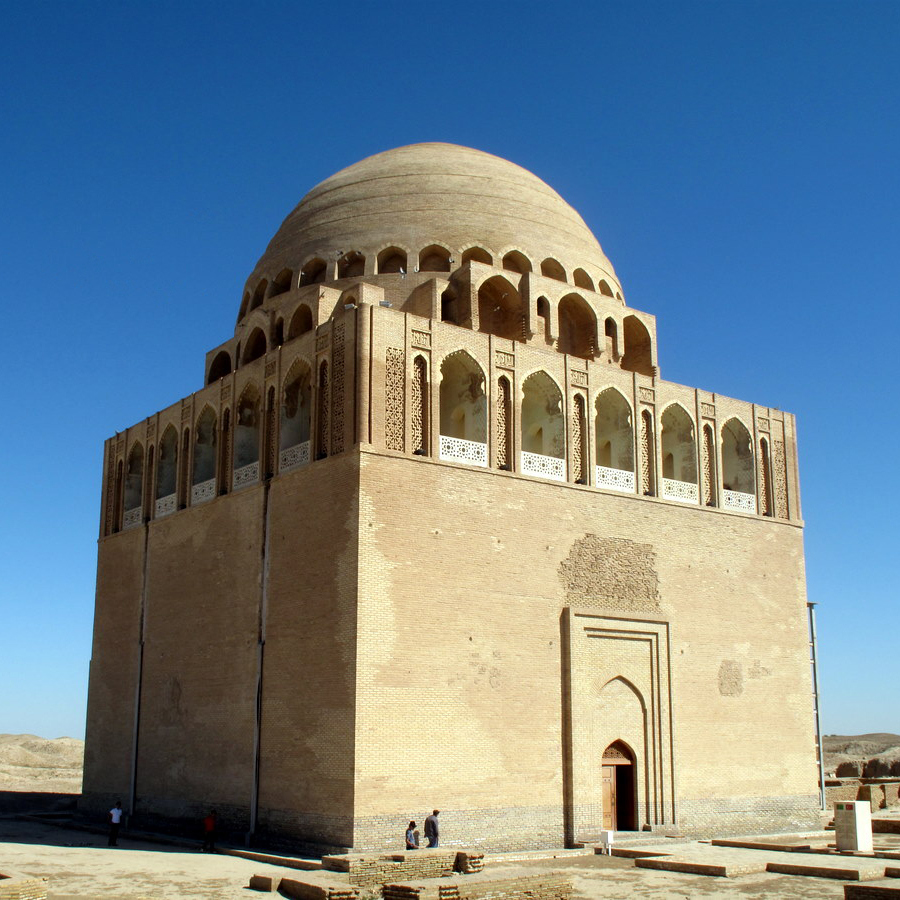
Mausoleo del sultán Ahmad Sanjar (c. 1152) en Merv (actual Turkmenistán)

### Materiales y decoración

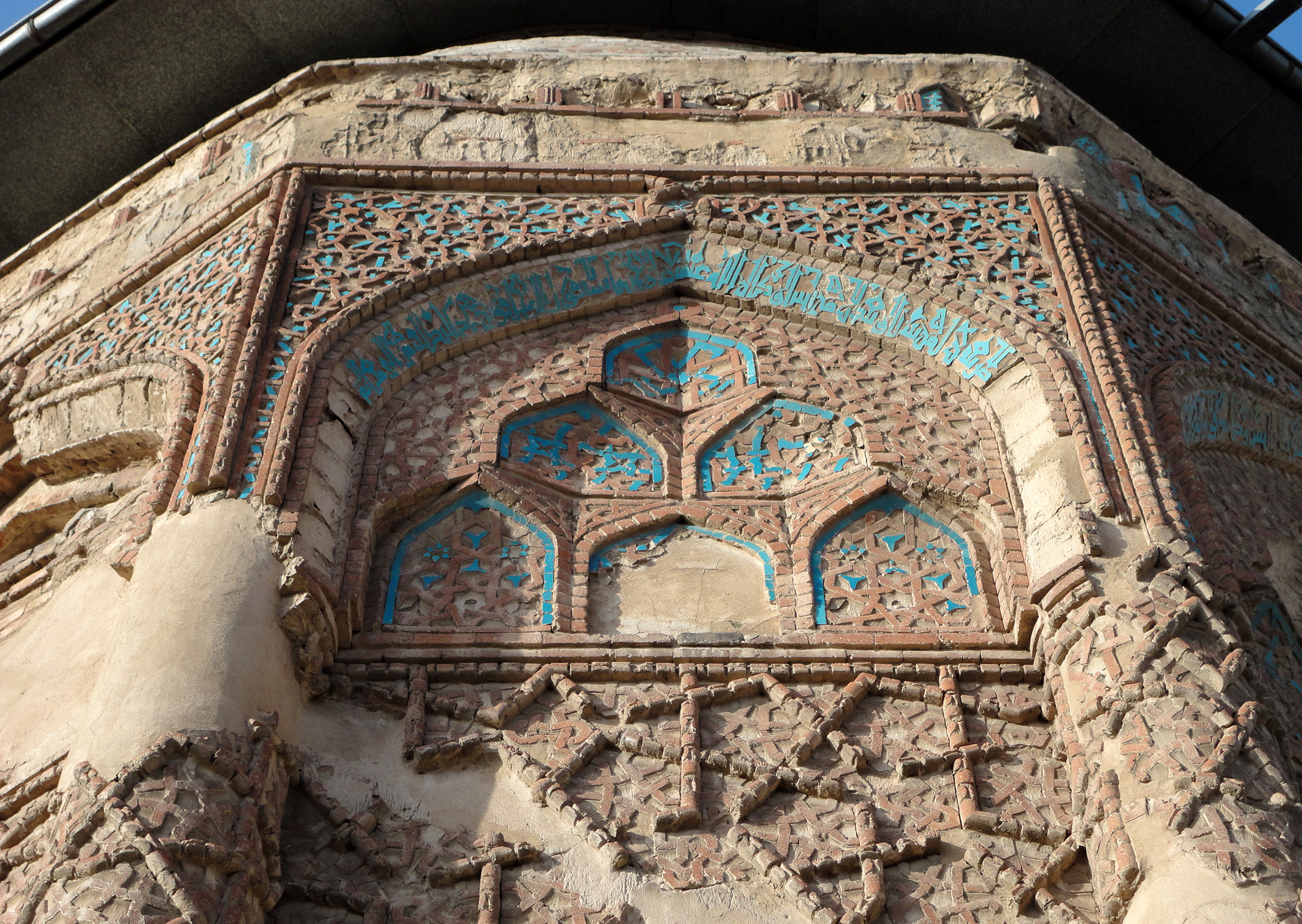
Combinación de decoración de ladrillos y azulejos en la tumba de Gonbad-e Kabud en Maragha (1196–1197)

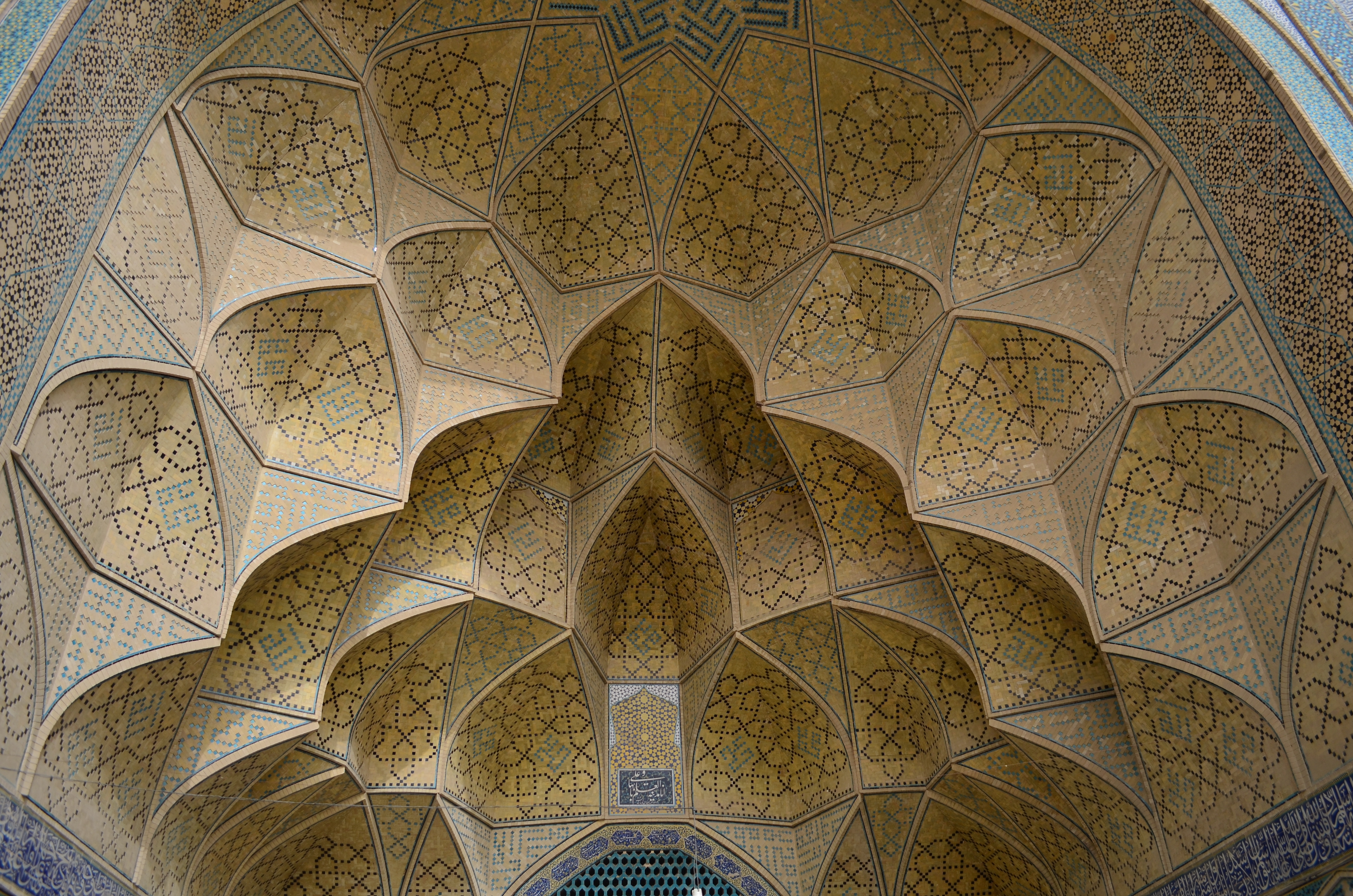
Muqarnas en el iwan meridional de la mezquita del Viernes de Isfahán (principios del siglo XII)

La escasez de madera en la meseta iraní llevó a la prominencia del ladrillo como material de construcción, particularmente de los ladrillos horneados de alta calidad. También alentó el desarrollo y uso de bóvedas y cúpulas para cubrir edificios, lo que a su vez condujo a innovaciones en los métodos de soportes estructurales de esos abovedamientos. Los patrones de unión de los aparejos de ladrillo se aprovecharon para obtener un efecto decorativo: combinando ladrillos en diferentes orientaciones y alternando entre ladrillos emrasados y salientes, se pudieron lograr diferentes patrones. Esta técnica alcanzó su pleno desarrollo durante el siglo XI. En algunos casos, .se insertaron en los espacios entre los ladrillos piezas de azulejos vidriadas para agregar más color y contraste. Los ladrillos también se podían grabar con otros motivos o tallar inscripciones en las fachadas de los monumentos.

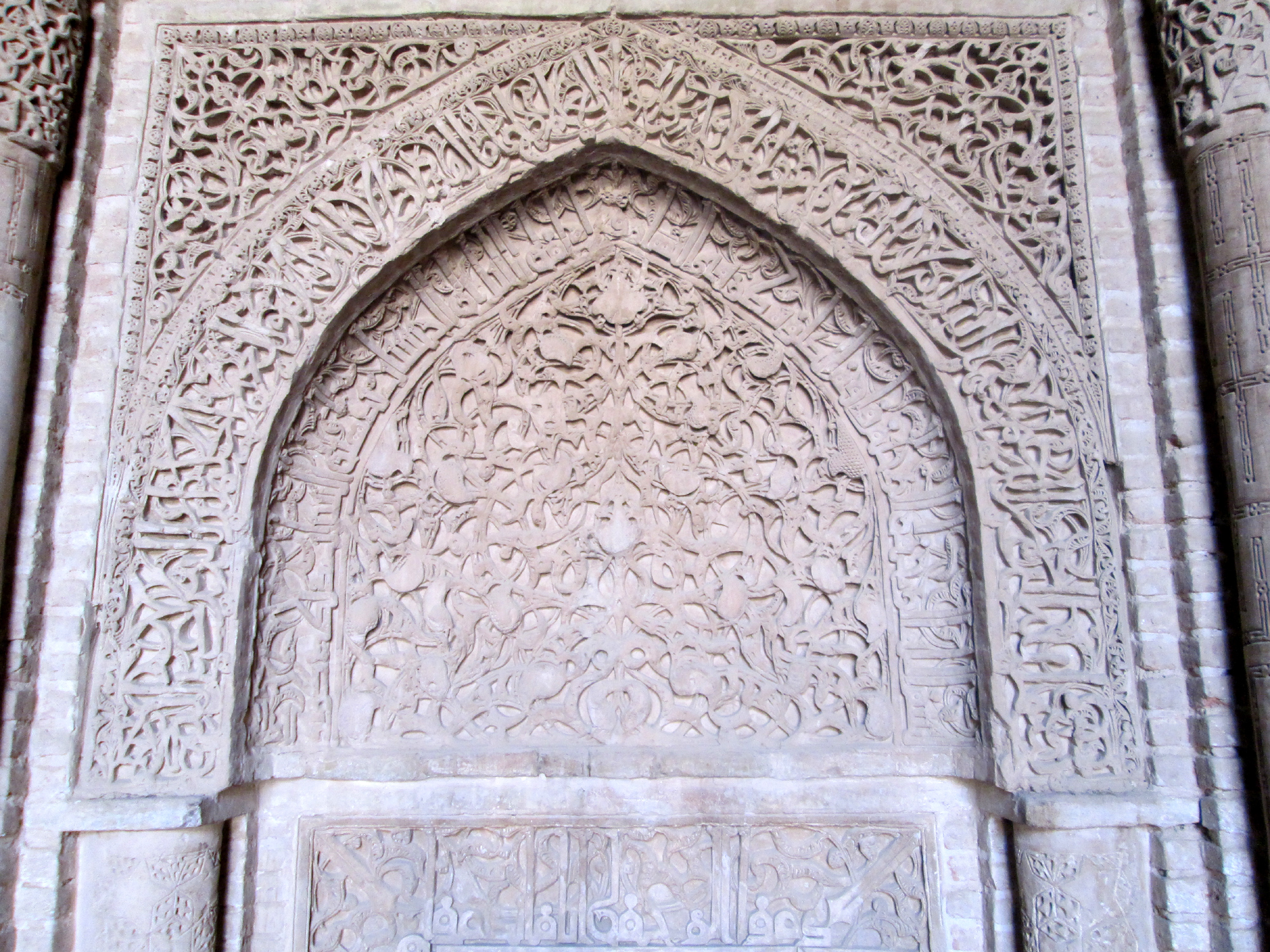
Mihrab de decoración de estuco tallado en la Mezquita Jameh de Ardestan (circa 1160)

Si bien la decoración en ladrillo favoreció los motivos geométricos, también se utilizó el estuco o el yeso para revestir algunas superficies y ese material podía ser tallado con una gama más amplia de motivos vegetales y florales (arabescos). Los azulejos y el color cobraron mayor importancia a finales del siglo XII y una extensa decoración de azulejos vidriados aparece en múltiples monumentos del siglo XII. Esto fue de la mano de una tendencia creciente a cubrir las paredes y las grandes áreas con una decoración de la superficie que oscurecía la estructura en sí. Esta tendencia se hizo más pronunciada en la arquitectura posterior de Irán y Asia Central.
El siglo XI vio la difusión de la técnica de decoración con muqarnas en todo el mundo islámico, aunque los estudiosos no comprenden completamente sus orígenes exactos y la forma en que se extendió. Las muqarnas se utilizaron para realizar abovedamientos y para realizar transiciones entre diferentes elementos estructurales, como la transición entre una cámara cuadrada y una cúpula redonda (trompas). Se encuentran ejemplos tempranos de trompas con muqarnas en monumentos iraníes y de Asia Central durante los siglos anteriores, pero el uso deliberado y significativo de las muqarnas completamente desarrolladas es visible en edificaciones selyúcidas como en las adiciones a la  mezquita del Viernes de Isfahán.
Un signo tradicional de los selyúcidas utilizado en su arquitectura era una estrella de ocho puntas que tenía un significado filosófico, siendo considerada como el símbolo de la existencia y la evolución eterna.[cita requerida] Se pueden encontrar muchos ejemplos de esta estrella selyúcida en azulejos, cerámicas y alfombras del período selyúcida, y la estrella incluso se ha incorporado al emblema estatal de Turkmenistán. Otro símbolo selyúcida típico es la roseta de diez puntas o la gran cantidad de diferentes tipos de rosetas en los mihrabs selyúcidas y en portales que representan los planetas que son, según la antigua tradición de Asia central y las creencias religiosas chamánicas, símbolos del otro mundo. Se pueden encontrar ejemplos de este símbolo en su arquitectura.

## Arquitectura selyúcida de Anatolia

### Características generales
La arquitectura selyúcida de Anatolia se concentra en las principales ciudades del período, como Konya (su capital principal), Kayseri, Sivas, Niğde y Erzurum, pero obras selyúcidas se pueden encontrar en casi cualquier ciudad importante en Anatolia central y oriental. A lo largo de las costas, los selyúcidas ocuparon Antalya y Sinop y construyeron un nuevo puerto fortificado en Alanya. Los zanguíes y artúquidas, ambas dinastías que inicialmente sirvieron a los Grandes selyúcidas y luego controlaron sus propios reinos, también se convirtieron en ciudades como  Mosul, Diyarbakir, Hasankeyf y Mardin  en importantes centros de desarrollo arquitectónico que tuvieron una influencia a largo plazo en las regiones más amplias de Anatolia y Siria
Los selyúcidas de Anatolia gobernaron un territorio multiétnico y recién poblado por musulmanes. Como resultado, su arquitectura fue ecléctica e incorporó influencias de otras culturas. La fluidez de la sociedad en la frontera del mundo islámico, junto con el hecho de que los selyúcidas disfrutaron de un breve período de gobierno estable antes de la invasión mongola, les impidió desarrollar un estilo arquitectónico "imperial" unificado. Si bien Konya fue un vibrante centro de mecenazgo a principios del siglo XIII, no necesariamente impuso sus propios estilos artísticos en otras ciudades. En cambio, la arquitectura de Anatolia estuvo fuertemente influenciada por la creatividad de los artesanos locales y por los talleres móviles de los artesanos que viajaban por la región en busca de patronos. Junto con las influencias persas, que tuvieron un efecto indiscutible,  la arquitectura selyúcida también fue influenciada por la arquitectura armenia, como por tener arquitectos musulmanes que se originaron en la Armenia histórica, y por tener arquitectos y albañiles armenios. Posteriormente, esta arquitectura de Anatolia se trasmitiría al Sultanato de Delhi. La influencia de otras culturas en los selyúcidas de Anatolia también se puede ver por el uso de spoliaen la arquitectura selyúcida de Anatolia. Hay ejemplos de arquitectura selyúcida de Anatolia que utiliza material  spolia en lugares visibles en edificios públicos ubicados en los centros y entradas de las ciudades, como en la Madrasa Atabey Ertokuş en Atabey/Ispata, Turquía. La alta calidad del spolia en ciertos casos, combinada con las leyes vigentes que impedían la demolición de importantes edificios públicos, contribuyó a preservar elementos de antiguas tradiciones arquitectónicas.

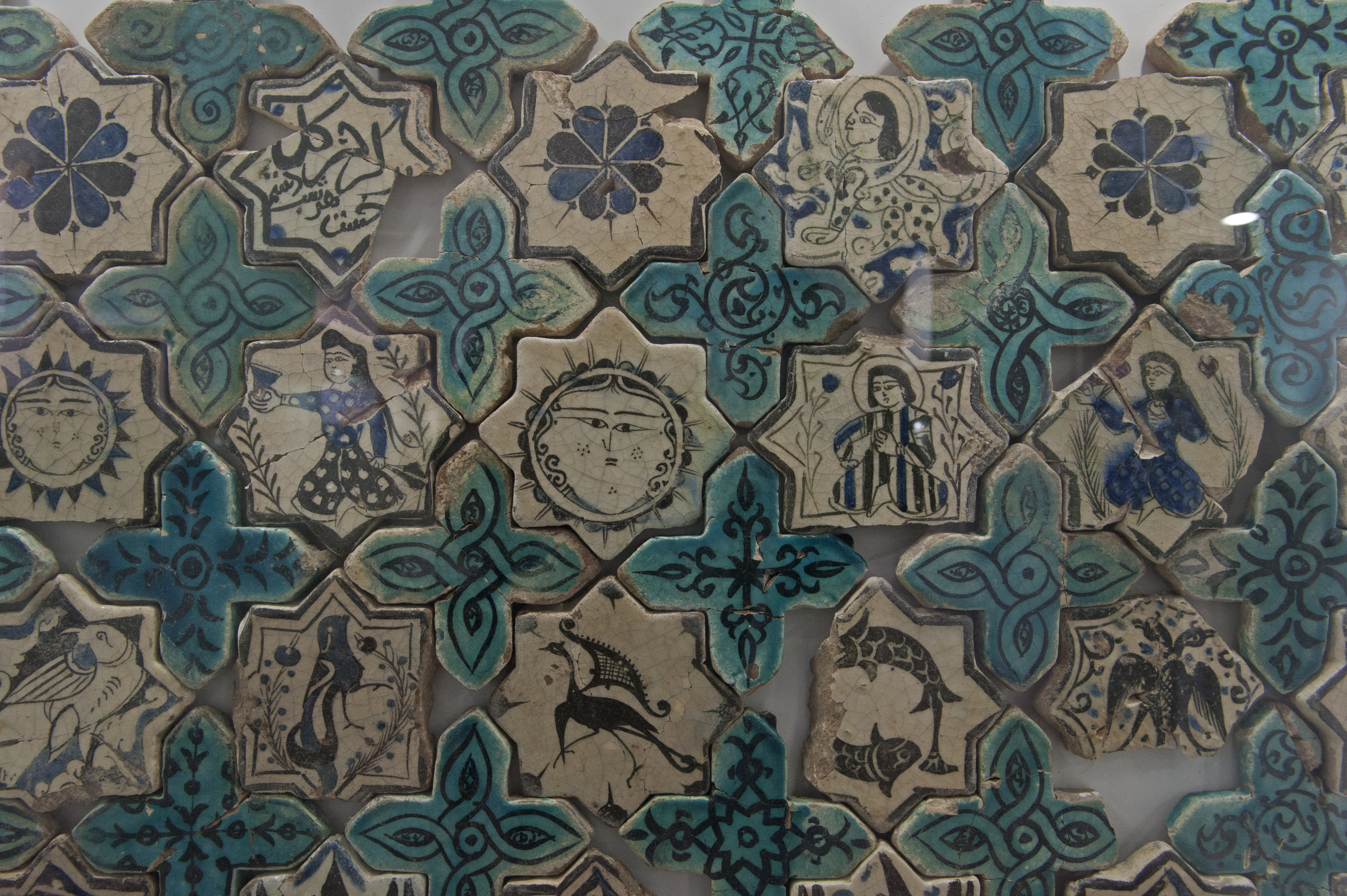
Decoración de mosaicos selyúcidas del palacio de Kubadabad (Anatolia de principios del siglo XIII)

En contraste con las construcciones selyúcidas más al este, la arquitectura de Anatolia estaba hecha de piedra y la mayoría de sus monumentos se conservaron hasta los tiempos modernos. La mayoría de las obras selyúcidas de Anatolia son de piedra labrada, reservando los ladrillos para los minaretes. El uso de piedra en Anatolia es la mayor diferencia con los edificios selyúcidas en Irán, que están hechos de ladrillos. En su construcción de caravasares, madrasas y mezquitas, los selyúcidas de Anatolia tradujeron la arquitectura selyúcida iraní de ladrillos y yeso al uso de piedra. La decoración en la arquitectura selyúcida de Anatolia se concentró en ciertos elementos como los portales de entrada, las ventanas y los mihrabs de las mezquitas. El tallado en piedra fue uno de los medios de decoración más logrados, con motivos que van desde los primeros motivos de estuco iraníes hasta los motivos locales bizantinos y armenios. También se utilizaron muqarnas. Las madrasas de Sivas y de Ince Minareli en Konya se encuentran entre los ejemplos más notables, mientras que el complejo Gran Mezquita y Hospital de Divriği se distingue por la decoración de piedra en alto relieve más extravagante y ecléctica alrededor de sus portales de entrada y de su mihrab. El estilo sirio de mármol rayado ablaq también aparece en el portal de entrada de la madreasa Karatay y en la Mezquita Alaeddin en Konya. Aunque los azulejos se usaban comúnmente en Irán, la arquitectura de Anatolia innovó en el uso de revestimientos de azulejos para cubrir superficies enteras independientemente de otras formas de decoración, como se ve en la madrasa Karatay.
Los selyúcidas de Anatolia enfatizaron mucho la hospitalidad combinada con rituales de devoción. Estas creencias impulsaron el desarrollo de edificios como caravasares, albergues y otros complejos que se enfocaban en brindar refugio y comida a los viajeros. Esos edificios muestran la importancia social y política de la hospitalidad en el campo selyúcida. Las madrasas no solo se usaban para la enseñanza, sino que también estaban destinadas a albergar diversos rituales y alojamiento para los invitados. Esos edificios debían adaptarse a las cambiantes demandas políticas y sociales durante ese tiempo. Las múltiples orientaciones de la madrasa muestran su adaptabilidad a las situaciones religiosas cambiantes. Las plantas y funciones similares de las logias y la madrasa sugieren que todas estas edificaciones se utilizaron como espacios para mostrar la hospitalidad y para los rituales. También había rituales al ofrecer hospitalidad a los invitados. El ritual consistía en presentar primero una comida al visitante, luego llevar a los invitados a bañarse y luego ofrecer frutas y dulces antes de escuchar la recitación del Corán. Las cabañas y edificios similares servían como animados centros comunitarios que estaban claramente conectados con el mundo exterior.   Estas edificaciones muestran la movilidad social en Seljuk y el énfasis en la comodidad y la generosidad.

### Mezquitas
La arquitectura de la mezquita selyúcida de Anatolia fue una combinación de la cultura turco-islámica y de las tradiciones de Anatolia. La planta de los cuatro iwanes, desarrollada bajo los primeros selyúcidas en Irán, no aparece en las mezquitas selyúcidas de Anatolia.  Las mezquitas congregacionales (también conocidas como Ulu Cami o "gran mezquita") construidas por los selyúcidas de Anatolia incluían construcciones hipóstilas más conservadoras junto con planos de planta menos tradicionales. Las edificaciones hipóstilas tenían amplios pasillos con filas de columnas o pilares que sostenían el techo. Los principales ejemplos son la Gran Mezquita de Sivas (1197) y la mezquita Alaeddin de Konya (construida durante múltiples períodos entre 1156 y 1235, con adiciones posteriores). La mayoría de las grandes mezquitas del siglo XII en las regiones del sureste y del noreste del imperio selyúcida dispusieron una cúpula en frente del mihrab. Los minaretes de las mezquitas selyúcidas se construyeron de piedra o ladrillo, generalmente descansando sobre una base de piedra, y típicamente tenían un eje cilíndrico o poligonal que es menos esbelto que los minaretes otomanos posteriores. A veces se embellecían con ladrillos decorativos o decoración de cerámica vidriada hasta el nivel de sus balconadas.
El tipo más pequeño de mezquita es el «mescid» (del árabe masjid). Fue desarrollado durante el siglo XIII en Anatolia central y estaba compuesto por una cámara cuadrada coronada por una cúpula. Este tipo de mezquita podía ser una edificación independiente o podía integrarse en un edificio más grande. Otro tipo de mezquita pequeña es la mezquita de la ciudadela, o «kale mescidi», que se desarrolló en el este de Turquía durante el siglo XII. Estas mezquitas ciudadela tenían plantas más complicadas en comparación con otras mezquitas pequeñas, con un interior dividido en varios pasillos cubiertos con bóvedas de cañón y bóvedas de crucería. Ejemplos de este tipo son las mezquitas ciudadela en Divriği (1180-1181) y en Erzurum (siglo XII).
También se construyeron mezquitas de tipo «basilical», llamadas así porque tienen un diseño más lineal con su eje largo alineado con el mihrab y la qibla (dirección de la oración). Este tipo tiene sus antecedentes en las mezquitas ciudadela del siglo XII y puede haber sido influenciado por la arquitectura local de las iglesias. Ejemplos más desarrollados se dieron en el siglo XIII, como la Mezquita Alaeddin de Niğde (1223), que tiene tres «naves» que corren longitudinalmente hacia el muro de la qibla y tres cúpulas que cubren las huecos frente a esta pared. La mezquita Burmali Minare y la mezquita Gök Madrasa, ambas construidas en Amasya en el siglo XIII, también tienen planta basilical pero en estos casos las tres cúpulas se colocan en línea sobre la nave central perpendicular al muro de la qibla.  La colocación de cúpulas de esta manera acentuó la tradición existente de colocar una cúpula frente al mihrab.
La Gran Mezquita de Divrigi (1228-1229) tiene un diseño que puede ser descrito tanto hipóstilo como basilical. Consta de tres naves, siendo la nave central frente al mihrab más ancha que las demás. Una cúpula cubre un hueco cuadrado frente al mihrab y otra cúpula perforada con un óculo cubre el tramo en el medio de la mezquita. Se pueden encontrar características similares en la mezquita de Hunat Hatun o Huand Hatun) en Kayseri, que forma parte de un complejo más grande que data de 1237-1238. Esta mezquita tiene una nave central que se enfatiza con dos cúpulas (una frente al mihrab y otra en el medio de la mezquita) pero tiene un mayor número de naves o pasillos. Las naves laterales corren paralelas al muro de la qibla y perpendiculares a la nave central. La cúpula en el medio de la mezquita es una construcción del siglo XIX que cubre lo que originalmente era un pequeño patio descubierto. La misma disposición con dos cúpulas, una de las cuales era originalmente un pequeño patio abierto, se encuentra en la Gran Mezquita (Ulu Cami) de Kayseri, que fue fundada en 1135 por los Danishmendids  pero restaurada y modificada varias veces. en siglos posteriores, incluso por los selyúcidas en 1205-1206.
La «mezquita de madera», una variación de la mezquita hipóstila con columnas y techos de madera, surgió en el centro occidental de Anatolia en el siglo XIII. El ejemplo más antiguo es la Gran Mezquita de Sivrihisar (1232), mientras que otros ejemplos son la Gran Mezquita de Afyonkarahisar (1272) y la Mezquita Arslanhane en Ankara (c. 1290). El ejemplo más logrado es la mezquita Eşrefoğlu en Beyşehir, construida en 1297 por los Eshrefids, una dinastía Beylik de corta duración. Las columnas de madera de algunas de estas mezquitas están talladas de forma ornamentada. Estos postes de madera podrían haber sido influidos por el pasado de los túrquicos del Asia Central y sus grandes tiendas sostenidas por postes de madera tallados de manera similar.
En el sureste de Anatolia, que estaba bajo el control de las dinastías artúquidas, uno de los monumentos más notables es la Gran Mezquita de Diyarbakir. Originalmente fundada en el siglo VII, fue reconstruida por los artúquidas en el siglo XII. Es similar en forma a la mezquita de los Omeyas de Damasco y sus ornamentadas fachadas del patio reutilizan elementos clásicos romanos junto con motivos islámicos. Otra mezquita artúquida importante en la región es la mezquita congregacional iniciada en 1204 en Kızıltepe (también conocida como Dunaysir o Koçhisar), que tiene un diseño similar y se destaca por el tallado en piedra ornamentado de su mihrab. Más tarde, bajo los beylicatos, la arquitectura de la mezquita fue más diversa, con ejemplos como la mezquita congregacional Saruhanid (Ulu Cami) en Manisa (1371), la mezquita Isa Bey en Selçuk (1374) y la Mezquita İlyas Bey en Mileto (1404).  A medida que pasaron los años, hubo un énfasis creciente en el área cupulada frente al mihrab, que finalmente culminó en las mezquitas cupuladas de la arquitectura otomana.

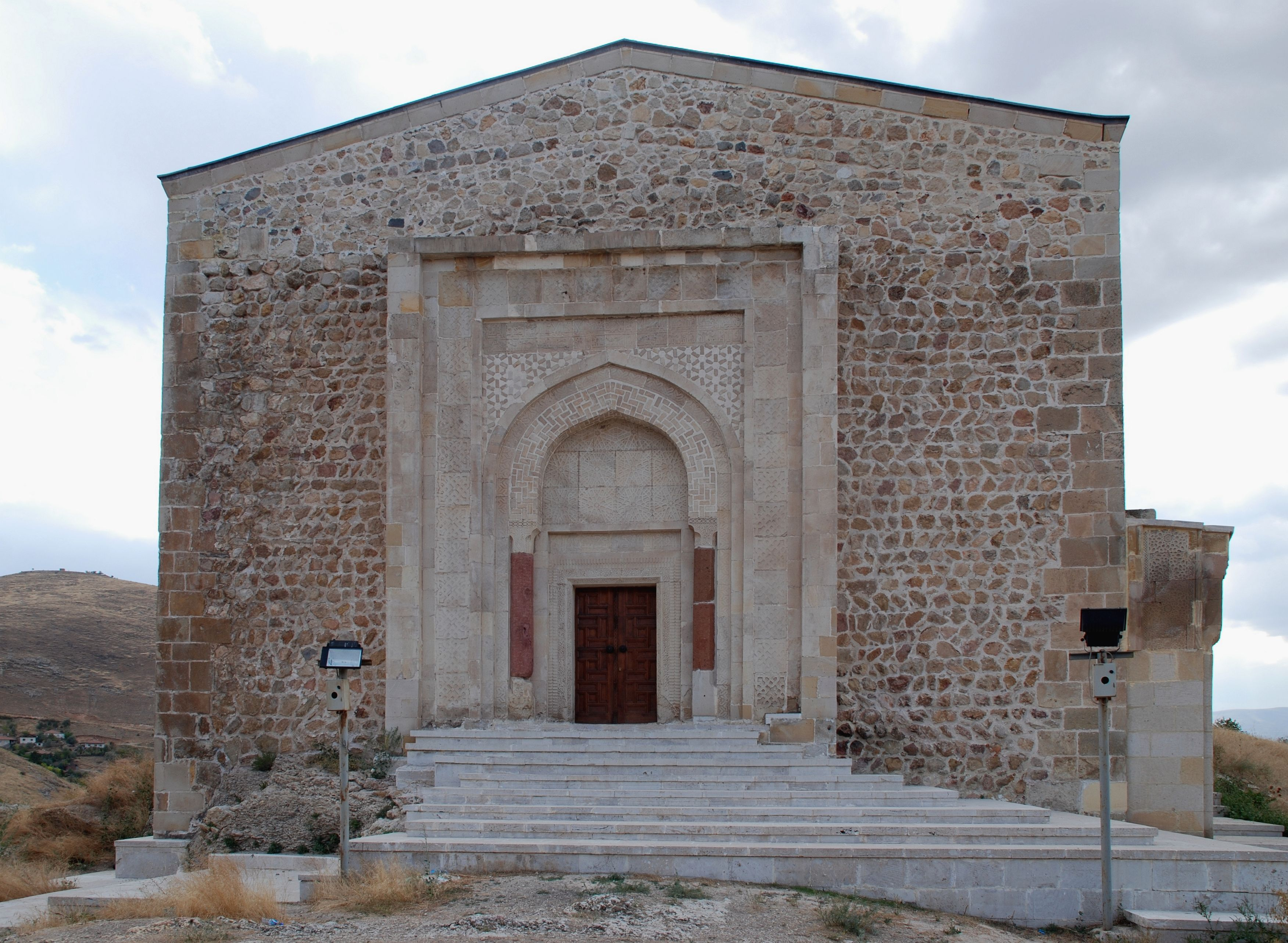
Mezquita de la ciudadela en Divrigi (1180-1181)
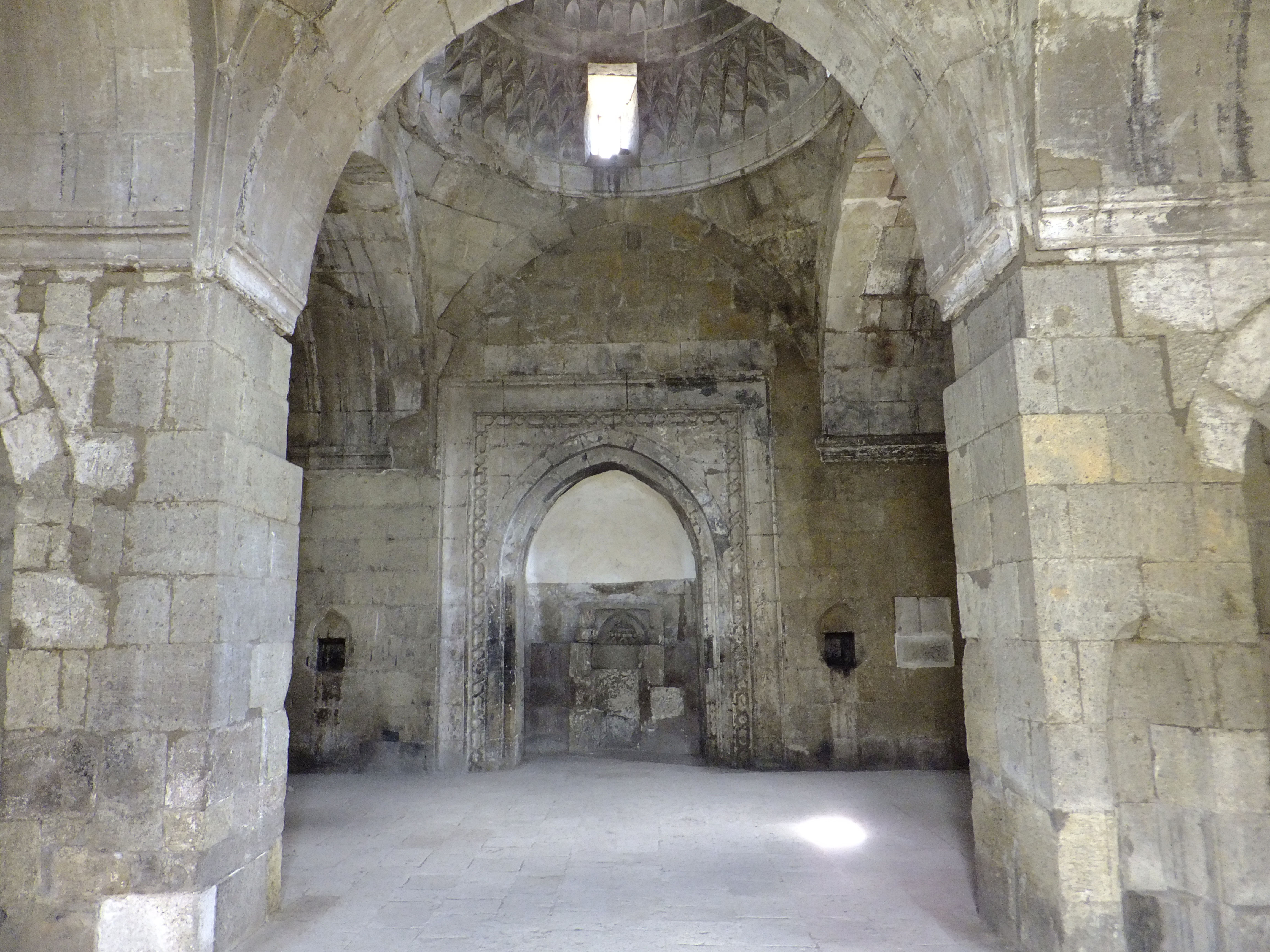
Interior de la mezquita de la ciudadela de Erzurum (siglo XII)
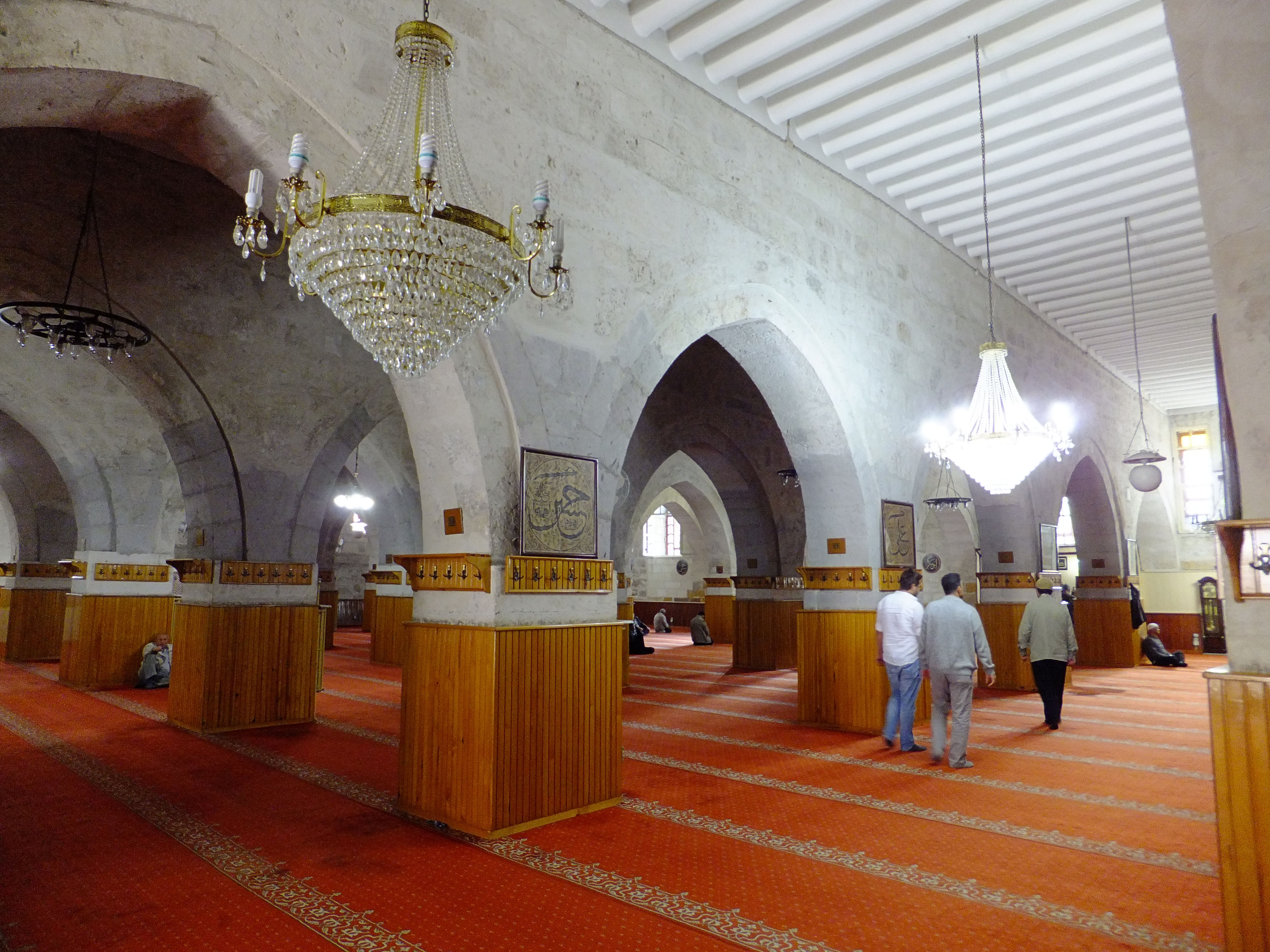
Gran Mezquita de Sivas (1197)
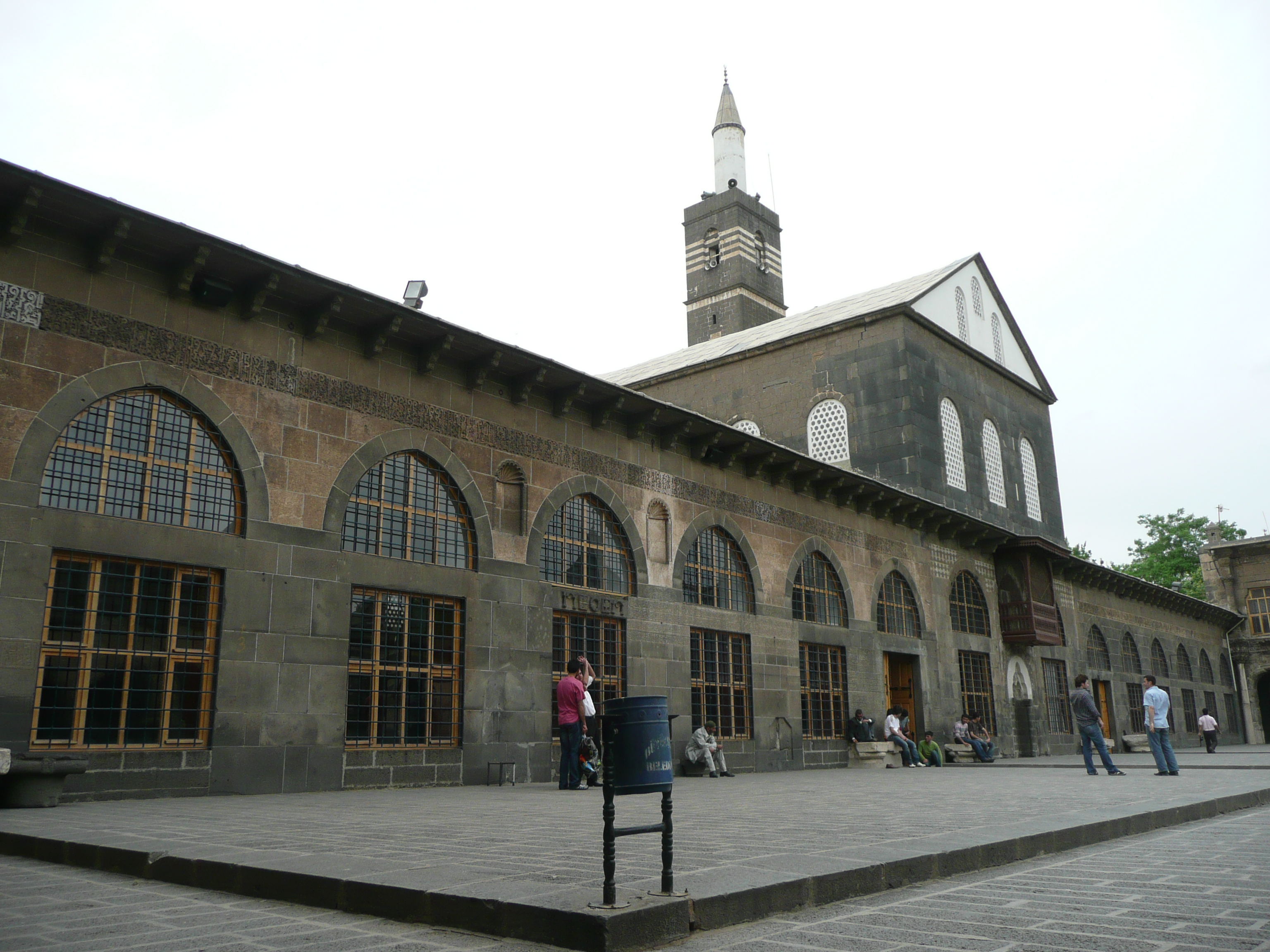
Gran Mezquita de Diyarbakir (fundada en el siglo VII, reconstruida en el siglo XII)
Detalles de la fachada del patio oriental decorada en la Gran Mezquita de Diyarbakir
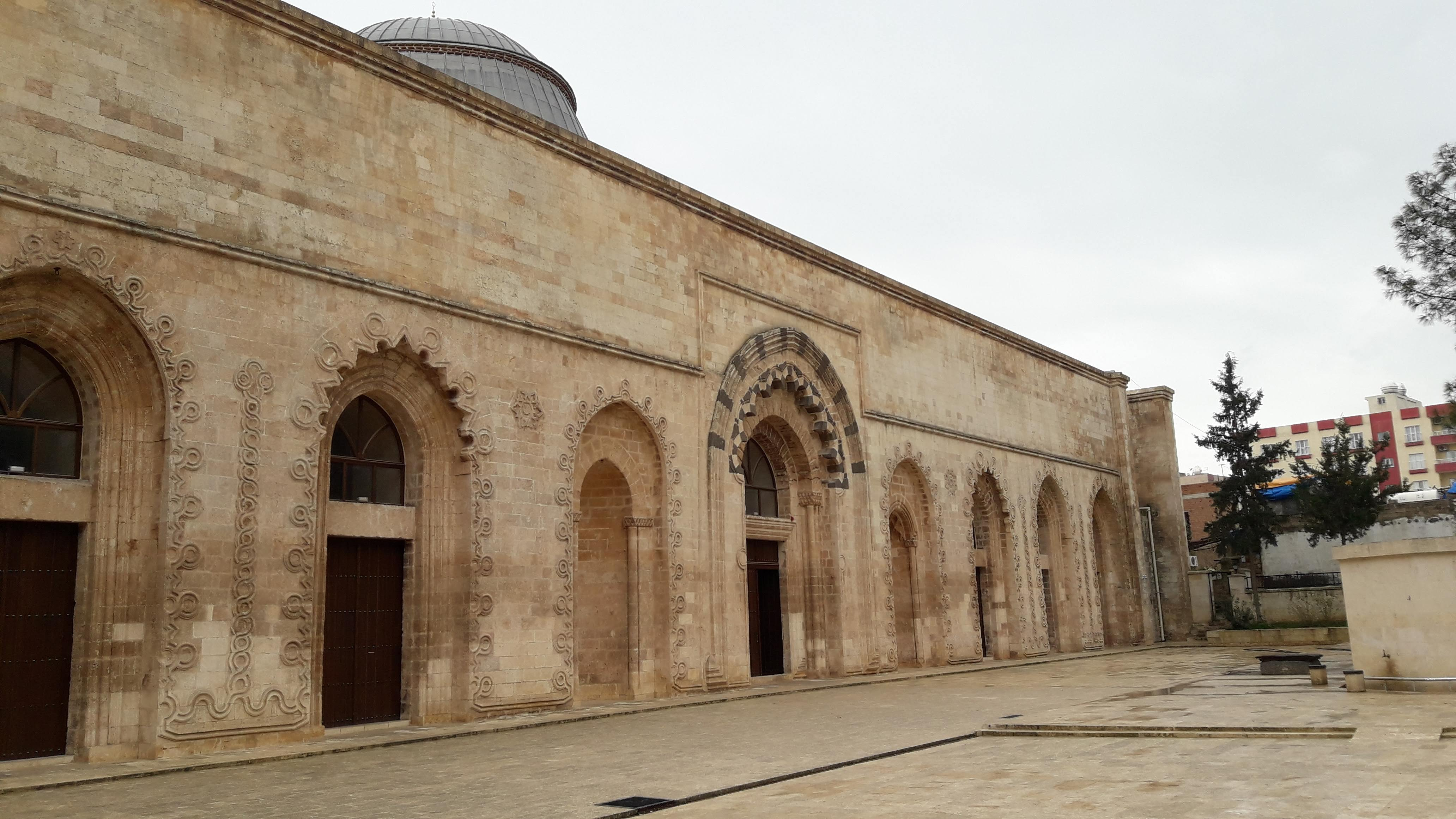
Fachada de la Gran Mezquita (Ulu Cami) de Kızıltepe, iniciada por los Artuqids en 1204
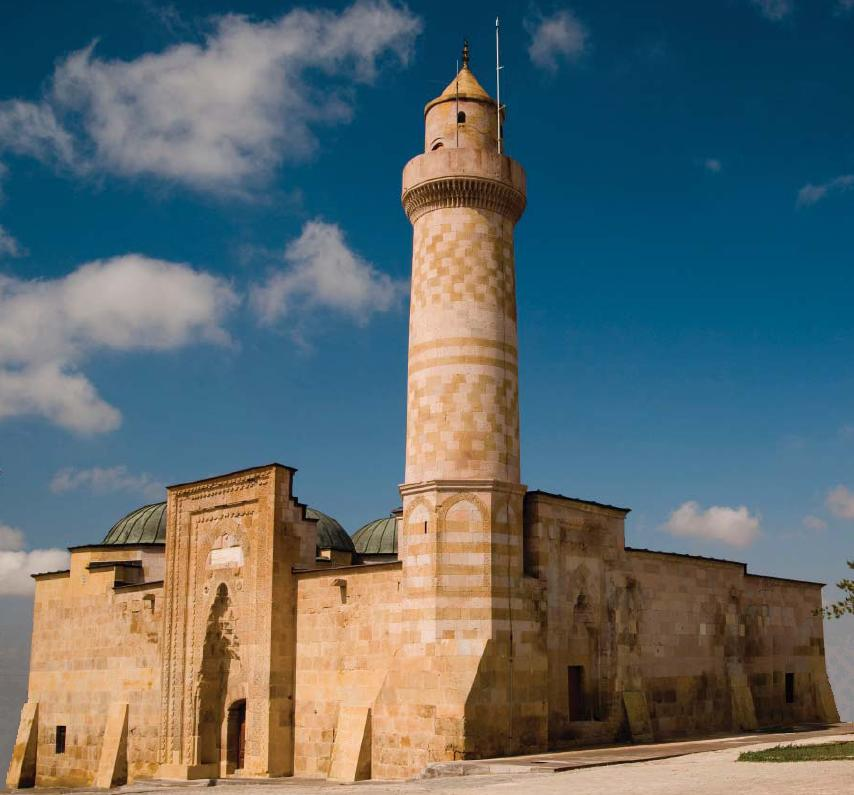
Mezquita Alaeddin de Niğde (1223)
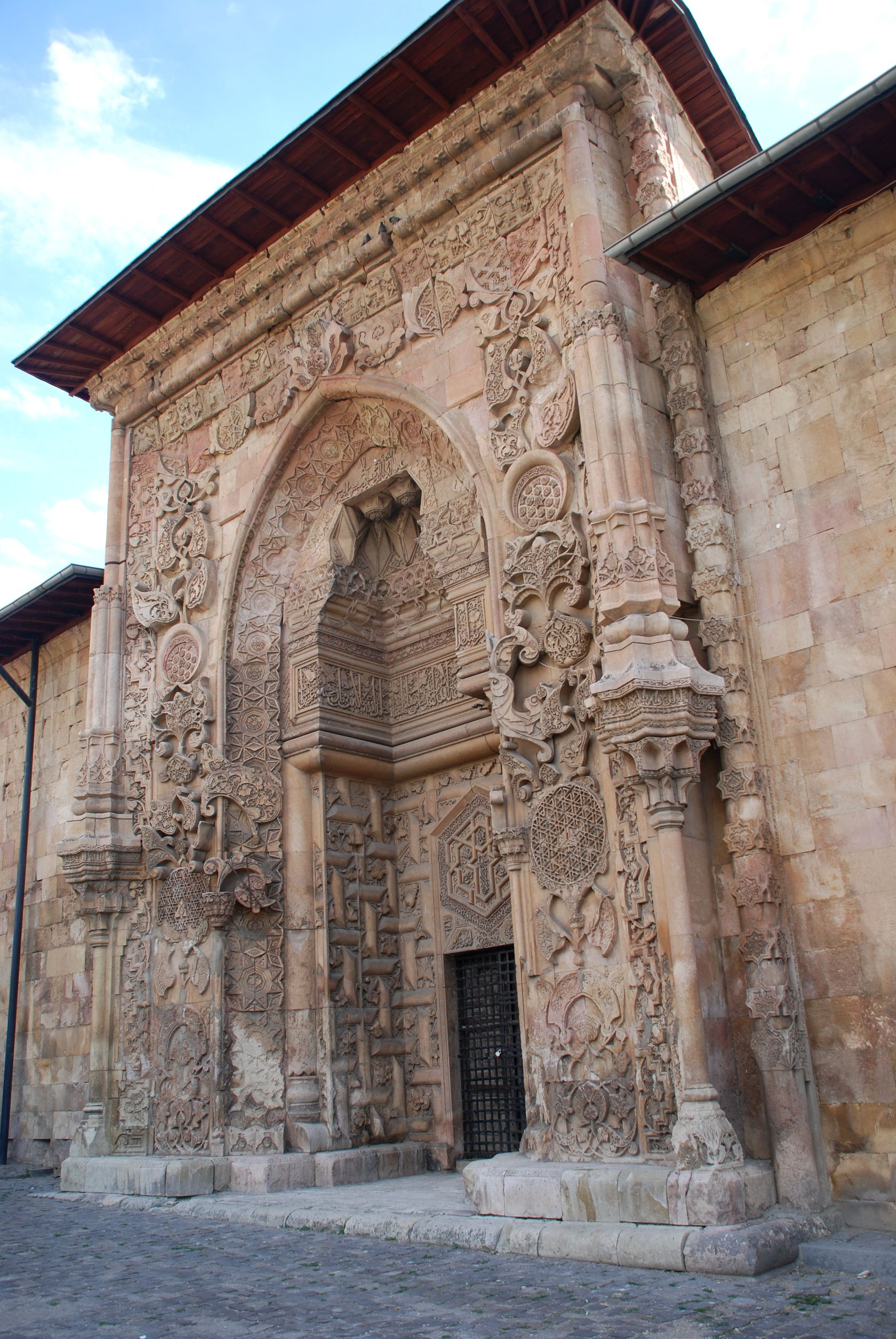
El portal de la Gran Mezquita de Divrigi en Divriği (1228-1229)
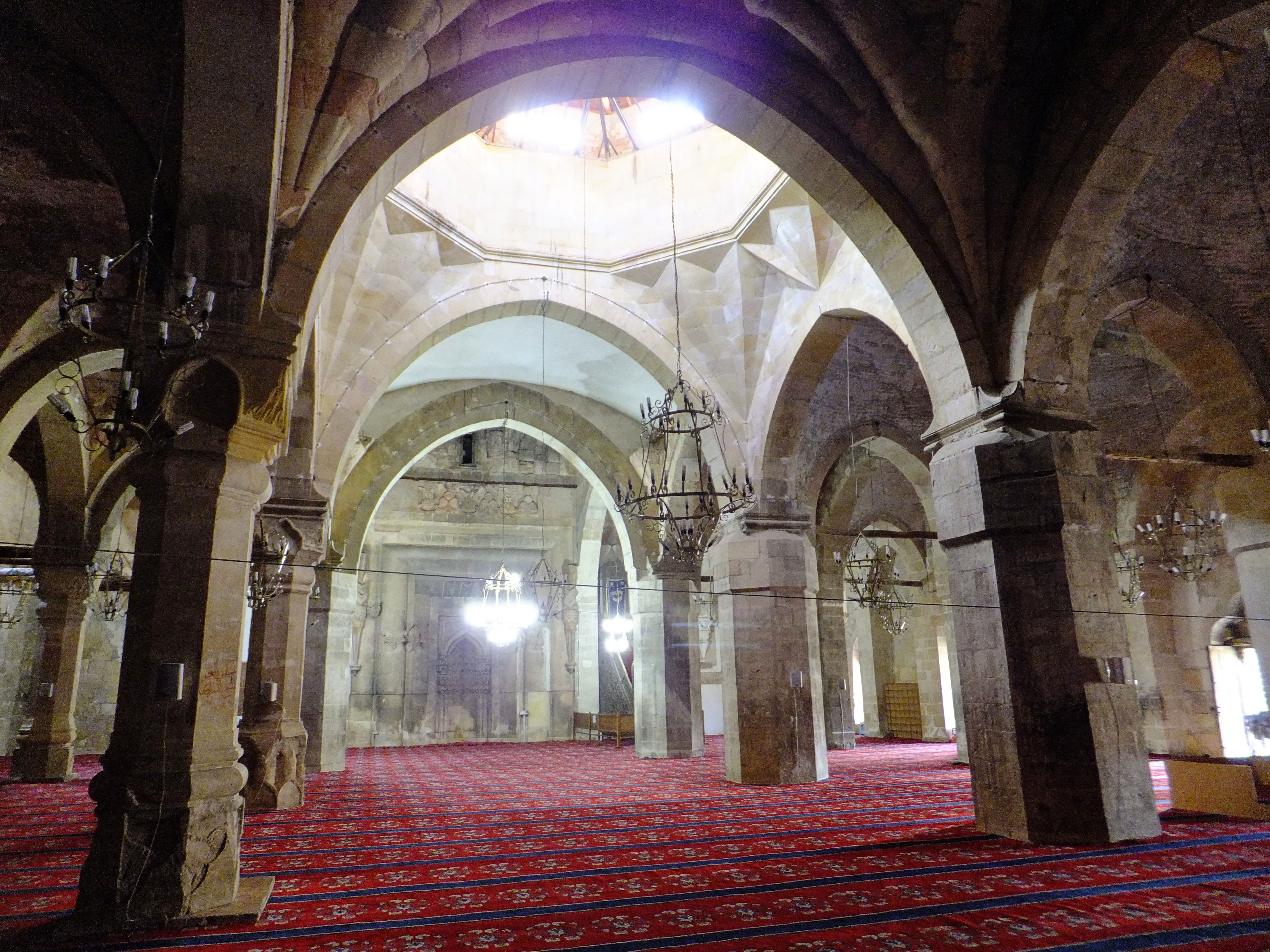
Interior de la Gran Mezquita Divrigi
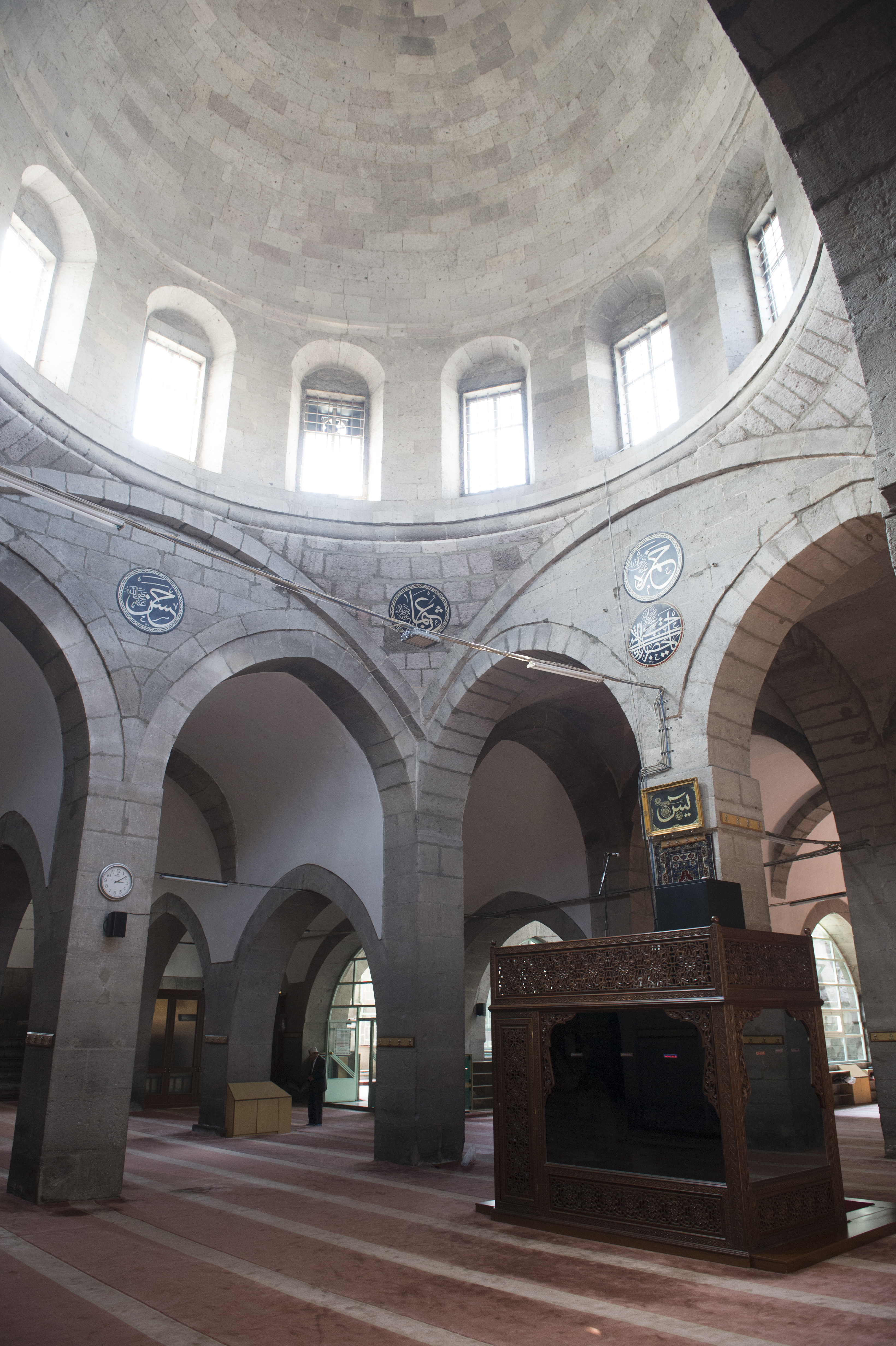
Área cupulada (originalmente un pequeño patio abierto) en el centro de la mezquita Hunat Hatun en Kayseri (1237-1238)
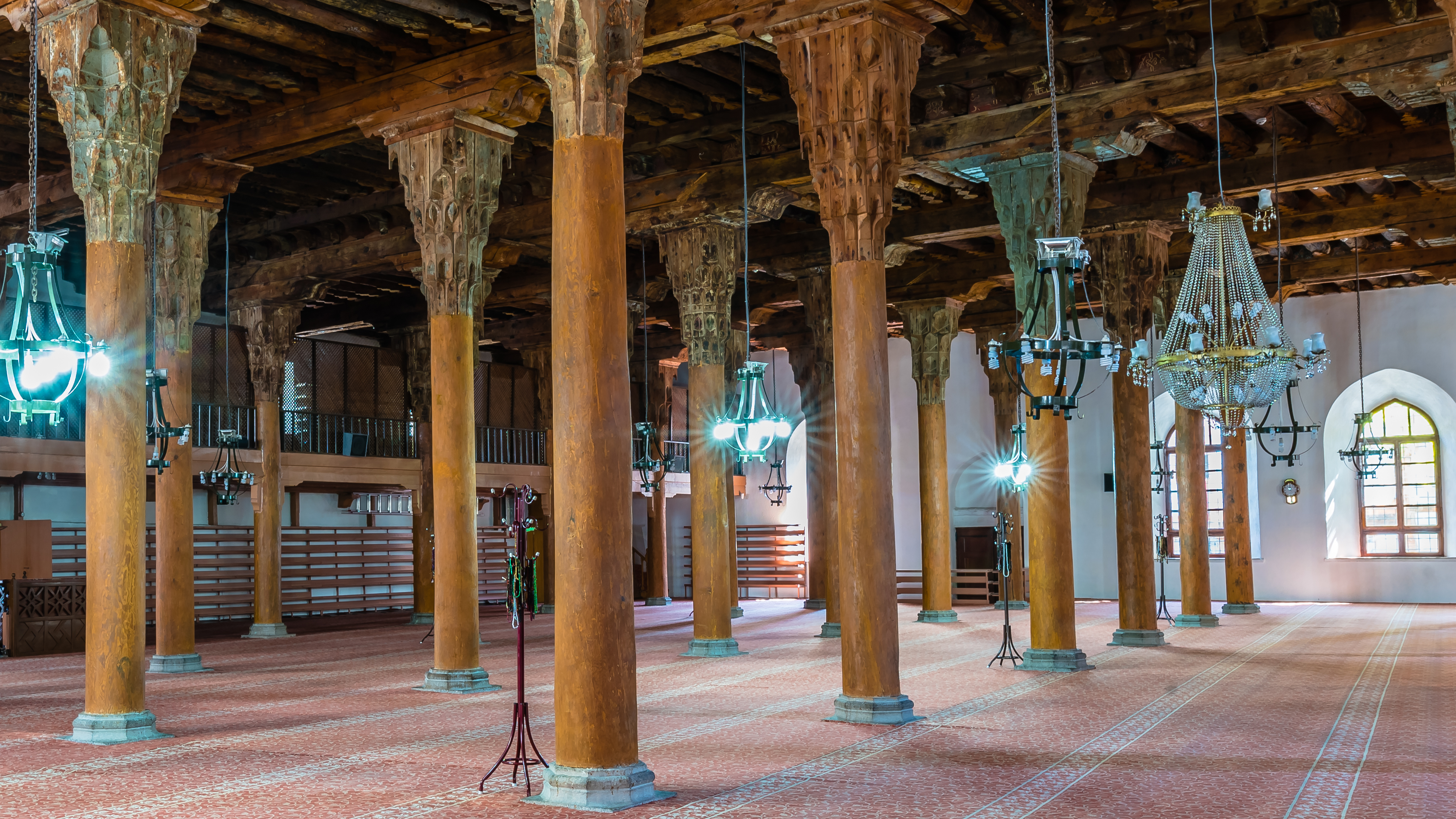
Gran Mezquita (Ulu Cami) de Afyonkarahisar (1272),  un ejemplo de mezquita hipóstila de madera
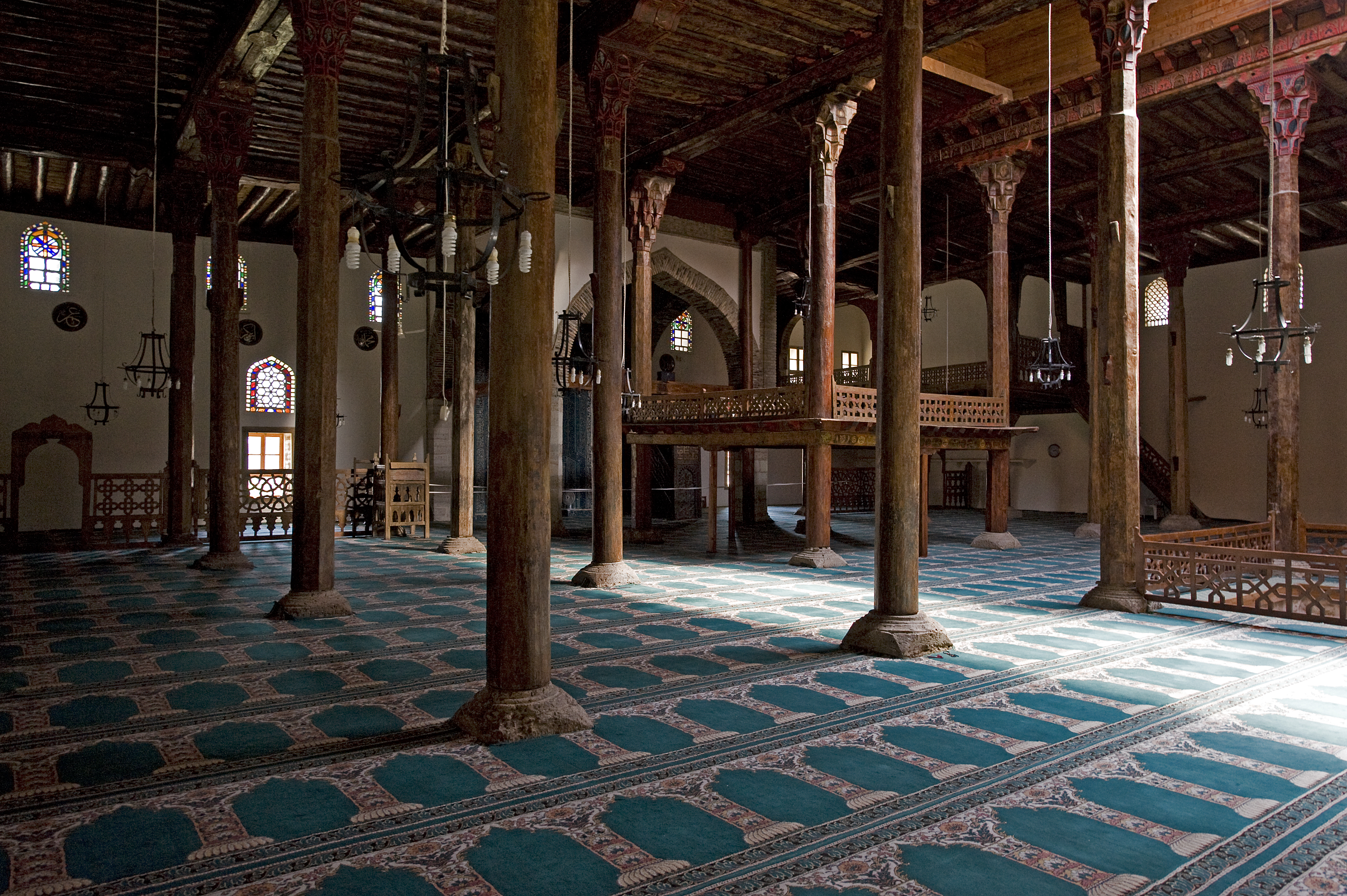
Mezquita Eşrefoğlu en Beyşehir (1297), otra mezquita de columnas de madera
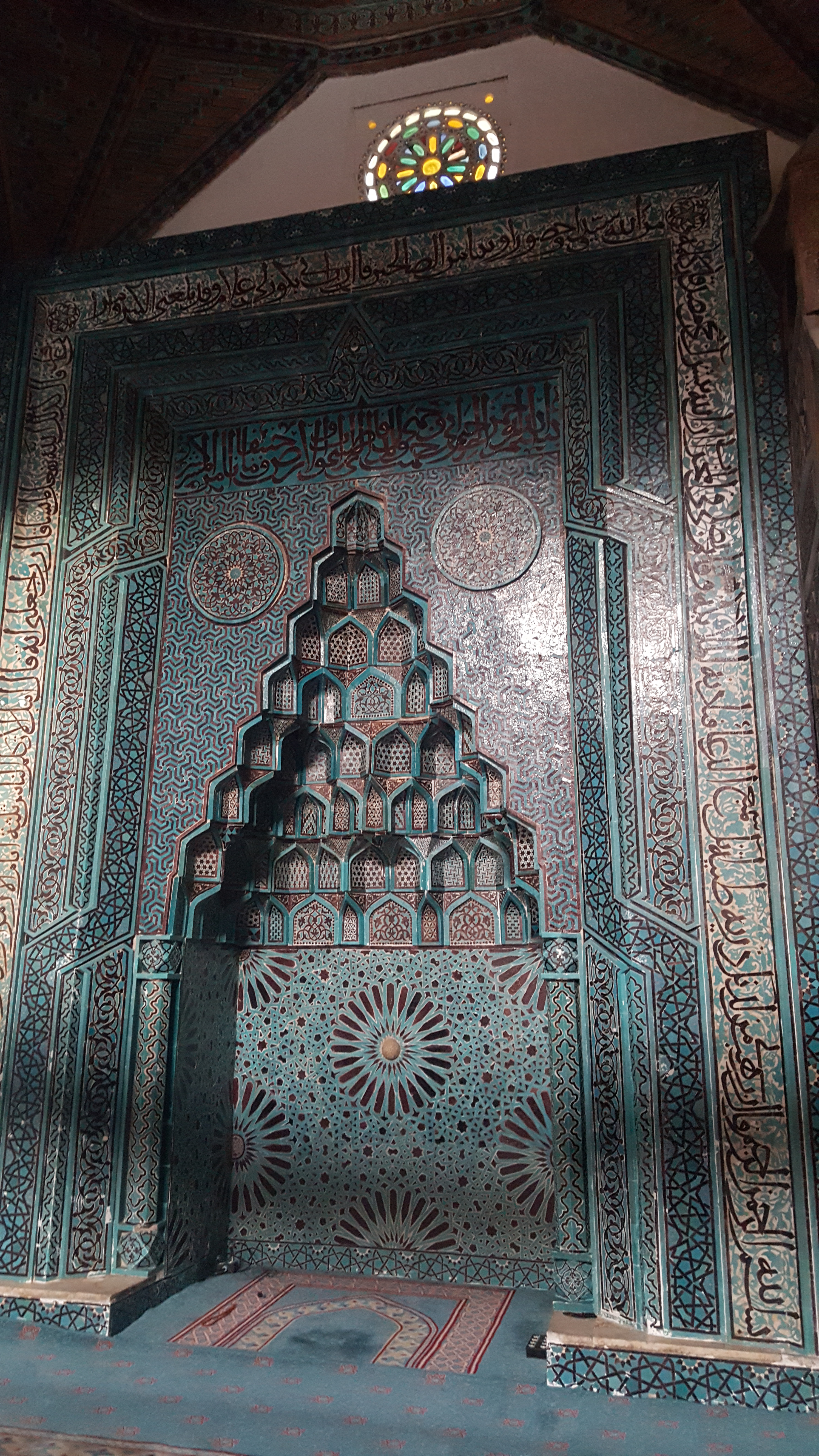
Mihrab de azulejos de la mezquita Eşrefoğlu
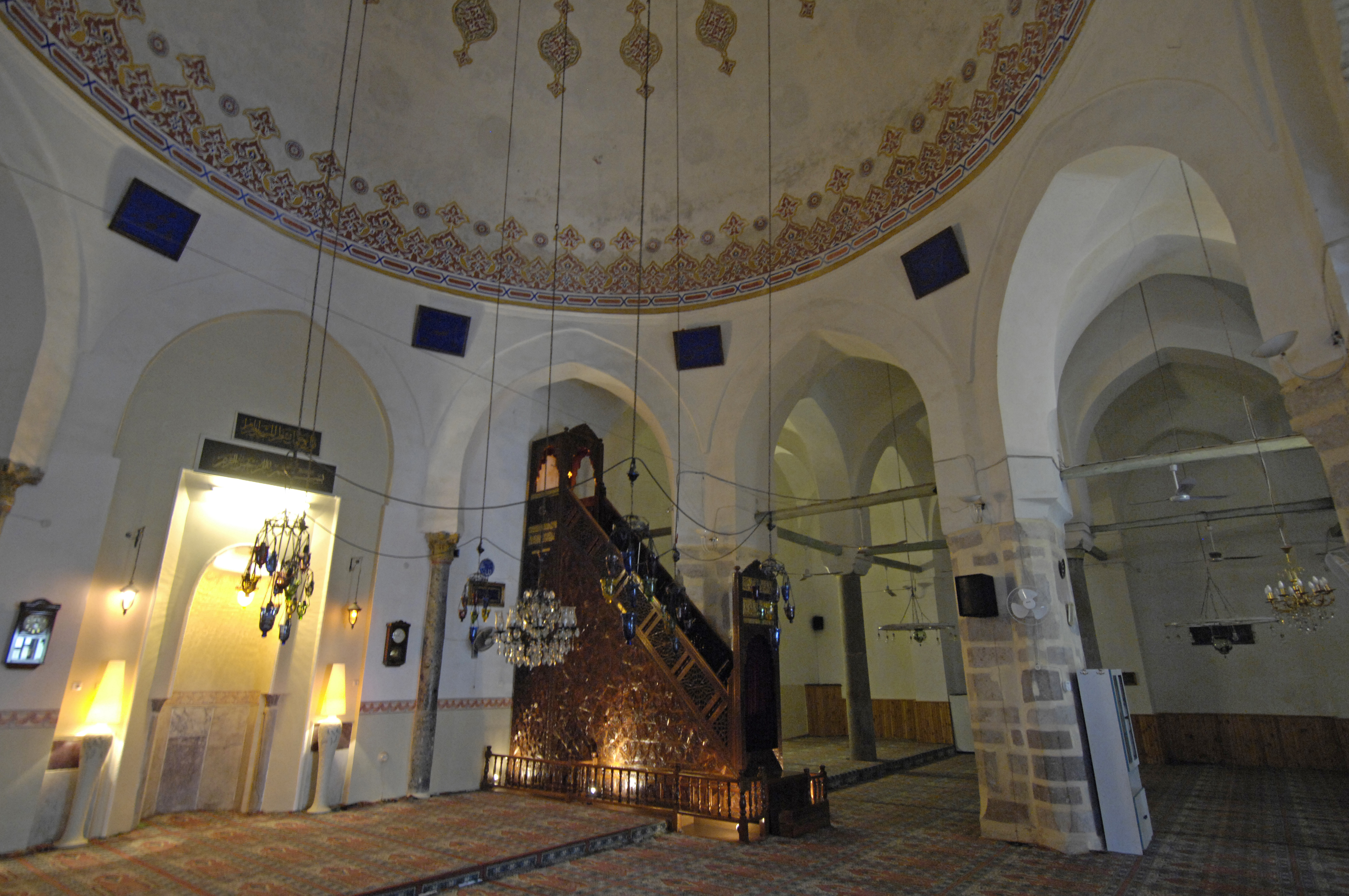
Interior de la Gran Mezquita (Ulu Cami) de Manisa, construida por los Saruhanids alrededor de 1371
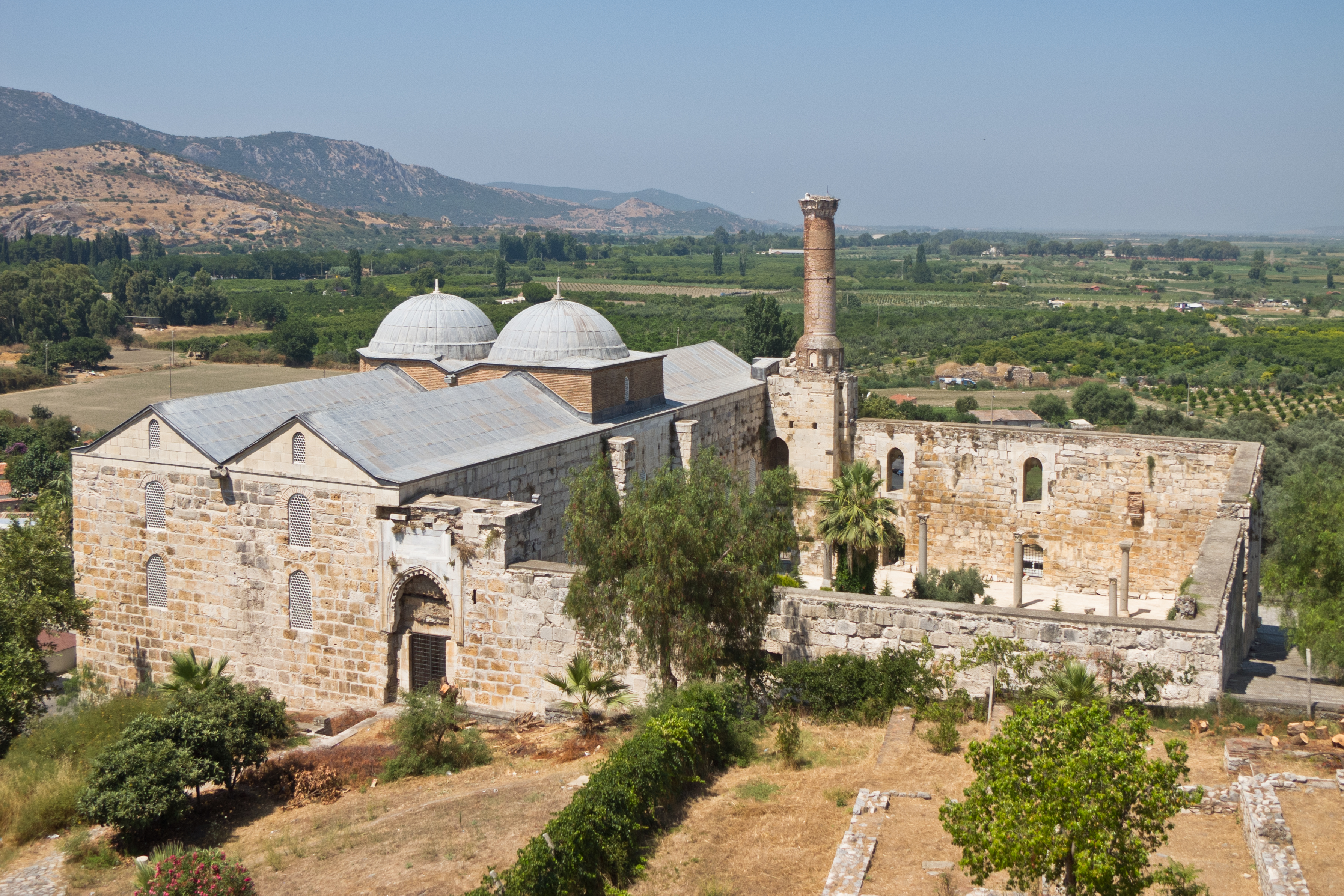
Mezquita Isa Bey en Selçuk (1374)
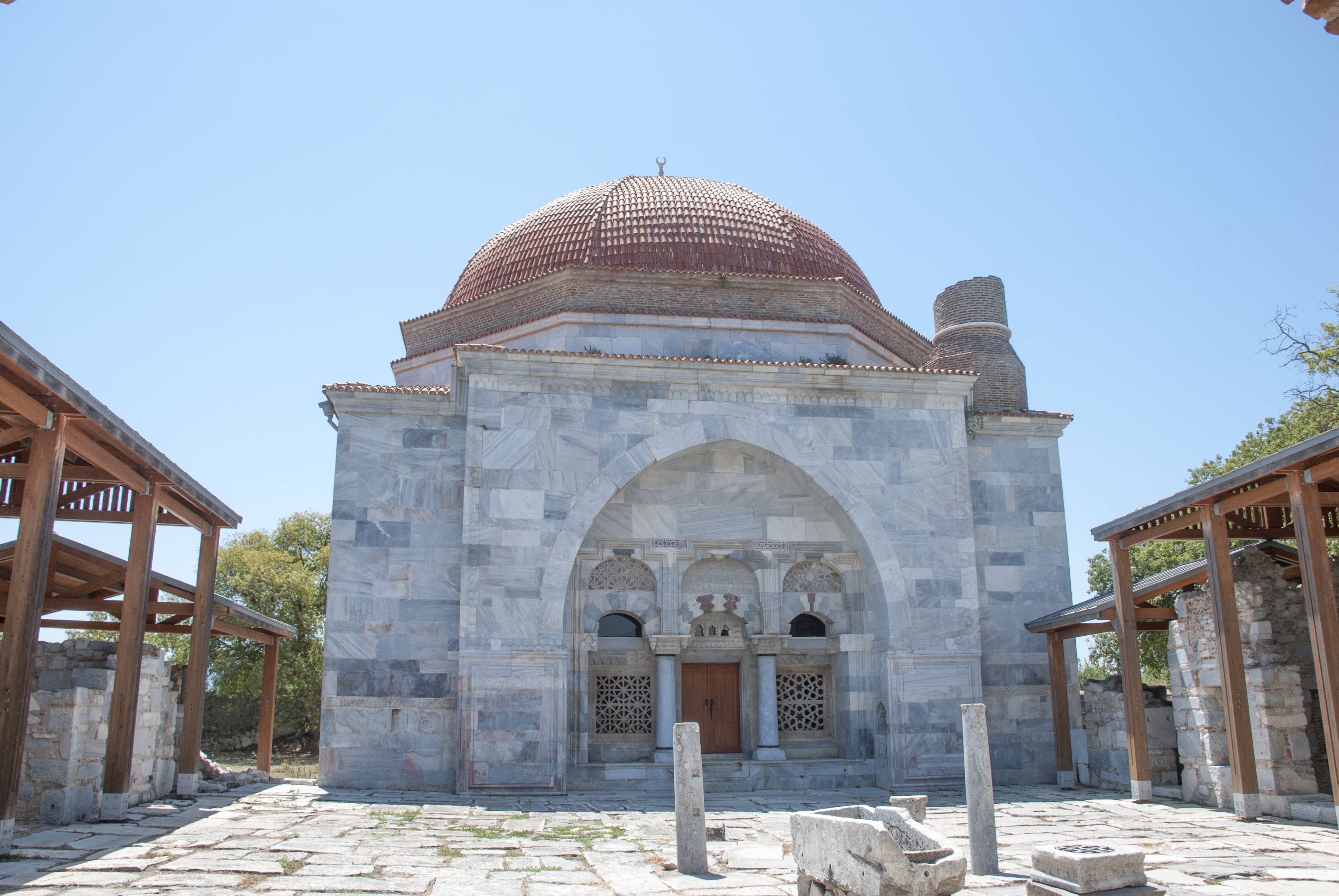
Mezquita de İlyas Bey en Mileto (1404)

### Madrasas y hospitales
Se construyeron numerosas madrasas. Arquitectónicamente, eran principalmente de dos tipos. Un tipo, similar a los de Irán y Mesopotamia, estaba centrado alrededor de un patio abierto que estaba bordeado por un número variable de iwanes (con al menos un iwan situado a lo largo del eje de la entrada). En estas madrasas la decoración se concentraba alrededor de un portal de entrada monumental. El Çifte Minareli Medrese (c. 1250 o 1253) en Erzurum es uno de los primeros ejemplos de un portal de entrada coronado por minaretes gemelos. La Gök Medrese (1271-1272) en Sivas es otro rico monumento de forma similar, que fue erigido el mismo año que otras dos madrasas con patio abierto en la misma ciudad, la Çifte Minareli Medrese (solo parcialmente conservada) y la Buruciye Medrese. El Ak Medrese en Niğde (1404) es un ejemplo muy tardío de esta forma construida por los Karamanids, un emirato contemporáneo de los primeros otomanos, aunque se distingue por una logia de arcos ojivales a lo largo del segundo piso de su fachada. 
El segundo tipo de madrasa, que era particular de Anatolia, era una madrasa más pequeña con un patio central cubierto por una cúpula o bóveda. Estos eran especialmente característicos de Konya, ejemplificados por Karatay Medrese e Ince Minareli Medrese. El Yakutiye Medrese en Erzurum es también un ejemplo posterior de este tipo, construido en 1310 bajo los Ilkhanids. Su interior está techado con múltiples bóvedas y en el centro del salón hay una bóveda de muqarnas cuadrada que culmina en un pequeño farol.
Los hospitales (o darüşşifa) también se construyeron en muchas ciudades y generalmente seguían el diseño de las madrasas. La madraza Çifte o "doble" en Kayseri (c. 1205) fue cofundada por Kaykhusraw I y su hermana Gevher Nesibe Hatun y consta de dos edificios con patio al aire libre, una escuela de medicina (madrasa) formando un conjunto cony un hospital. El Şifaiye Medrese construido por Izz al-Din Kayka'us I en Sivas (1217-1218) era un hospital y consta de un edificio con patio abierto con una tumba integrada para el fundador. El Hospital Divriği, que forma parte de un complejo de mezquitas más grande, se asemeja a una madrasa con patio techado.

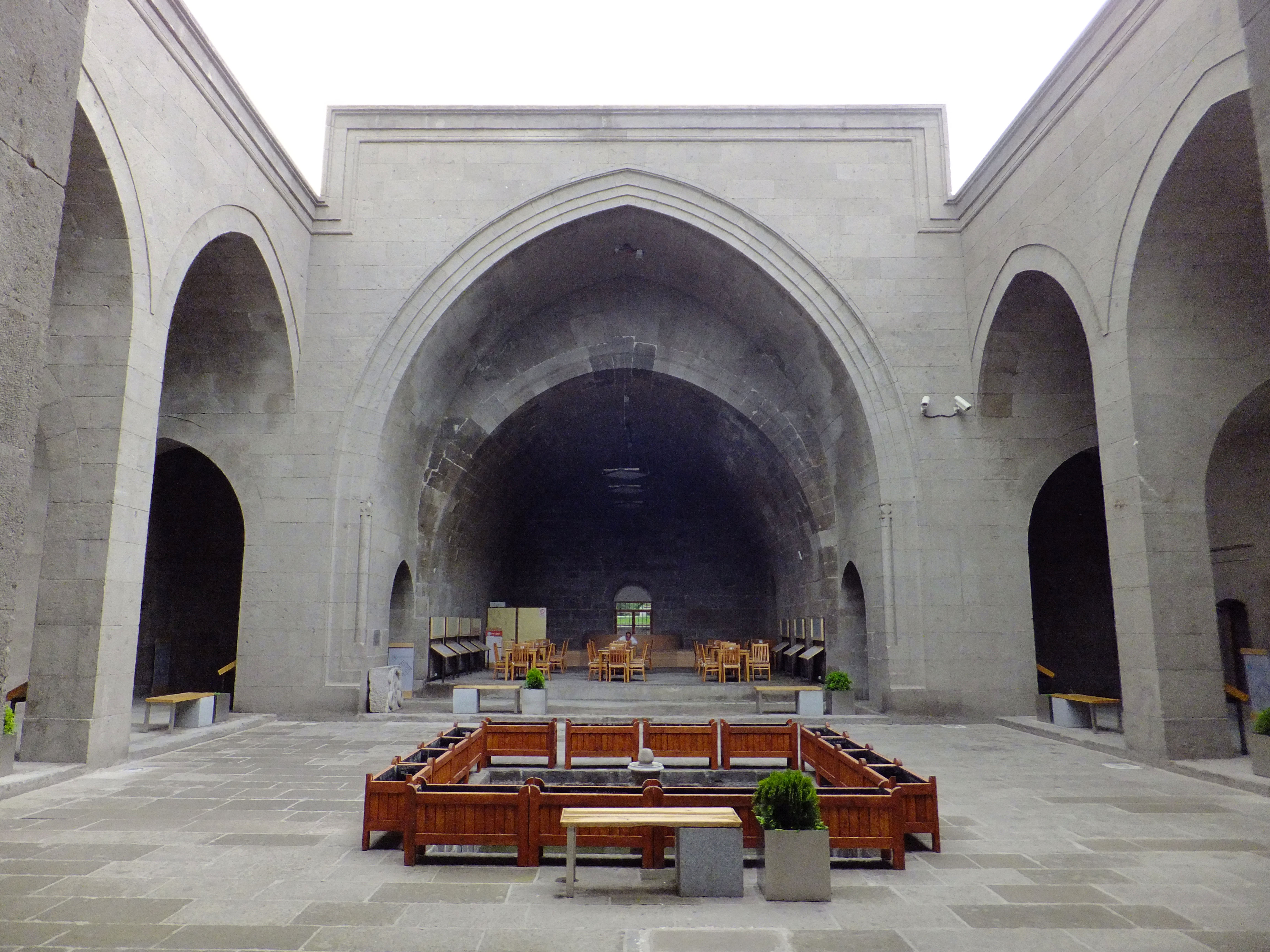
Madrasa Gevher Nesibe  (o Madrasa Çifte) en Kayseri (c. 1205)
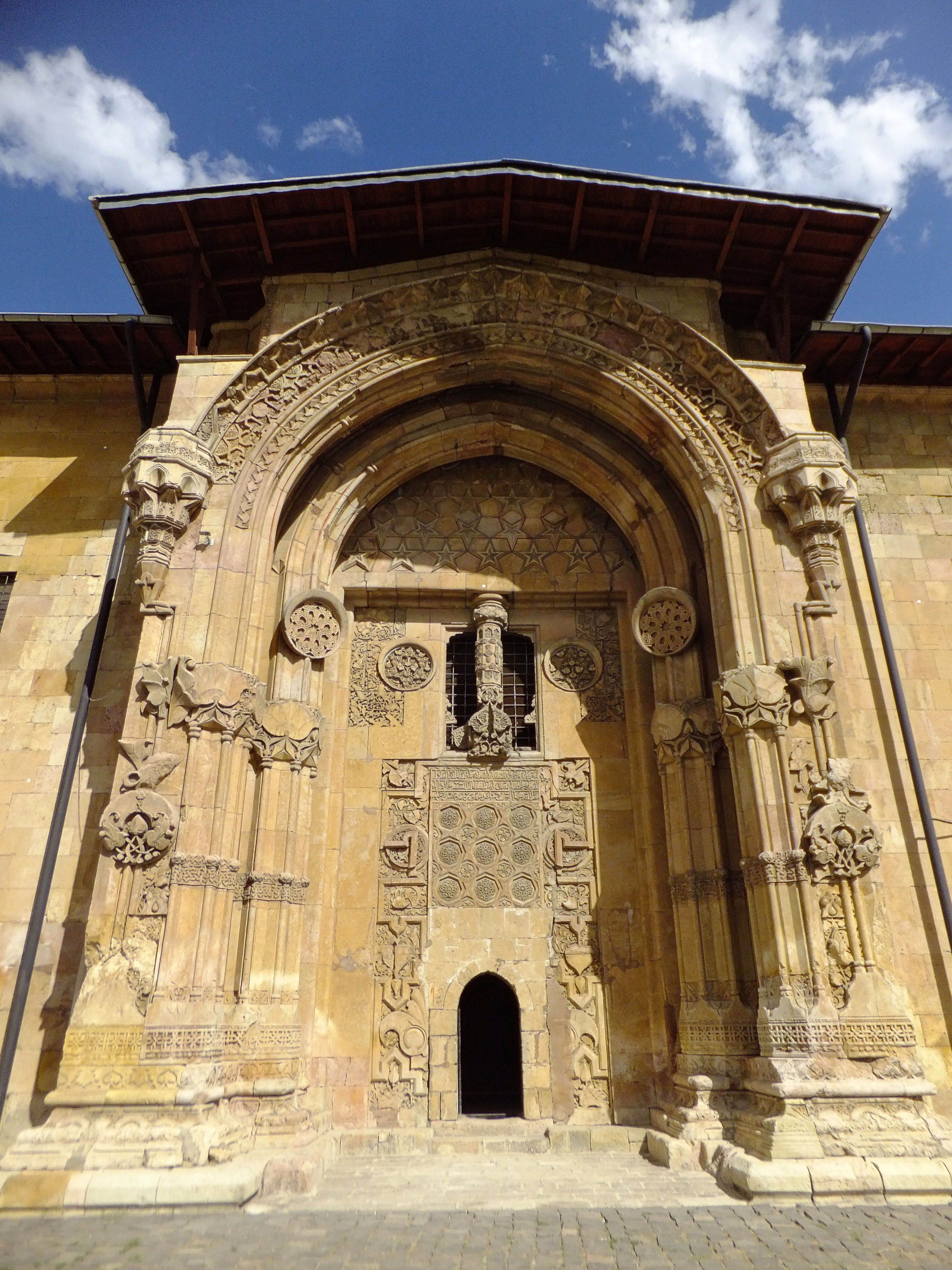
Portal del Darüşşifa (hospital) en el complejo de la mezquita Divriği (1228-1229)
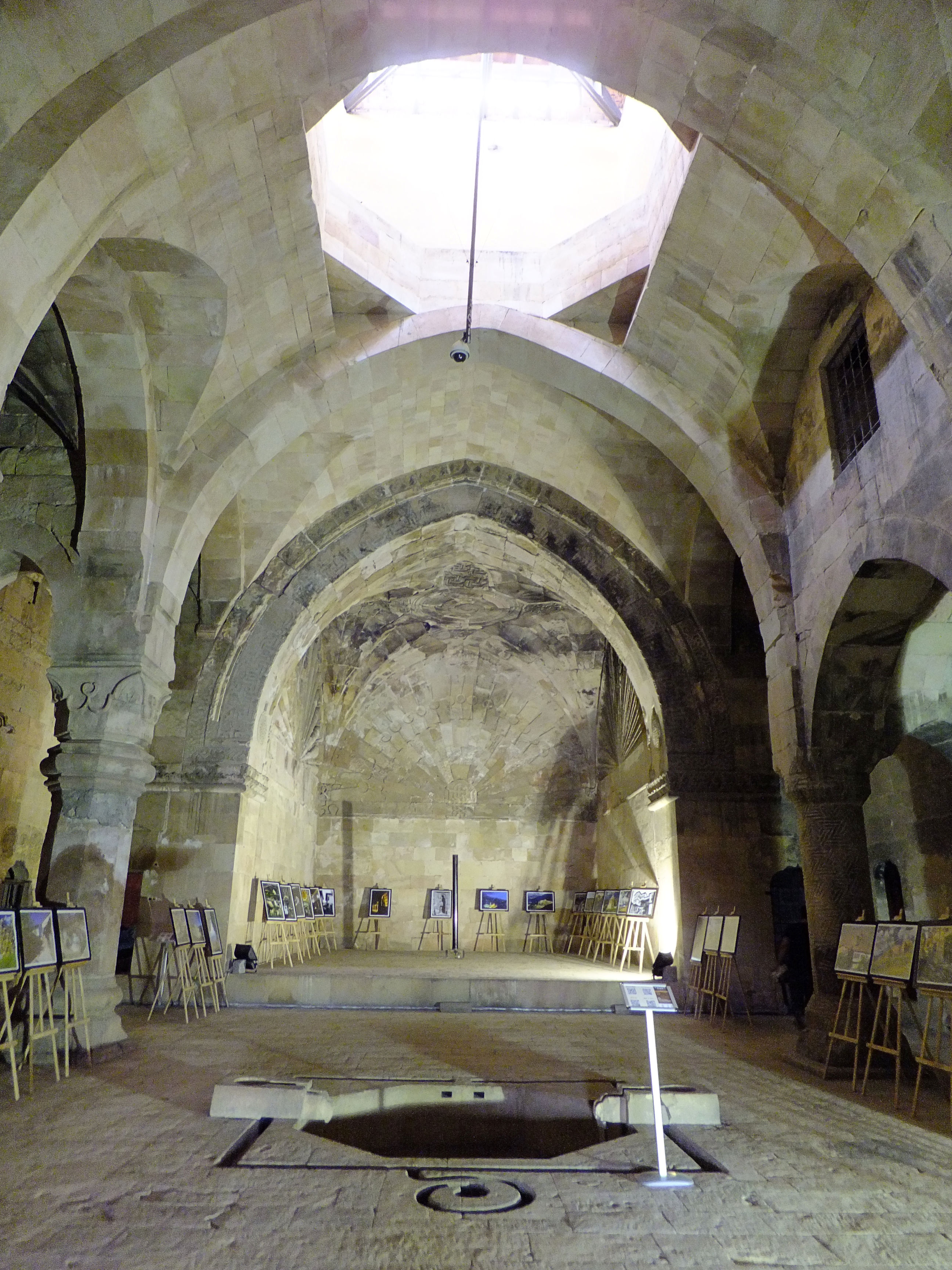
Interior del hospital en el complejo de la mezquita Divriği
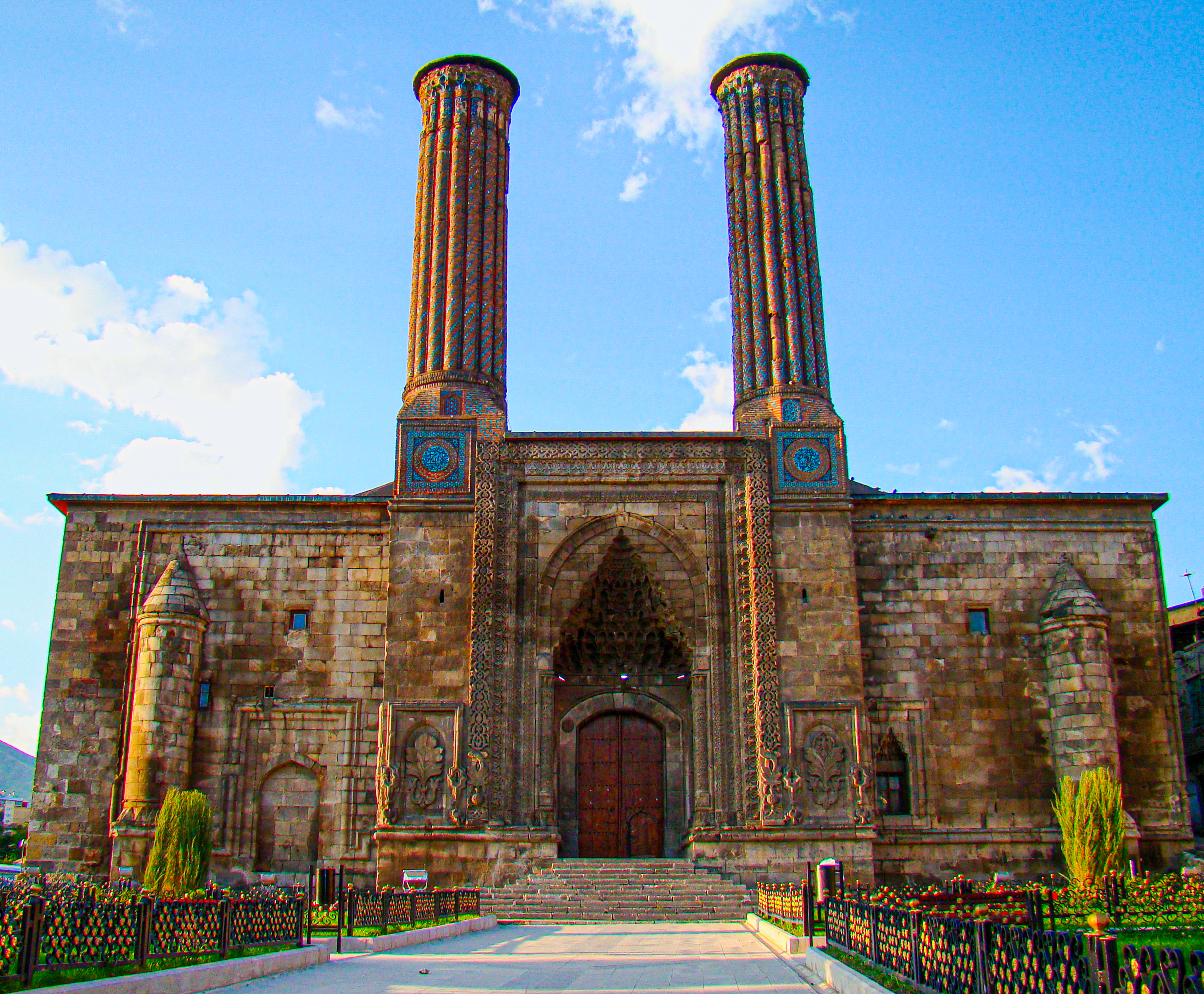
Madrasa Çifte Minareli en Erzurum (c. 1250)
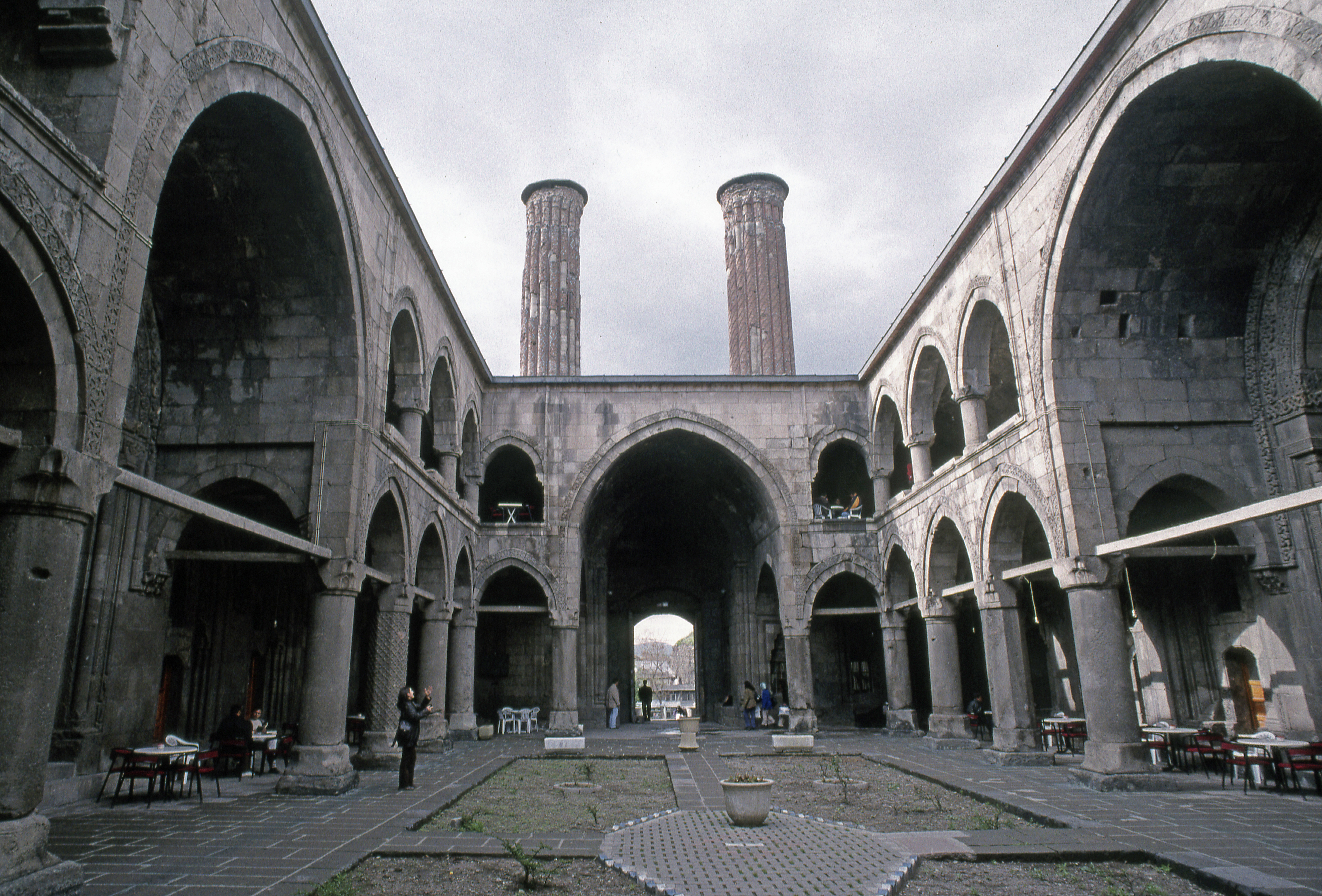
Interior de la Madrasa Çifte Minareli
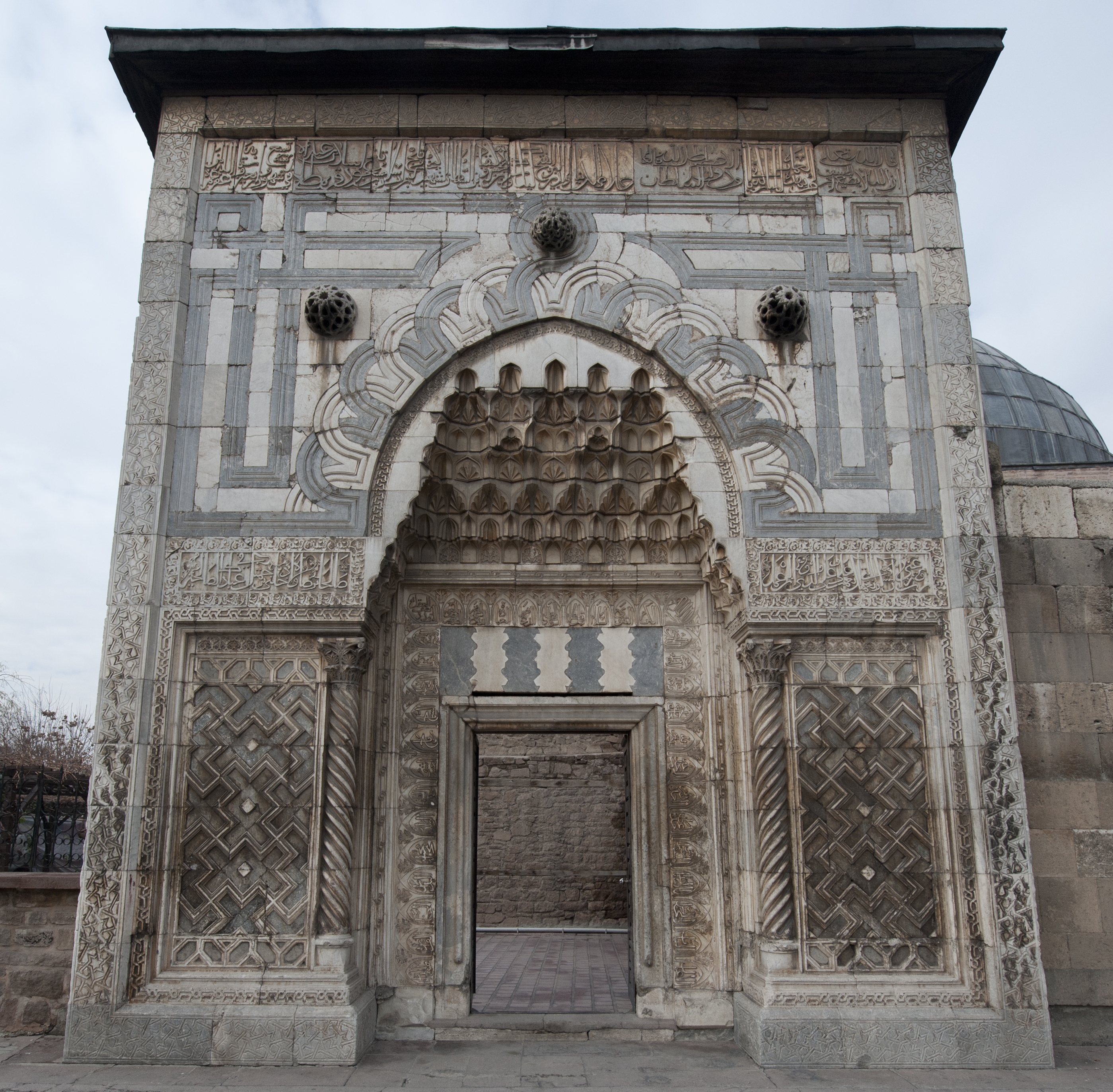
Portal de entrada de  Madrasa Karatay en Konya (c. 1251),con decoración de muqarnas y ablaq
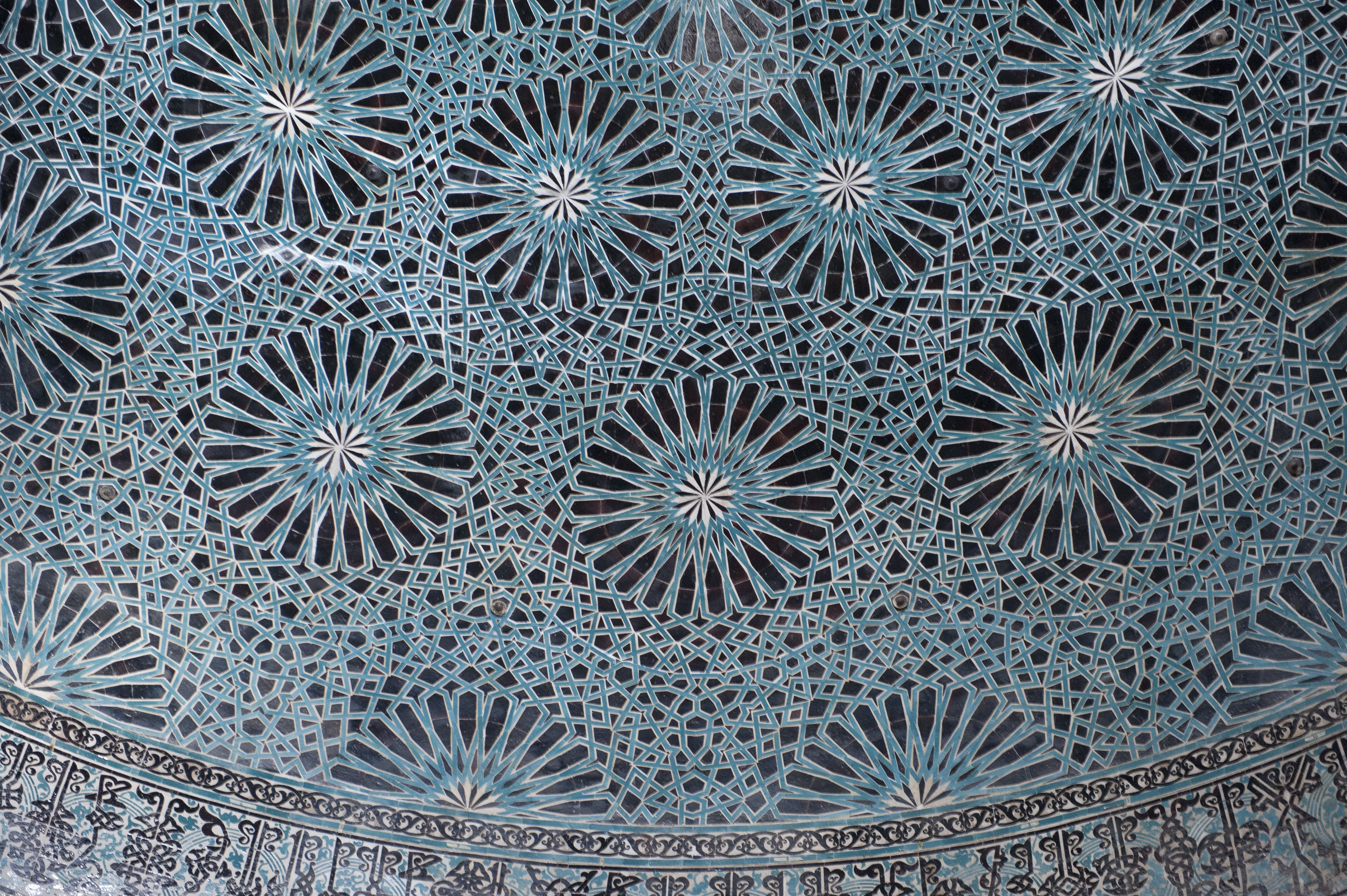
Decoración de azulejos en el interior de la Madrasa Karatay
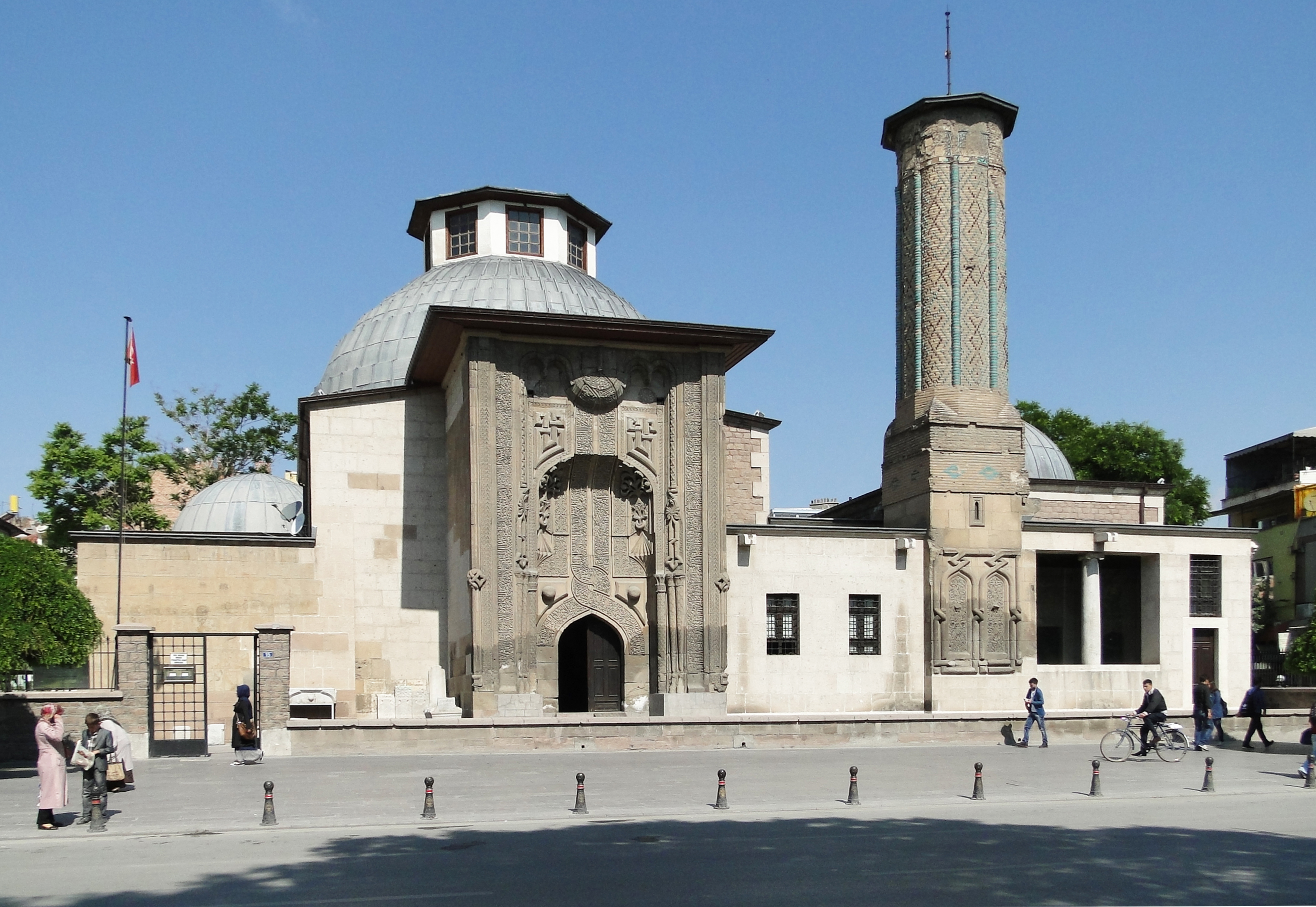
Madrasa Ince Minareli en Konya (c. 1265)
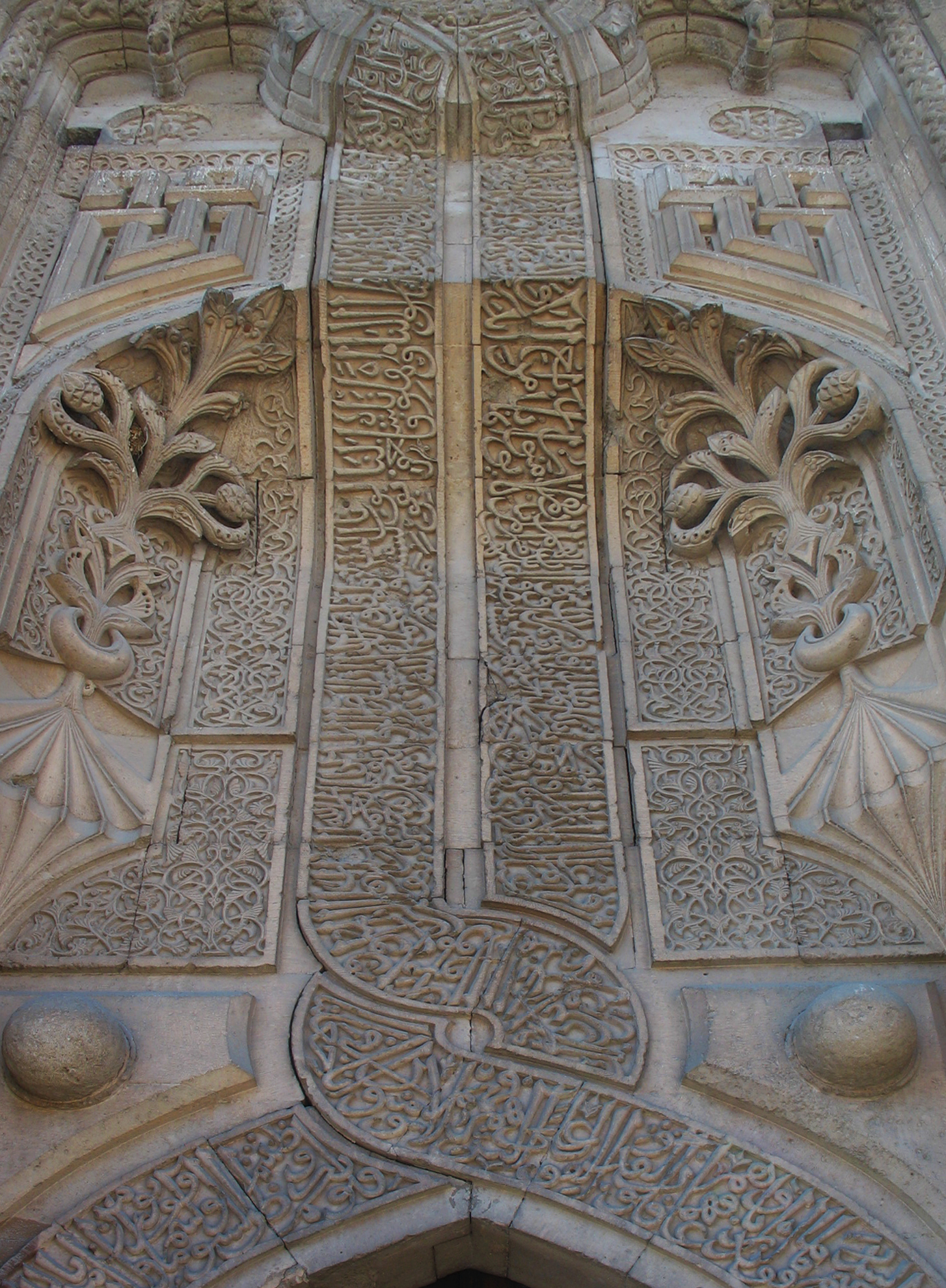
Decoración en piedra tallada en el portal de entrada de la Madrasa Ince Minareli
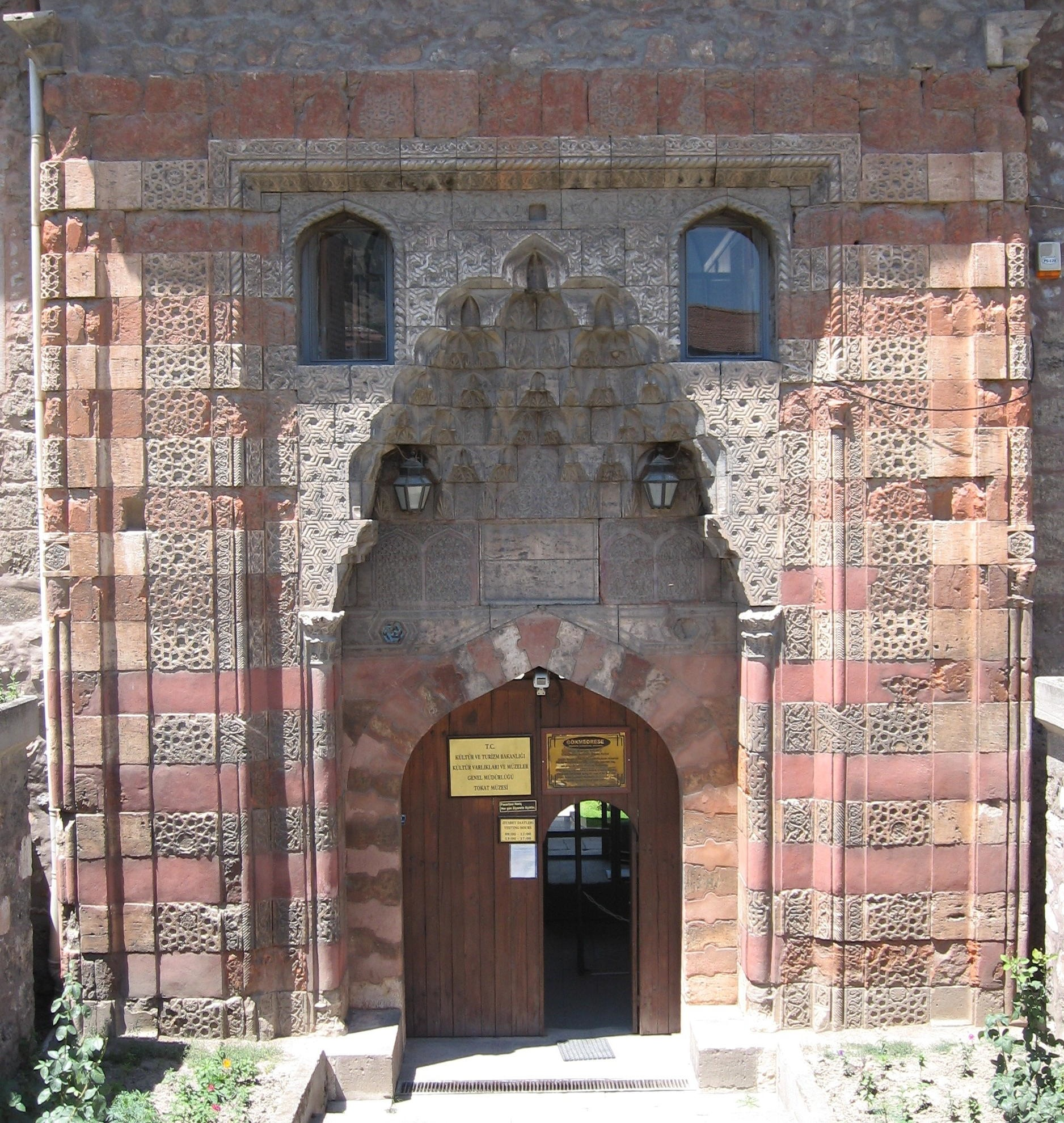
Fachada de la Madrasa Gök en Tokat, Turquía construida ca. 1270
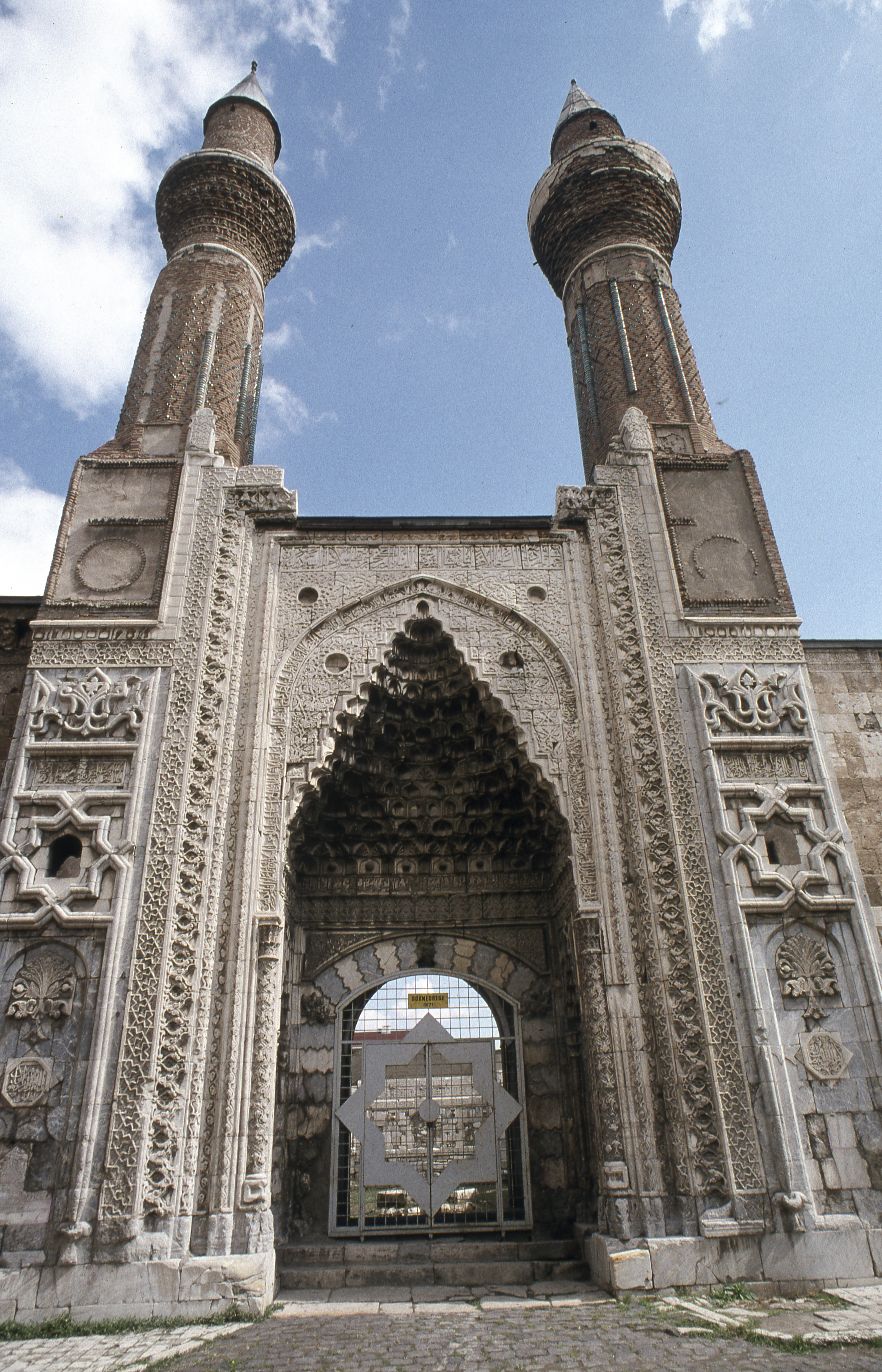
Entrada y minaretes de la Madrasa Gök  en Sivas (1271–1272)
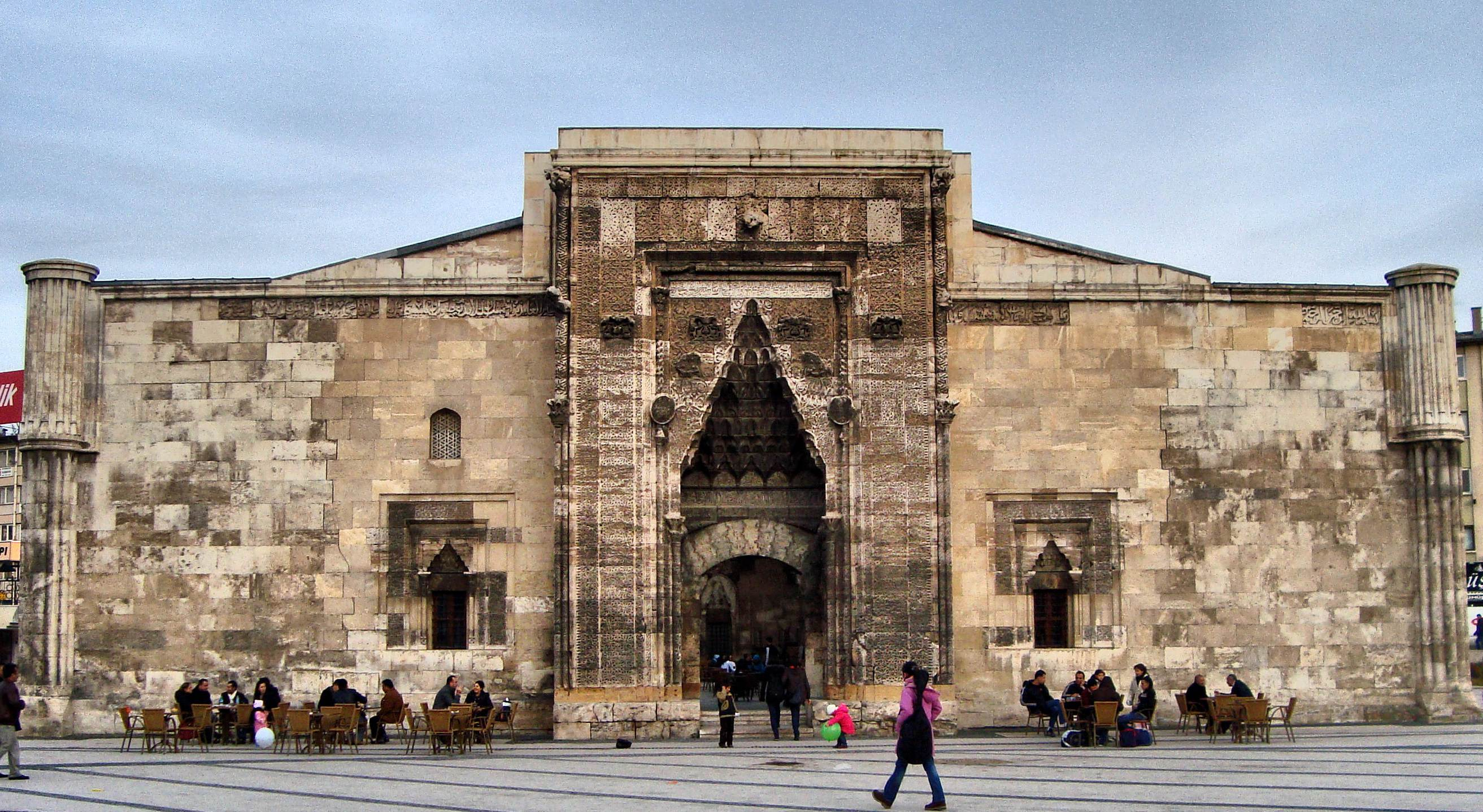
Madrasa Buruciye en Sivas (1271-1272)
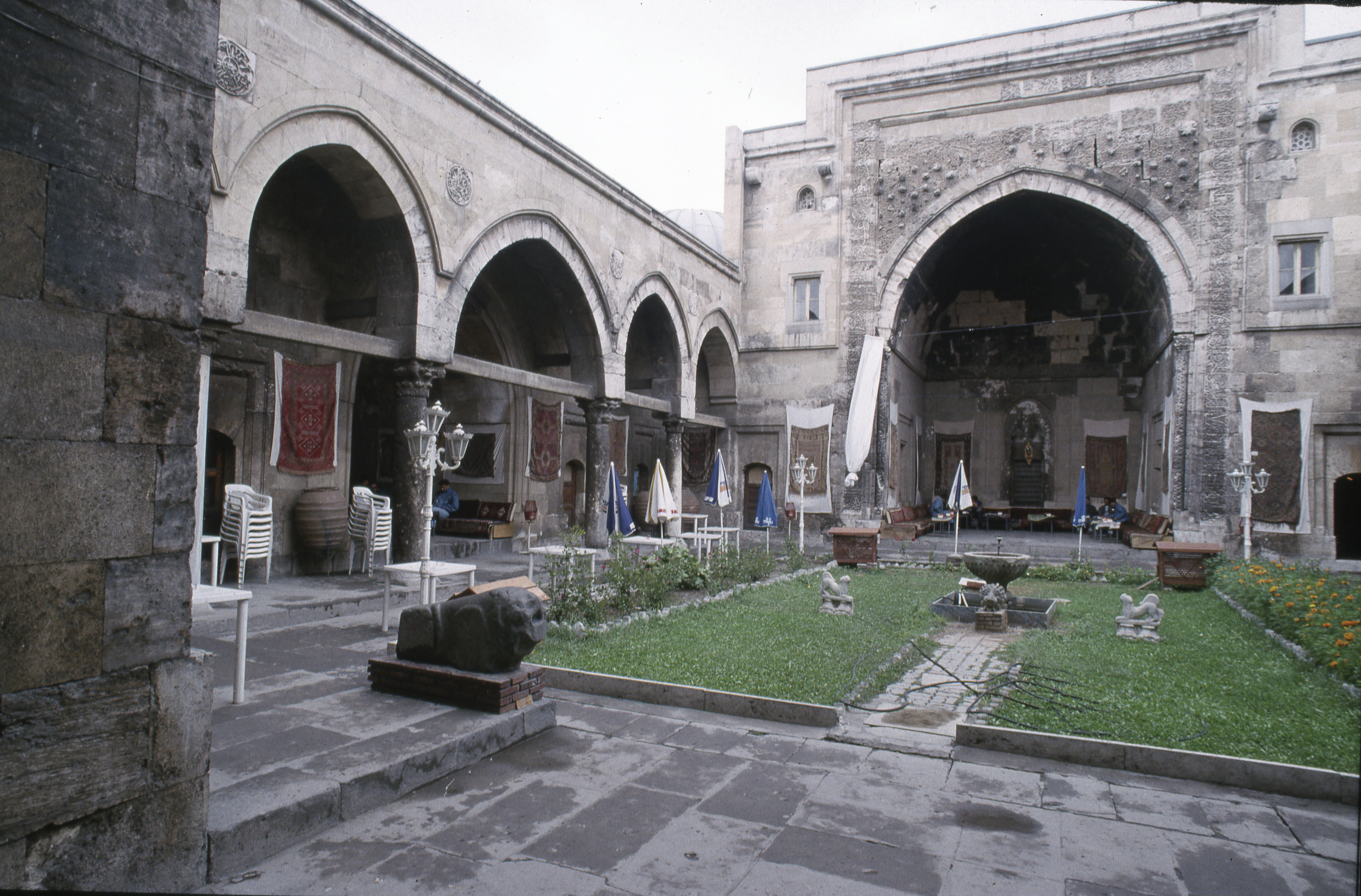
Patio de la  madrasa Buruciye
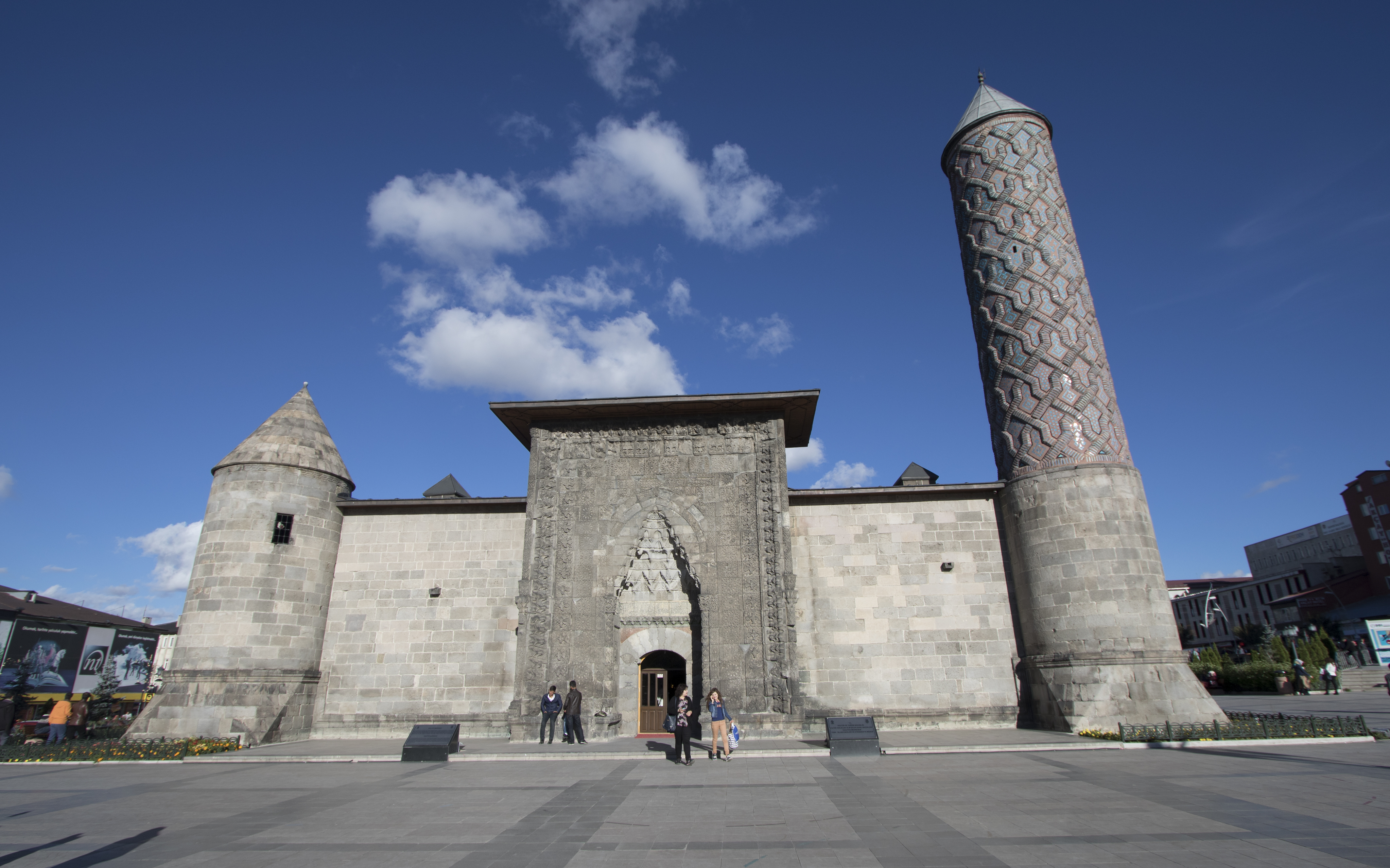
Madrasa Yakutiye en Erzurum (1310)
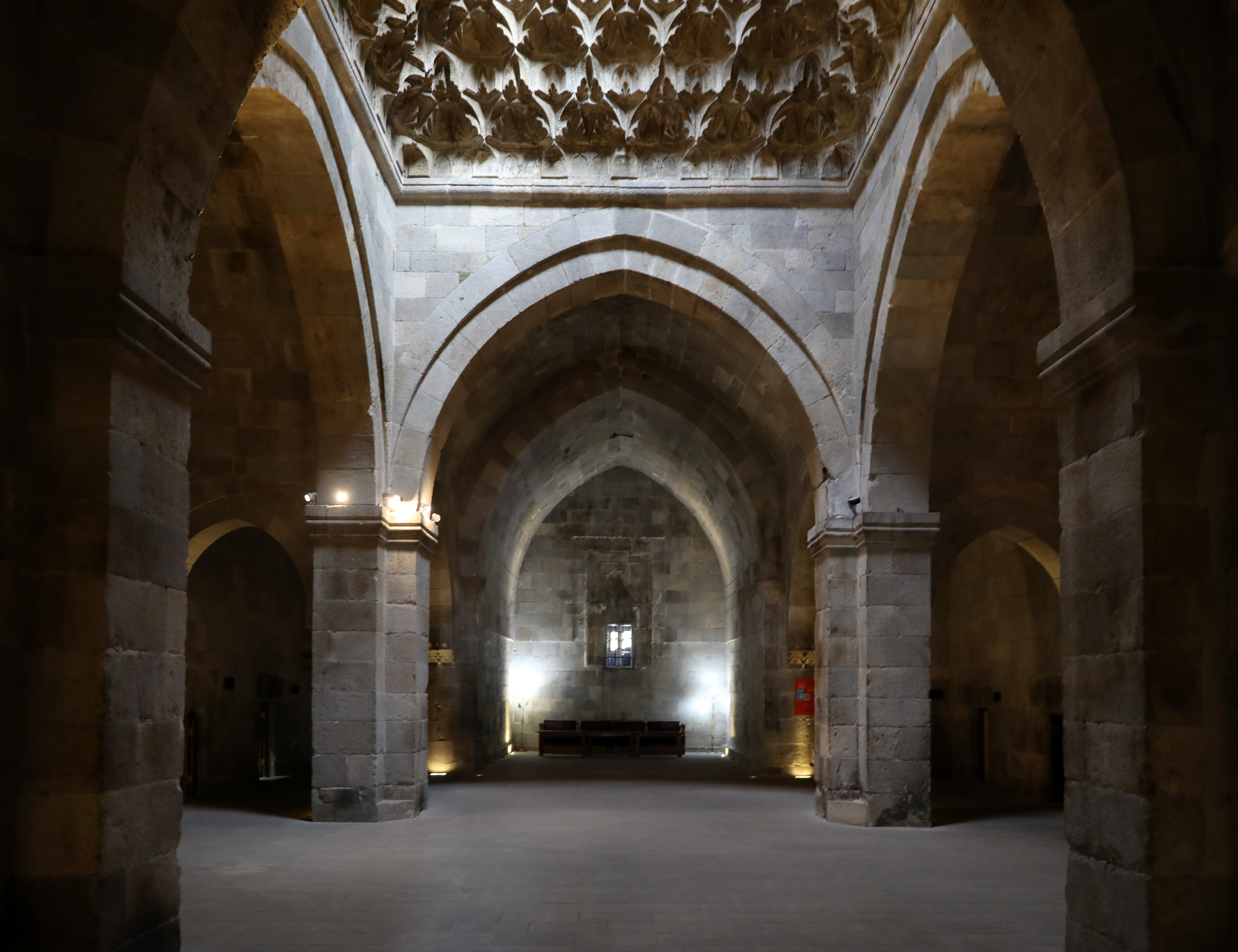
Interior de la madrasa Yakutiye, con bóveda central de muqarnas

### Tumbas
Las tumbas, que a menudo acompañaban a las madrasas o mezquitas, eran más comúnmente de tipo poligonal (más comúnmente octogonal) o circular con un techo cónico, aunque hubo variaciones. La tumba del sultán  Kiliç Arslan II, ubicada en el patio de la mezquita Alaeddin y construida alrededor de 1190, es más decagonal que octogonal. La Tumba del Emir Saltuq en Erzurum, construida aproximadamente en la misma época (finales del siglo XII), tiene una sección inferior octogonal y una superior cilíndrica. El Döner Kümbet, una tumba dodecagonal en Kayseri (c. 1275), y la posterior Tumba de Hudavend Hatun en Niğde (1312) están ricamente decoradas con motivos tallados en piedra que incluyen muqarnas e imágenes figurativas. El Mausoleo de Mama Hatun en Tercan (principios del siglo XIII) es un ejemplo excepcional en el que la edificación de la tumba está rodeada por un muro de cerramiento circular, que tiene su propio portal de entrada decorado. La tumba de Sitte Melik (o de Shahin Shah) en Divriği, construida antes de 1197, tiene uno de los portales de entrada decorados con muqarnas más antiguos de la arquitectura islámica de Anatolia. La tumba de Izz al-Din Kayka'us I, que está integrada en la madrasa Şifaiye que encargó en Sivas, destaca por su fachada de ladrillos y azulejos que da al patio del edificio y por su cúpula octogonal apuntada que se eleva sobre el edificación circundante.

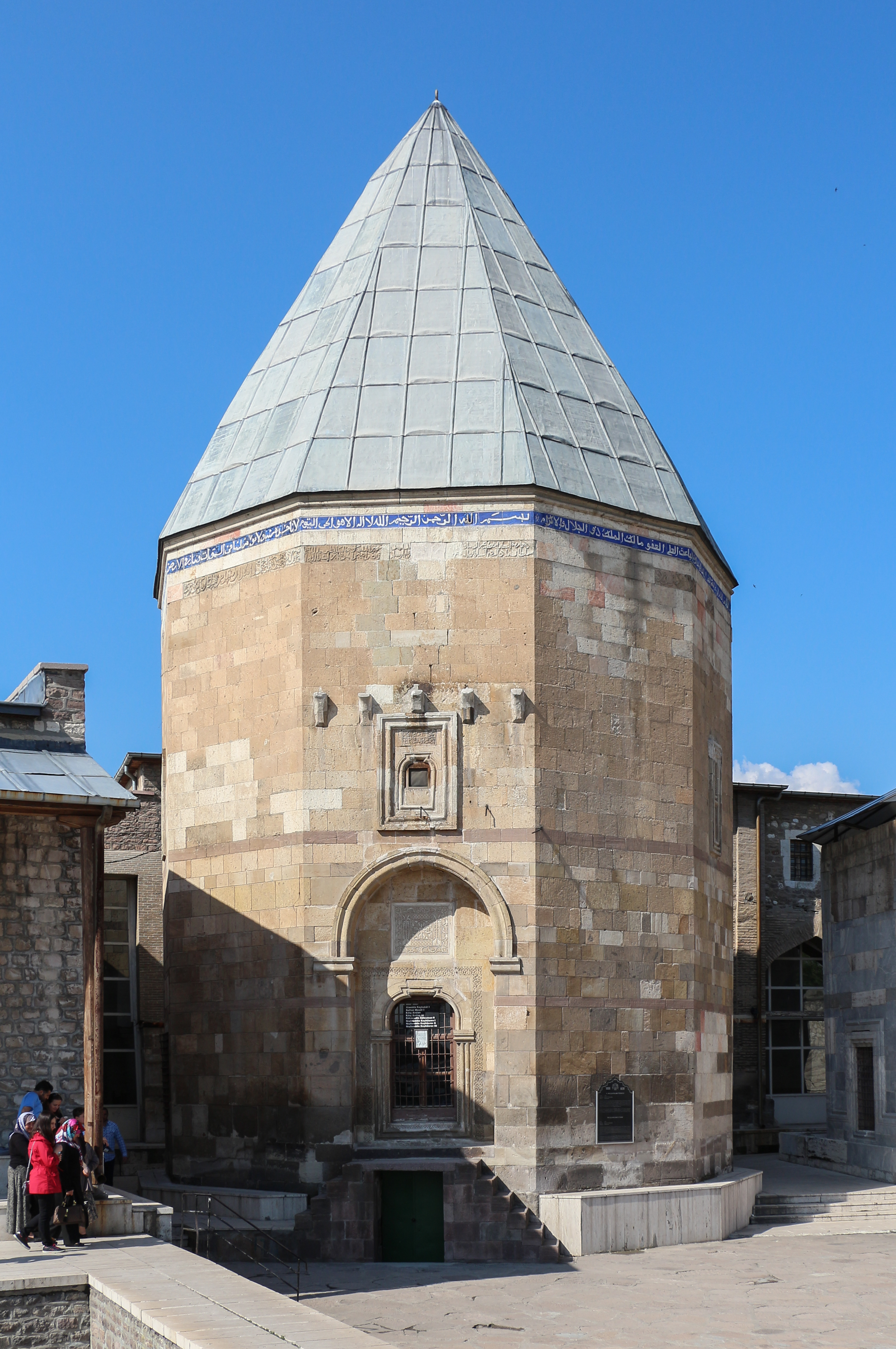
Tumba de Kiliç Arslan II en la Mezquita Alaeddin de Konya (c. 1190)
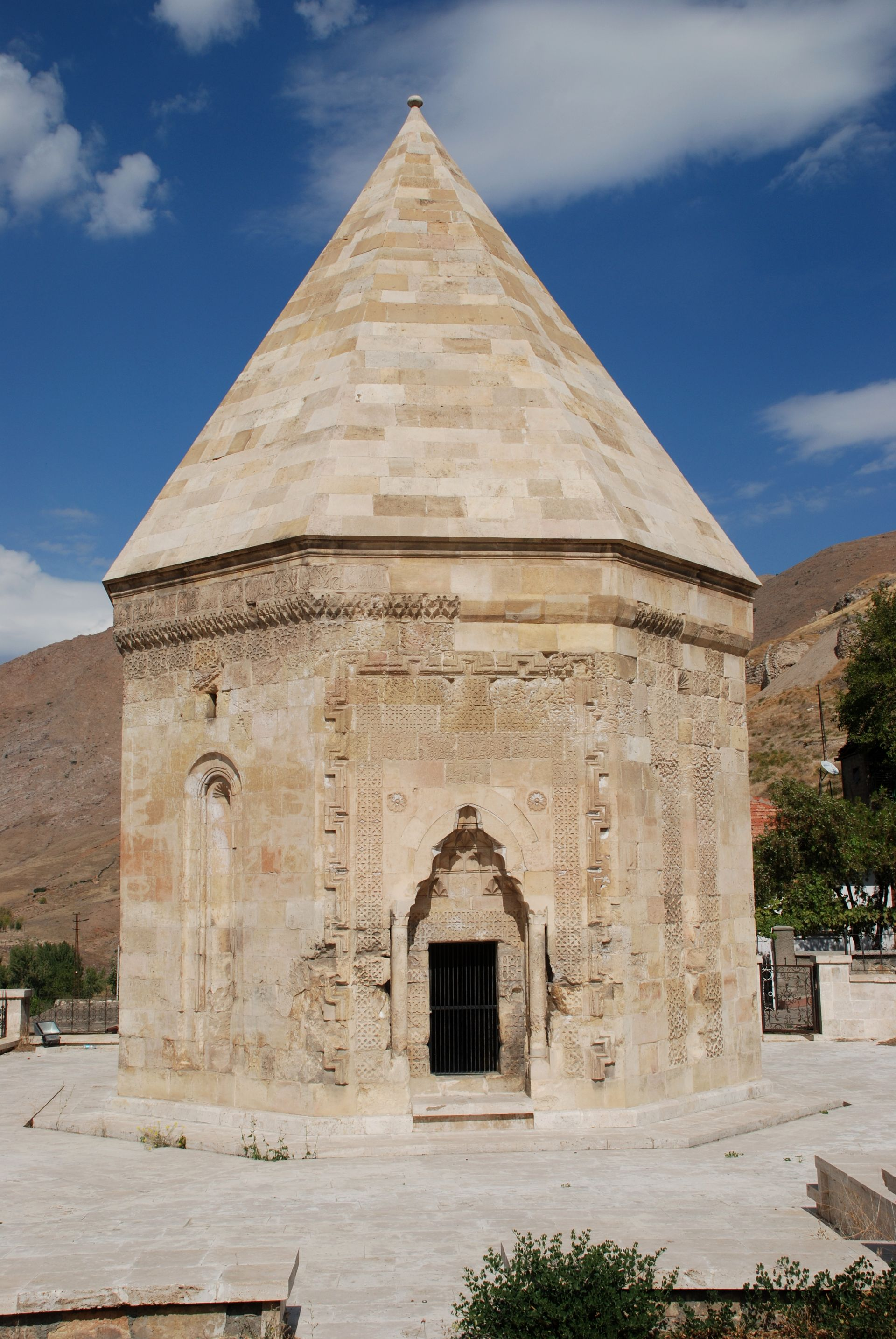
Tumba de Sitte Melik en Divriği (antes de 1197)
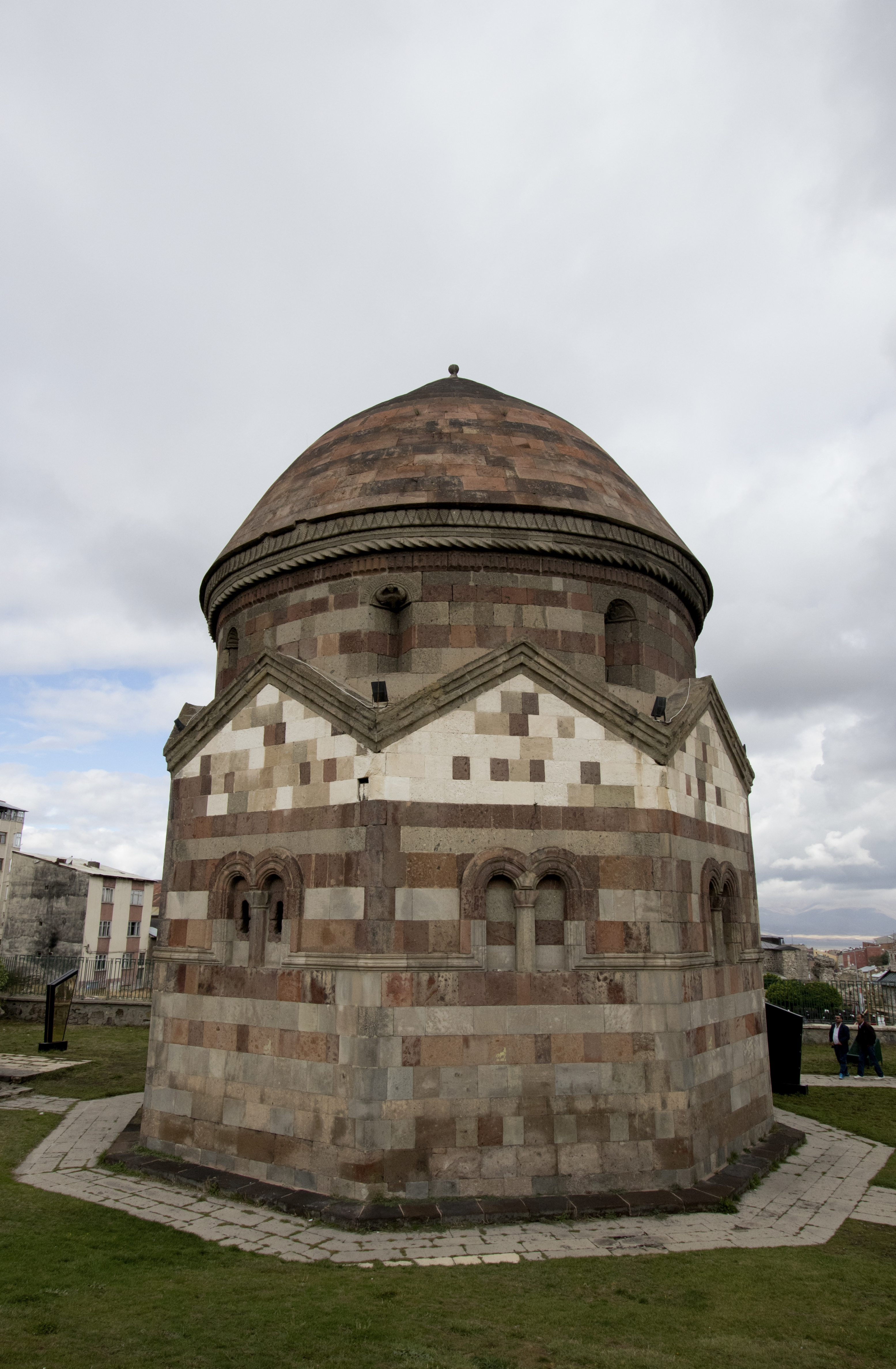
Tumba del Emir Saltuq en Erzurum (finales del siglo XII)
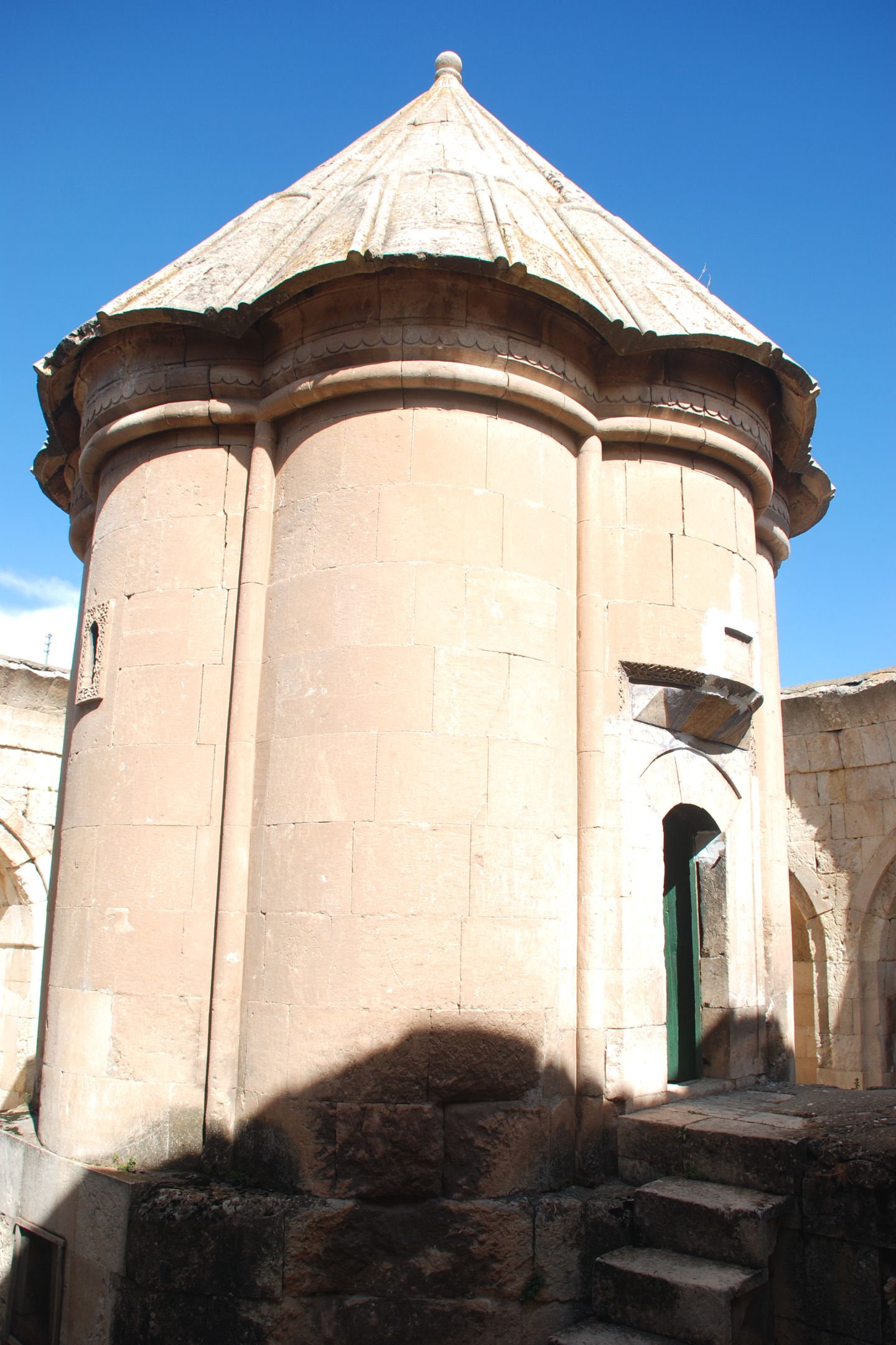
Tumba de Melike Mama Hatun en Tercan (principios del siglo XIII)
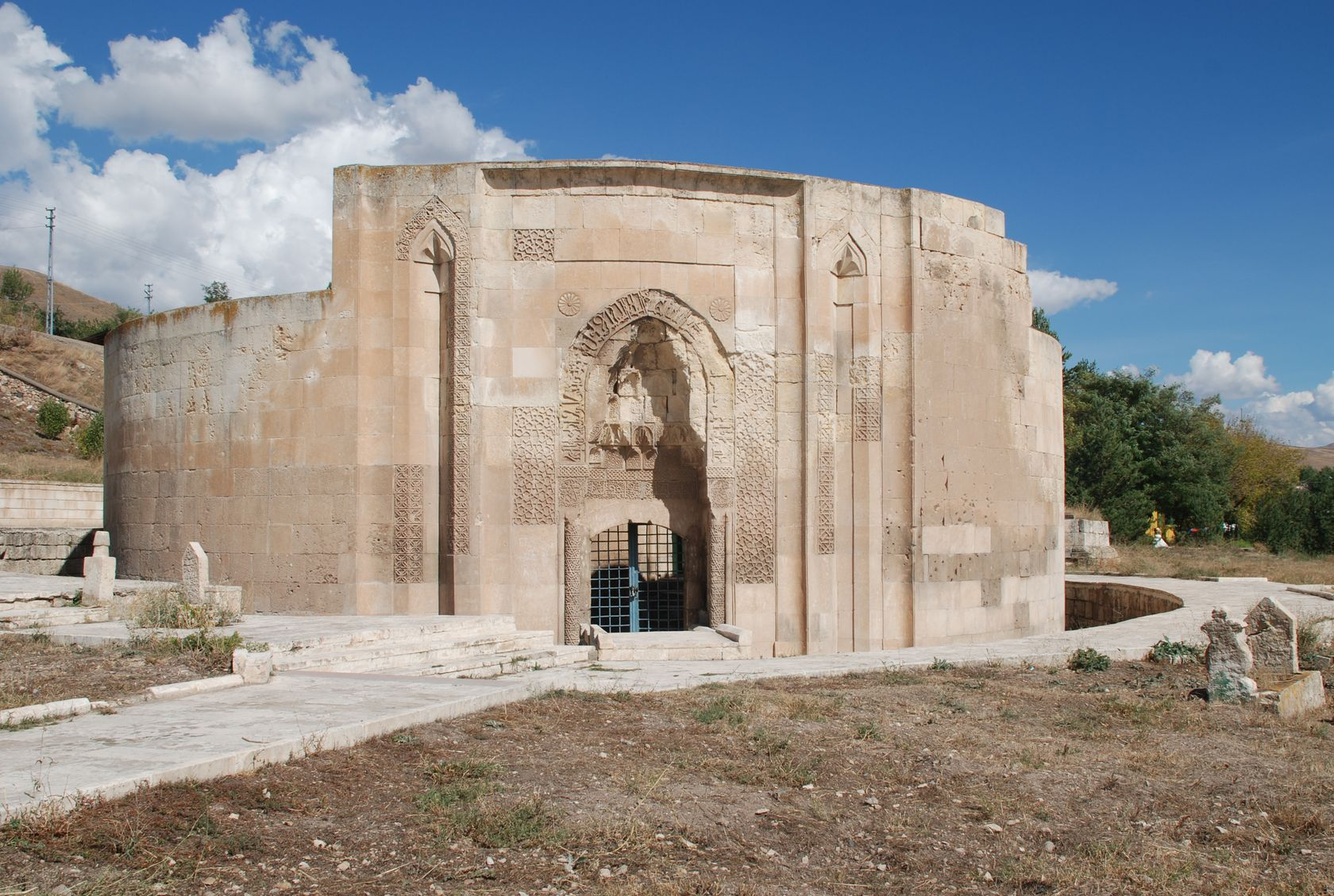
Muro exterior y portal de entrada a la tumba de Mama Hatun
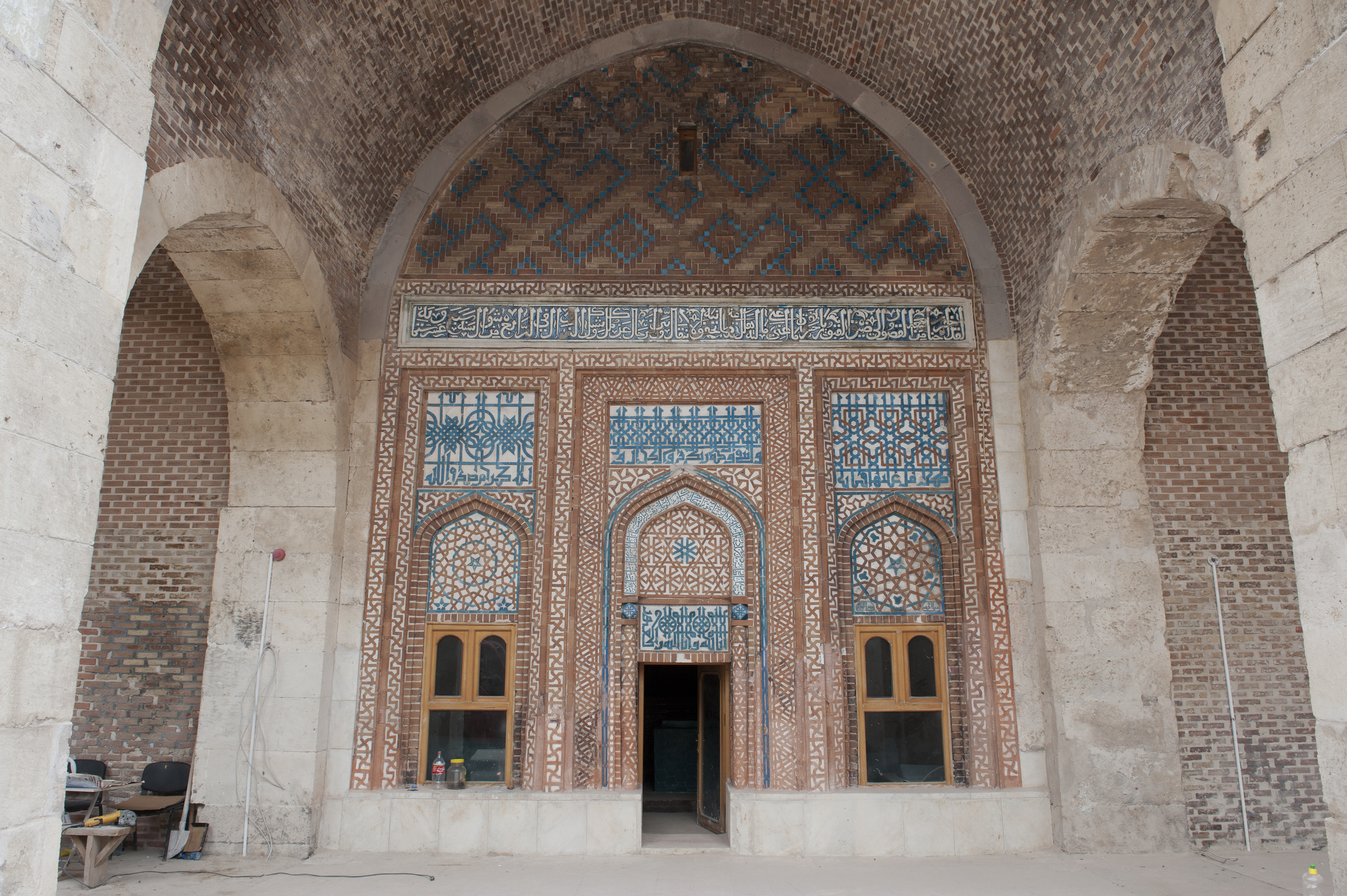
Fachada decorada de ladrillos y tejas de la tumba de Izz al-Din Kayka'us I en Sivas (1217-1218)
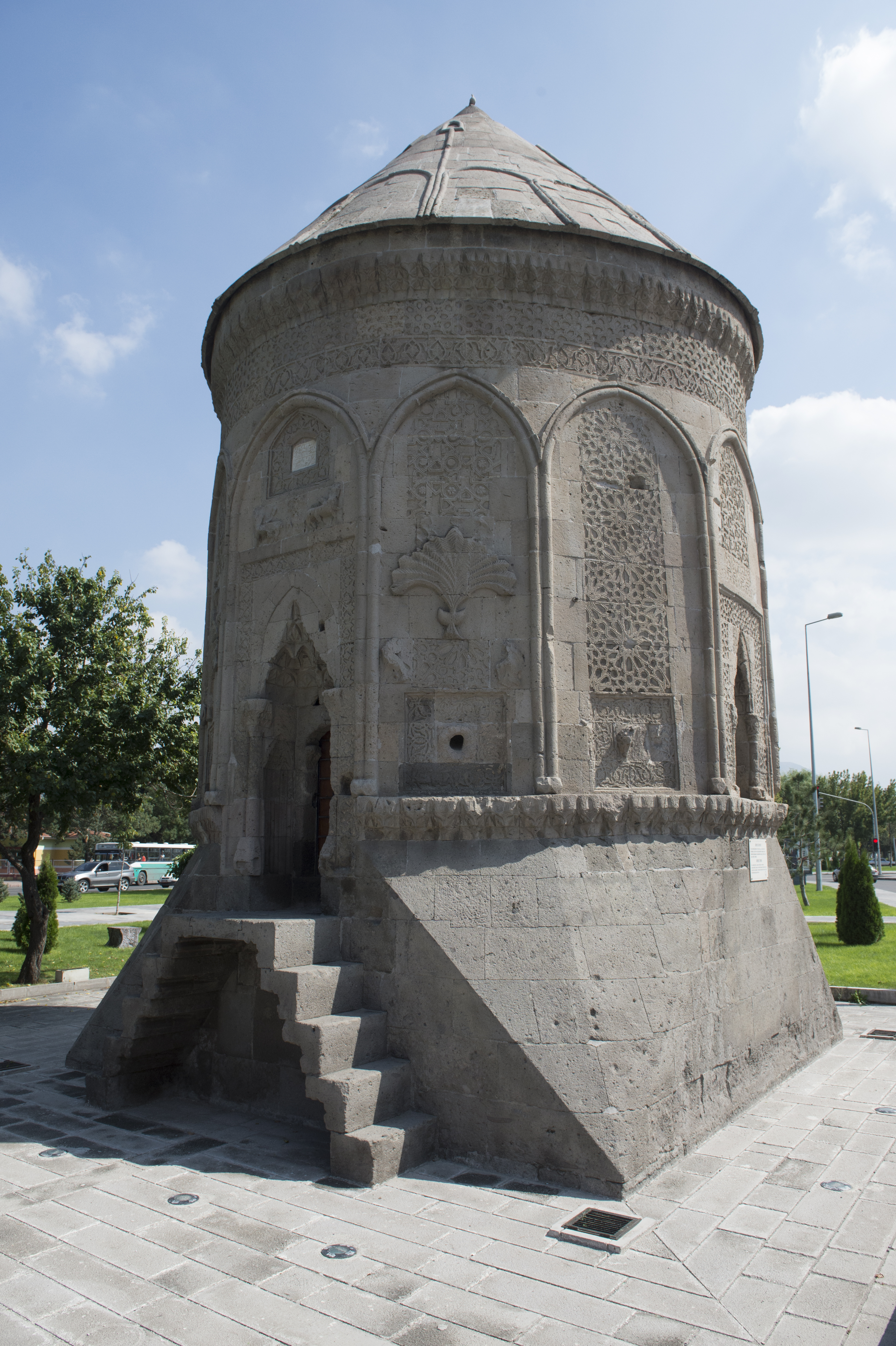
Döner Kümbet en Kayseri (1276), la tumba de una princesa selyúcida
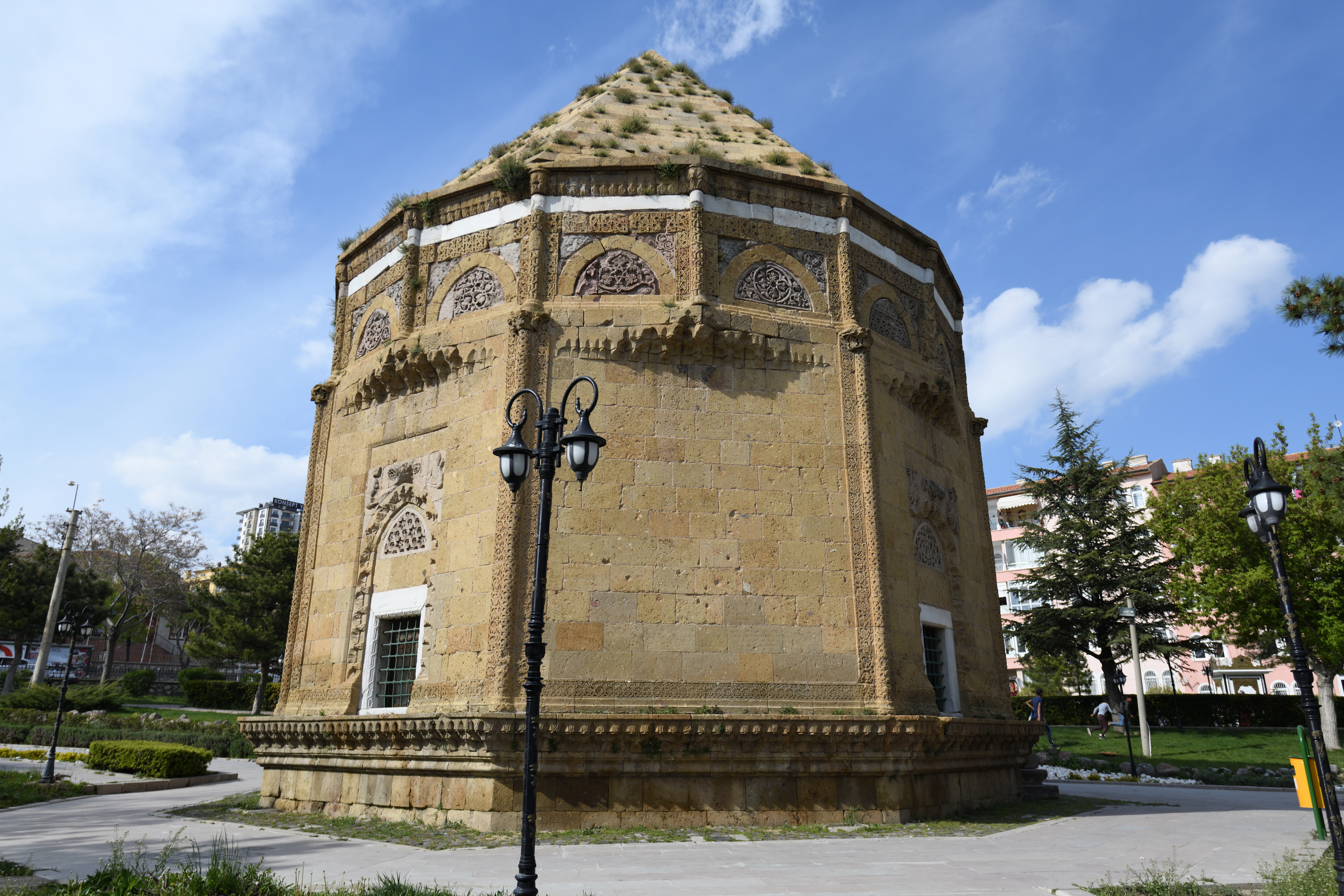
Tumba de Hudavend Hatun en Niğde (1312)

### Caravanserais
Algunos de los monumentos selyúcidas más impresionantes fueron caravasares construidos a lo largo de muchas rutas comerciales entre ciudades. Cientos de ellos fueron construidos en el siglo XIII. Solo alrededor de un centenar de caravasares existen hoy en día en diferentes estados de conservación. Varios están en su mayoría intactos o han sido restaurados. Se conservan suficientes restos de estos caravasares para establecer tanto la planta como la superestructura. Desafortunadamente, la mayoría de los caravasares no tenían inscripción de fundación o desde entonces han sido destruidas. La mayoría de los caravasares selyúcidas se construyeron entre 1220 y 1250, que fue el apogeo del imperio selyúcida. Los caravasares selyúcidas son únicos en planta y diseño. Sin embargo, se inspiran en la arquitectura iraní y armenia anterior.. La función básica de los caravasares era proporcionar seguridad y refugio y se puede ver en los gruesos muros de mampostería de piedra con una sola entrada y ventanas con rendijas. Esta única entrada controlaba el acceso y también estaba cerrada por la noche. Los techos de los caravasares también se utilizaron ocasionalmente para la defensa con habitaciones con vistas ventajosas de la carretera. La mayoría de los muros tienen contrafuertes y están rematados con almenados. Estos edificios están construidos con grandes sillares de piedra y con cubiertas cónicas sobre altos tambores. También suelen estar adornados con motivos florales y geométricos. Los caravasares selyúcidas tienen una sala cubierta y un pequeño patio abierto, ambos de forma rectangular. La entrada conduce al patio abierto y es la parte más prevalente de la edificación. Después de atravesar el patio abierto, las personas podían ingresar en el salón cubierto. El salón cubierto constaba de varios pasillos de columnas y centrado con una cúpula con linterna. Los caravasares selyúcidas tenían un muro cortina sencillo con poca decoración. Toda la ornamentación se centraba en el portal de entrada principal.
El refugio era la función esencial de los caravasares. Por lo tanto, estas edificaciones  contaban con establos para los animales, lugares para empacar y desempacar las mercancías y alojamientos para los viajeros. Las galerías del refugio estaban compuestas por dos bandas paralelas en dos niveles diferentes. La banda inferior a nivel del suelo albergaba los establos y la banda superior era una plataforma que albergaba las mercancías y las personas. Estos diferentes niveles mantenían distintos grados de limpieza, ya que separaban a los animales y a las personas. Muchos caravasares también tenían sistemas de agua, incluidos drenaje y alcantarillado en el edificio. Estos edificios estaban destinados a fomentar el comercio en el imperio selyúcida. Se construyeron en las principales rutas comerciales y se dirigieron a viajeros de todo el mundo. Los caravasares sirvieron para múltiples propósitos, como usos militares, casas de gobierno para el sultán y su séquito, y casas de huéspedes reales para los monarcas visitantes. También se utilizaron como cárceles, lugares de refugio y con fines religiosos. Estos edificios ofrecían comidas, refugio, atención médica, baños y otros servicios similares a todo tipo de viajeros. La mayoría de estas edificaciones también incluían una mezquita o al menos un espacio para realizar rituales religiosos. Los tipos de servicio y la cantidad de espacio que ocupaban las áreas de servicio variaban mucho. No había dos caravasares que tuvieran exactamente la misma planta. Todos eran únicos incluso aunque proporcionasen los mismos servicios.
Algunos caravasares eran simples edificios rectangulares sin patio, que consistían en una sala con pasillos abovedados. Un ejemplo, el caravasar Alayhan, posiblemente construido por Kiliç Arslan II alrededor de 1190, presenta uno de los portales decorados con muqarnas más antiguos de la arquitectura islámica de Anatolia. Otro ejemplo es el Susuz Han (c. 1246) en la carretera entre Antalya y Burdur, aunque su falta de patio puede deberse a una construcción sin terminar o a una demolición posterior. Otros caravasares consisten en un gran patio rodeado de arcadas techadas pero sin un gran salón techado. Hay relativamente pocos ejemplos de este tipo, como el Evdir Han (1215-1219) y el Kırkgöz Han (posiblemente construido entre 1237 y 1246), ambos también ubicados en la carretera Antalya-Burdur.
Los caravasares más monumentales combinaron ambos tipos, con ejemplos importantes como el Sultán Han en la carretera Konya- Aksaray (1229), el  Sultán Han cerca de Kayseri (1236-1237), el Ağzıkara Han al noreste de Aksaray (completado en 1240),  y el Karatay Han al este de Kayseri (completado alrededor de 1240).   Tienen una apariencia exterior de fortaleza con bastiones semicirculares y un portal de entrada de piedra tallada decorada que conduce a un patio interior al aire libre. En el centro de estos patios a veces hay una pequeña sala de oración cúbica que se eleva sobre el suelo sobre cuatro pilares. En el lado opuesto de la entrada, otro portal conducía a un sala cubierta con muchos pasillos que corrían perpendiculares a un pasillo central con una cúpula central.

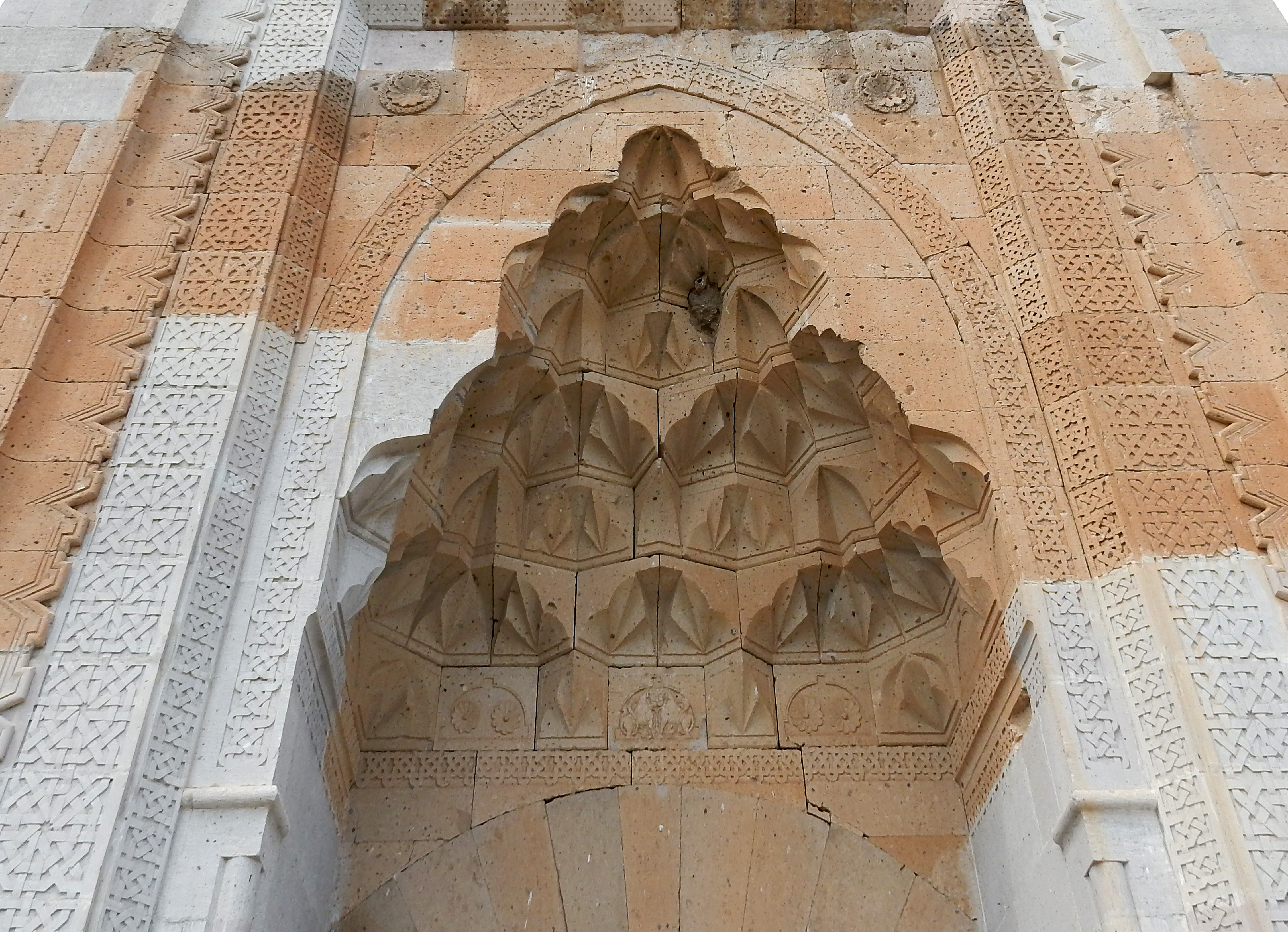
Portal de Muqarnas (parcialmente reconstruido) de Alayhan, posiblemente alrededor de 1190
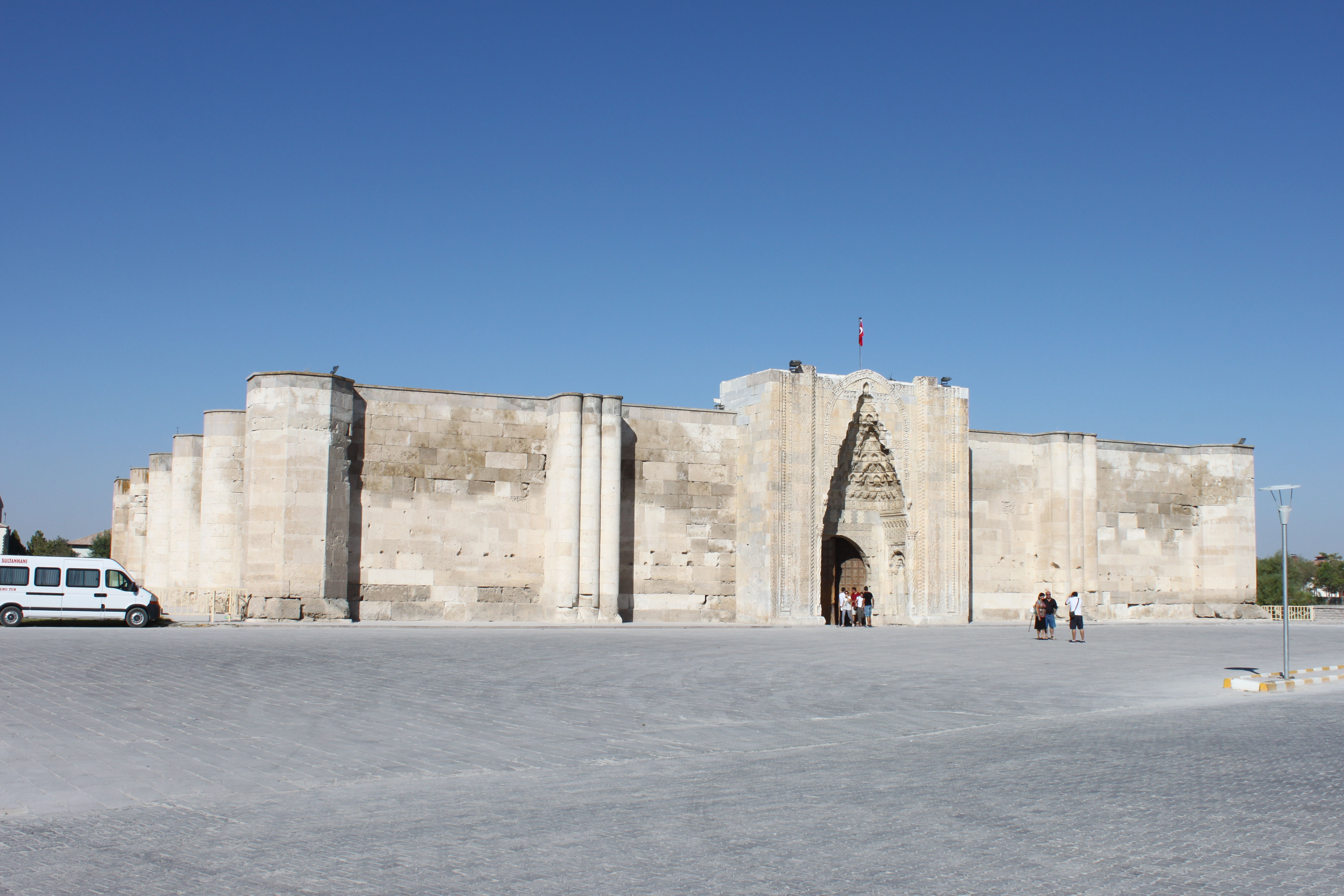
Caravasar del Sultan Han, construido en 1229 en la carretera entre Aksaray y Konya
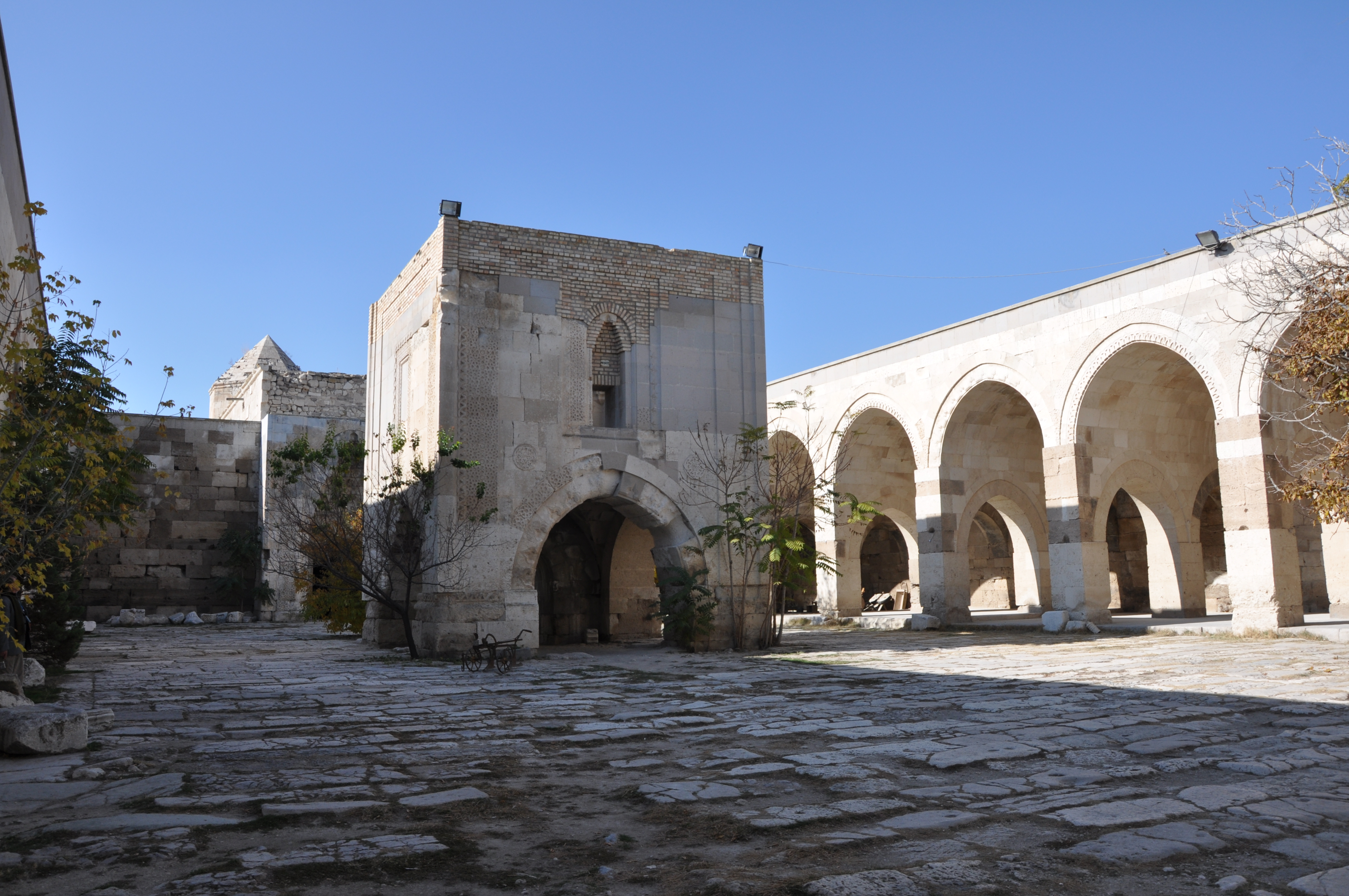
Patio del caravasar del Sultán Han
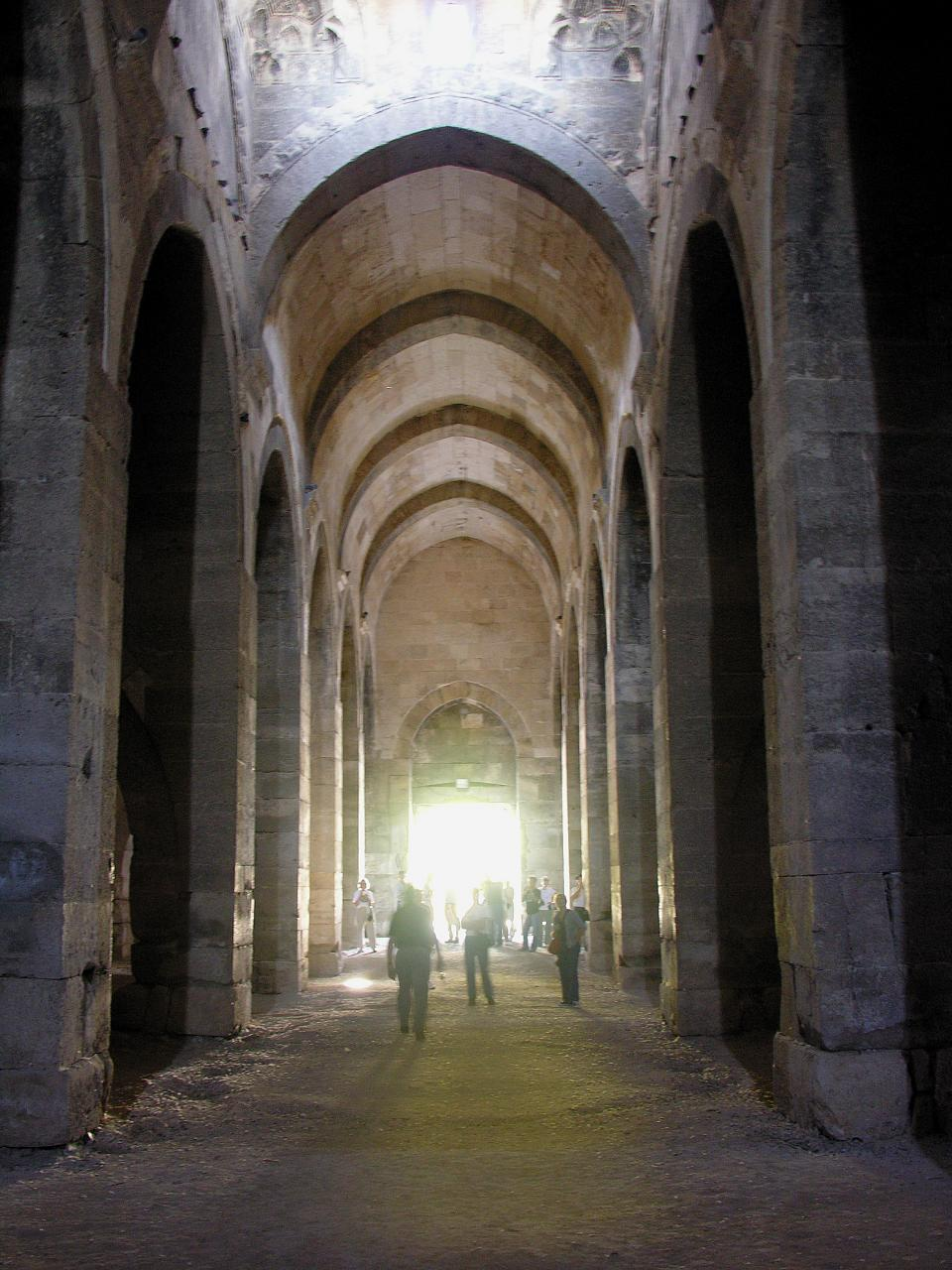
Salón cubierto del Sultán Han
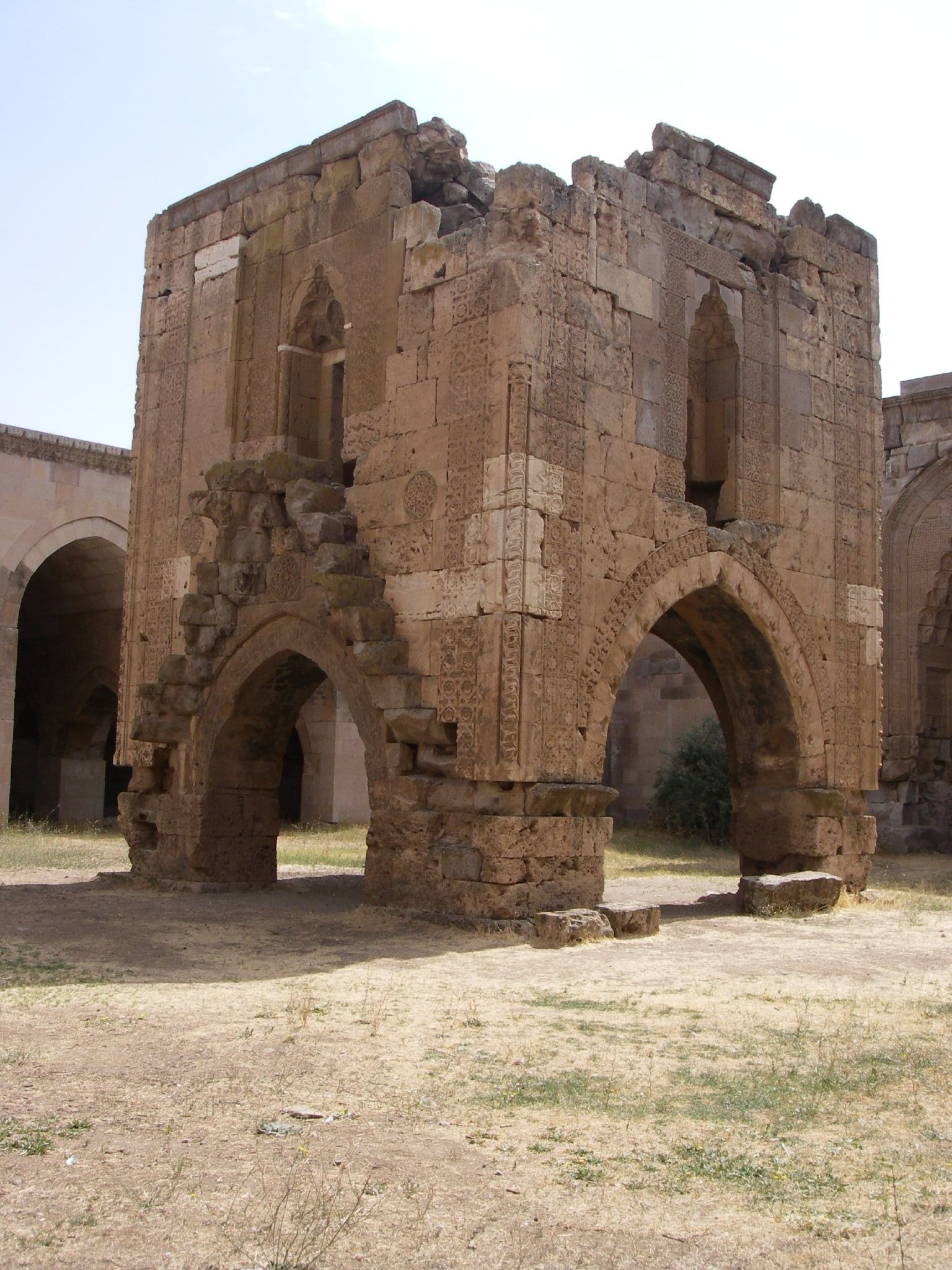
Sala de oración elevada en el centro de Sultan Han cerca de Kayseri (1236-1237)
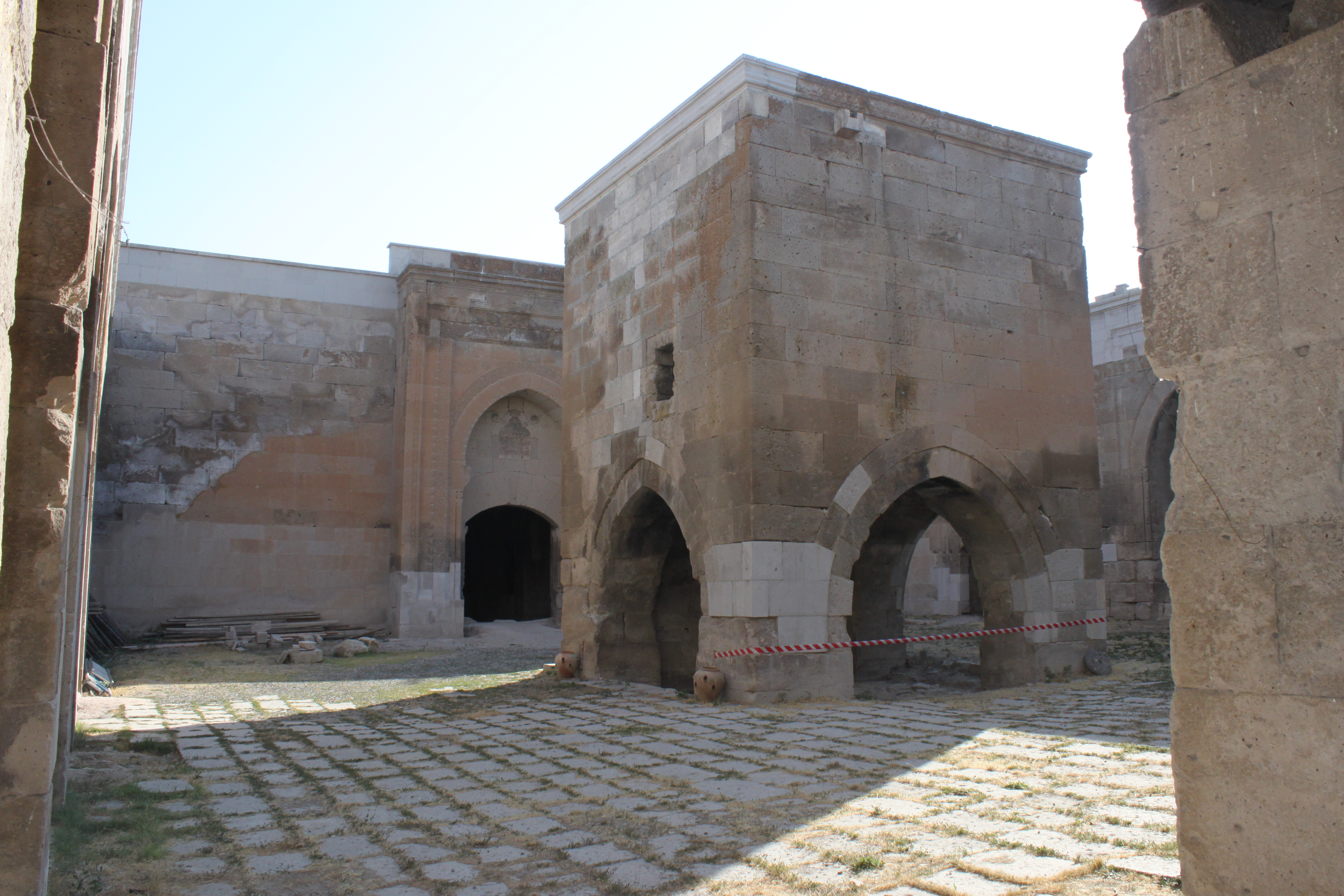
Patio de la Ağzıkara Han,  terminado en 1240
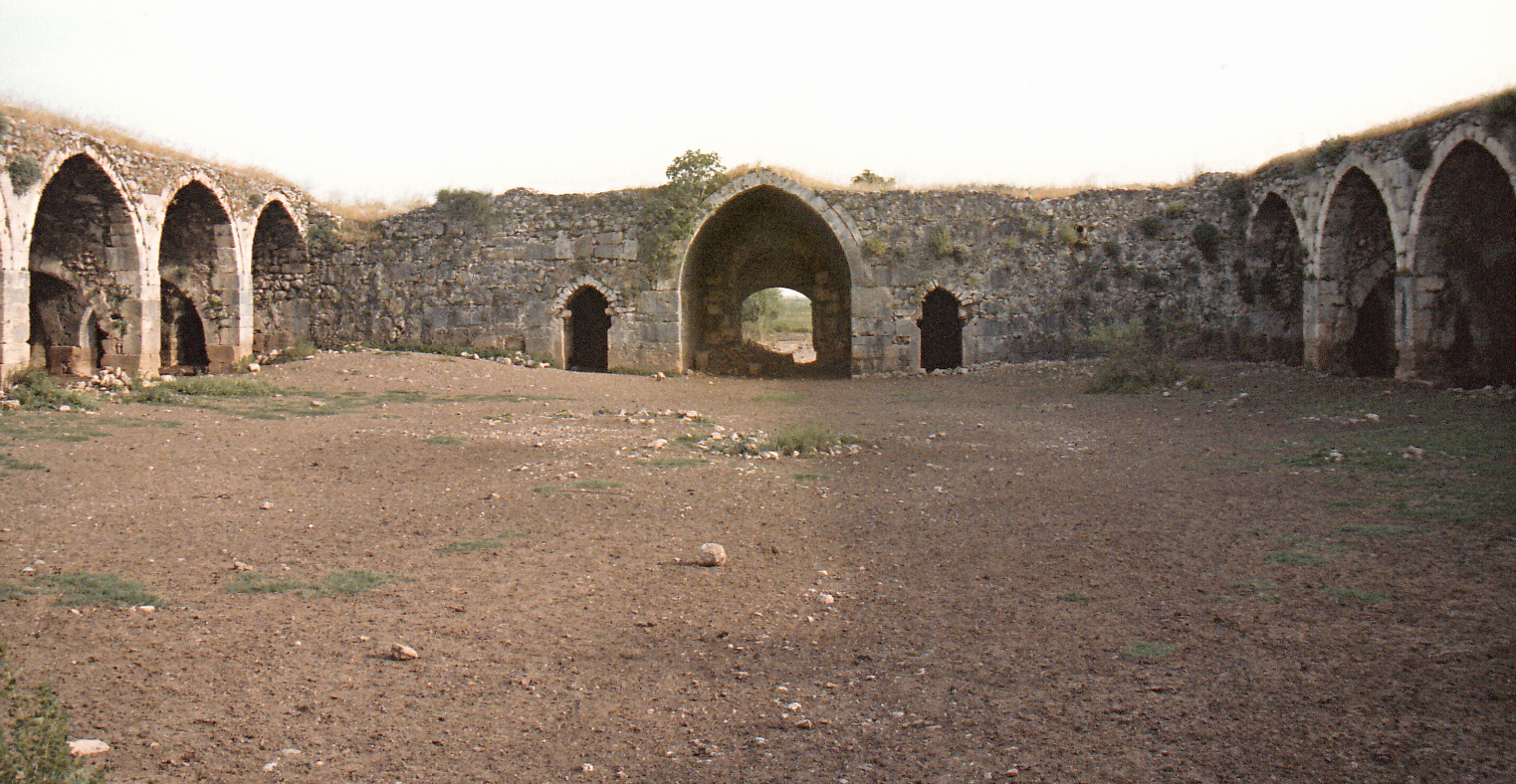
Patio del Kırkgöz Han (entre 1237 y 1246)
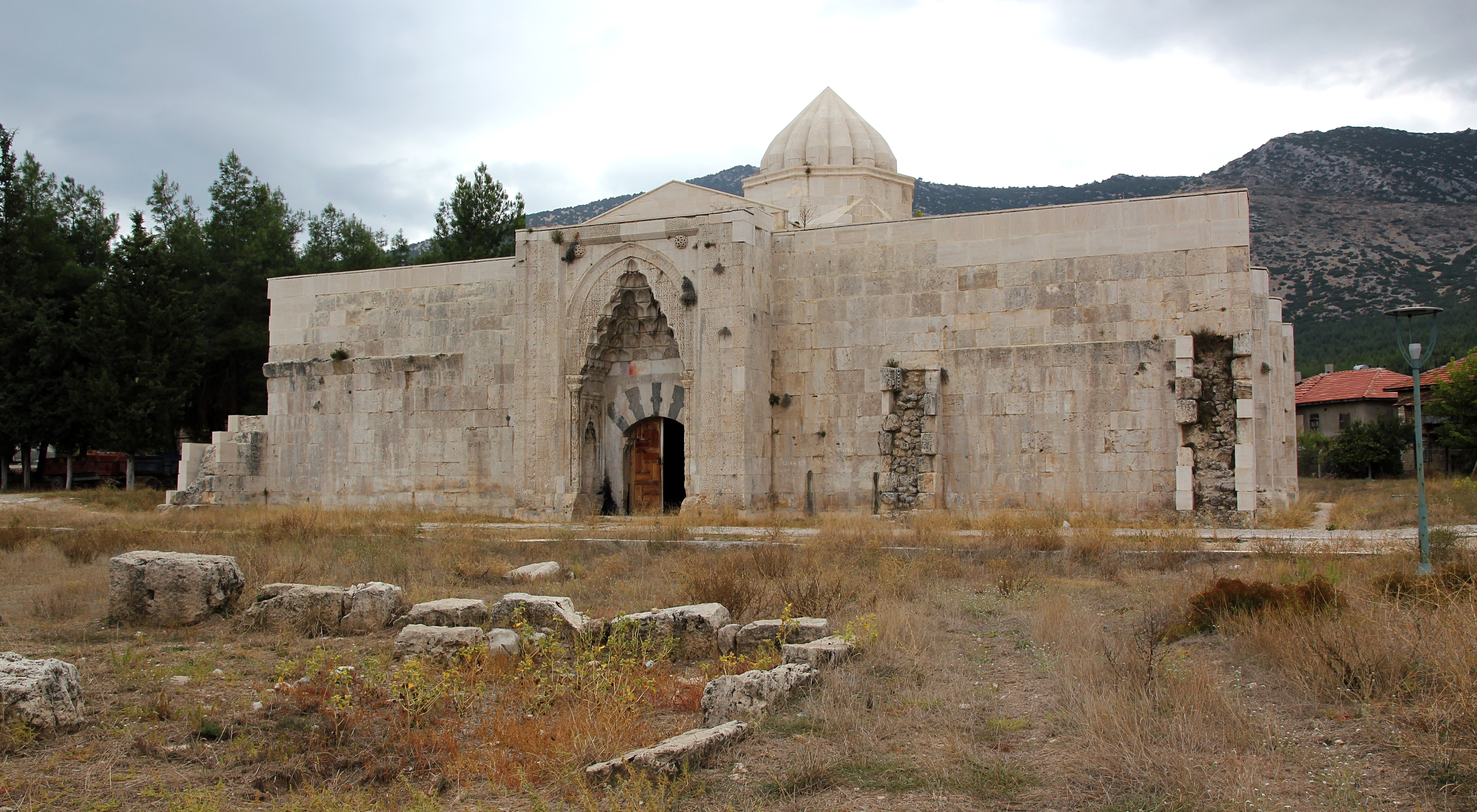
Susuz Han (c. 1246)
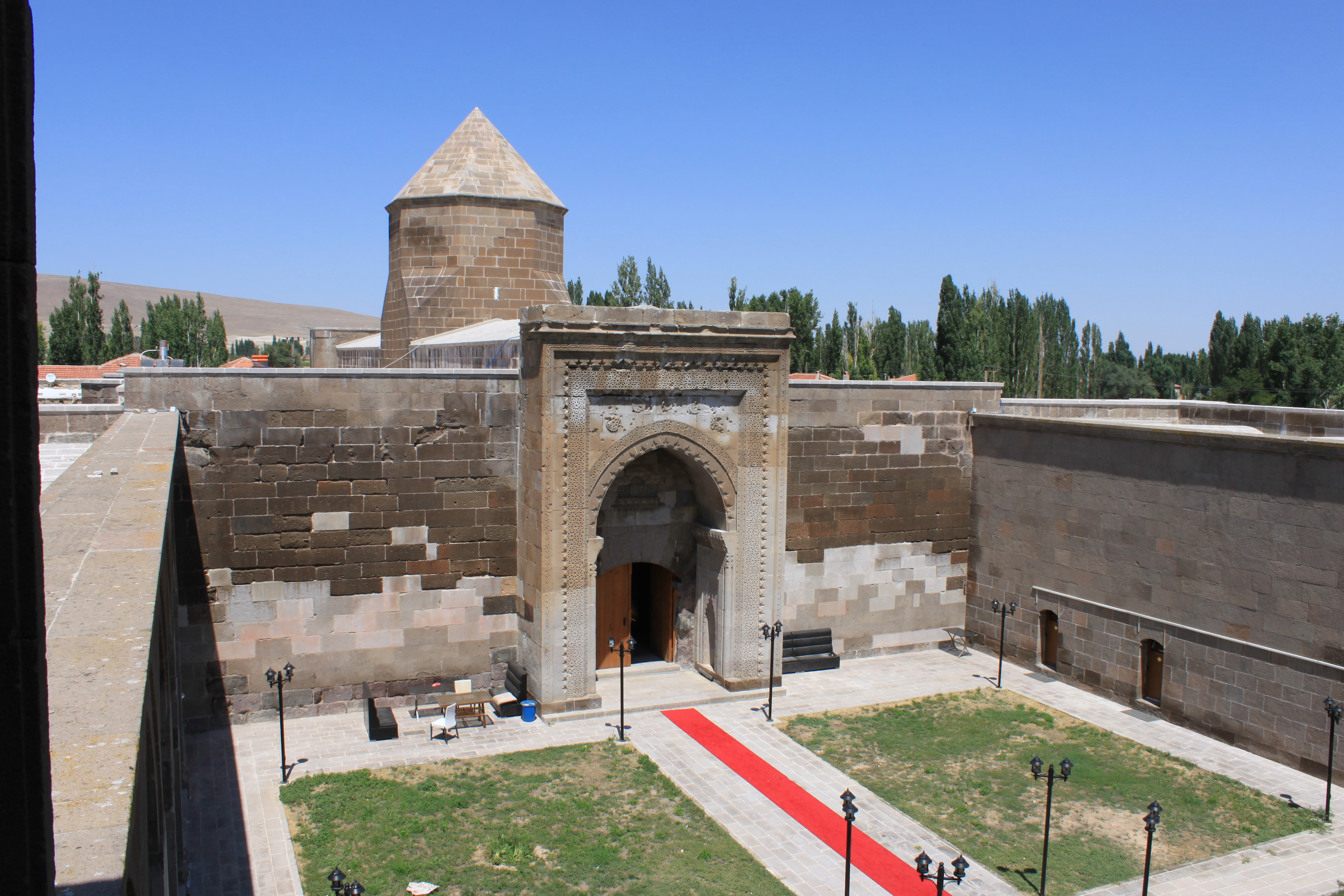
Patio y entrada al salón cubierto de Karatay Han (c. 1240)

### Fortificaciones y palacios

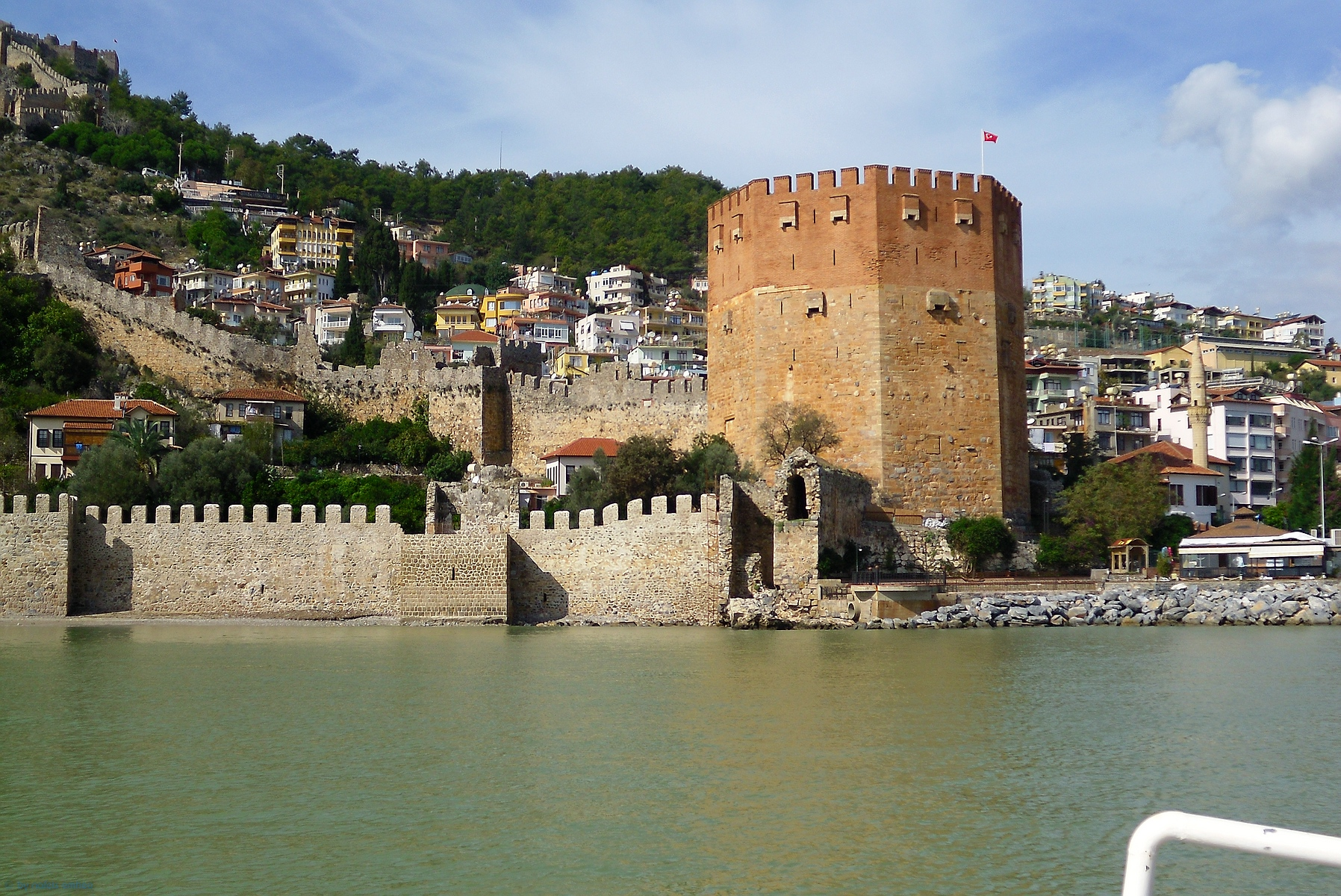
Kızıl Kule (Torre Roja) construida entre 1221-1226 por Kayqubad I en Alanya

Entre las fortificaciones militares selyúcidas, uno de los ejemplos mejor conservados es un conjunto de edificaciones del siglo XIII en la ciudad costera de Alanya, que incluye murallas, una torre o bastión junto al mar  (Kızıl Kule), y un arsenal o astillero naval  (tersane). En el sureste de Anatolia, la ciudad de Diyarbakir ha conservado partes importantes de sus murallas defensivas. Los muros datan de varias épocas, pero cuentan con varias torres construidas por los artúquidas, que están decoradas con una mezcla de inscripciones caligráficas e imágenes figurativas de animales y criaturas mitológicas talladas en piedra.
Poco ha sobrevivido de los palacios selyúcidas, que en algunos casos se construyeron dentro de ciudadelas. En Konya, el palacio real y la ciudadela selyúcida una vez estuvieron junto a la mezquita Alaeddin sobre la colina que domina el centro de la ciudad. Solo se han conservado partes de uno de sus pabellones, el Alaeddin Köşkü o kiosco Alaeddin. Este pabellón fue construido por Kiliç Arslan II (r. 1156-1192) sobre lo alto de una de las torres de la ciudadela. Otros palacios ya no están en pie, pero en algunos casos han sido excavados y documentados. El Kaykubadiye o Kayqubadiyya fue un palacio de verano construido cerca de Kayseri por  Ala' al-Din Kayqubadh (r. 1220-1237). Consistía en tres pequeños edificios construidos alrededor de un lago artificial, incluida una mezquita, un cobertizo para botes y otra edificación con dos habitaciones y decoración de azulejos. El palacio de Kubadabad fue otro palacio de verano construido por el mismo sultán a orillas del lago Beyşehir. Consistía en 16 pequeños edificios encerrados por una muralla fortificada, incluidas unidades residenciales decoradas con azulejos.

### Puentes

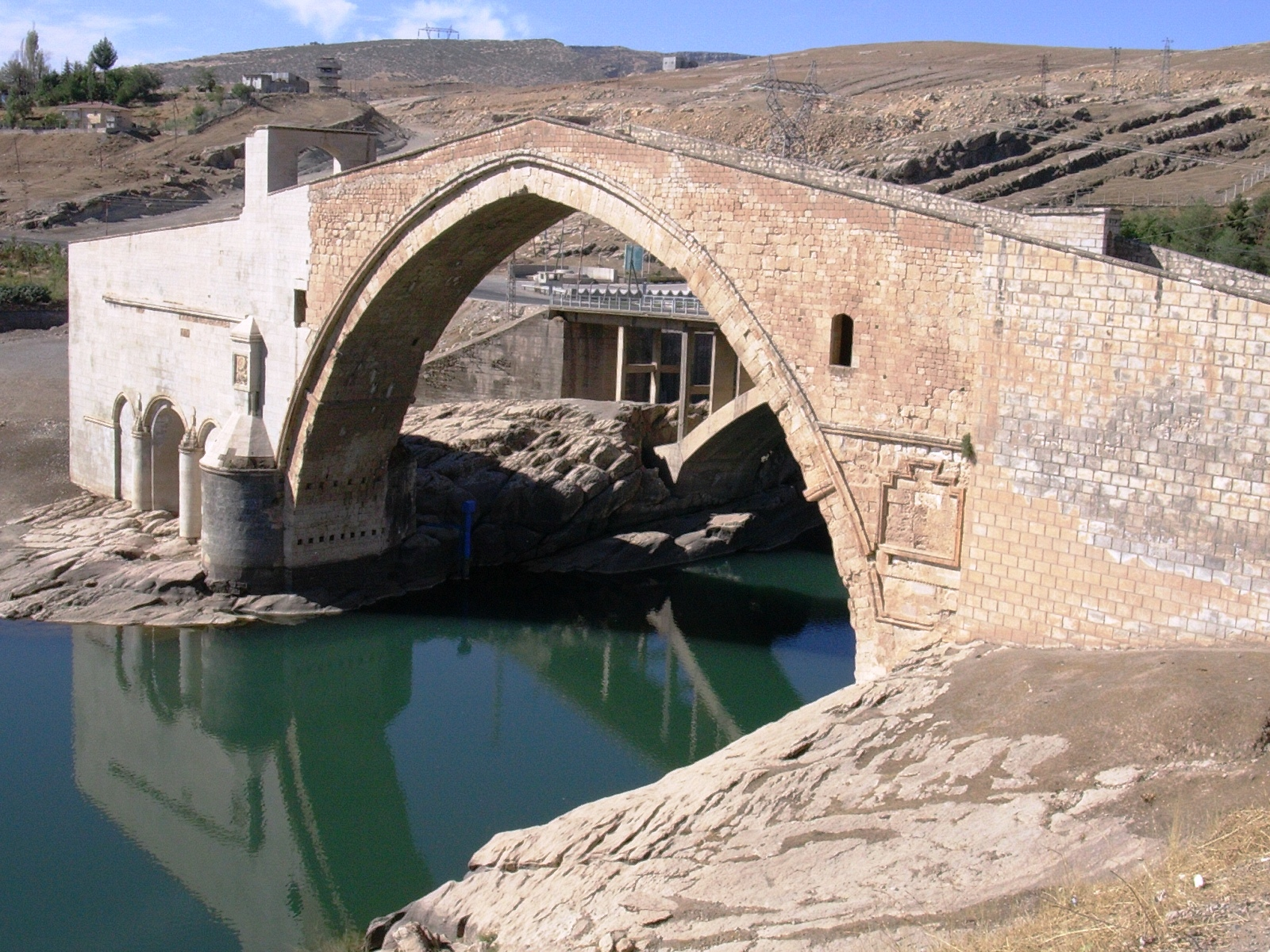
Puente de Malabadi (1147) cerca de Silvan

En Anatolia, tanto los selyúcidas como los artúquidas construyeron numerosos puentes a través de los ríos. El tipo de puente más común era el puente de un solo vano con forma de arco apuntado, o uno en el que el vano principal era un gran arco apuntado. Un ejemplo temprano de esto es el puente de Malabadi (1147) construido por artúquidas sobre el río Batman al este de Silvan. Esta forma de puente ya existía en las épocas romana y bizantina y continuó utilizándose en el período otomano posterior (por ejemplo, el famoso puente de Mostar). Para ríos menos profundos con corrientes más débiles, los puentes de arcos múltiples más planos podían ser más prácticos. Un ejemplo de esto es el puente Dicle, el puente de la era islámica más antiguo de Anatolia, que se construyó sobre el río Tigris en 1065-1067. Este tipo de puente se hizo común durante el período de los beylicatos y también continuó construyéndose bajo los otomanos. Otro puente notable y el puente temprano de la era turca/islámica en Anatolia es el arruinado puente Viejo en Hasankeyf, construido por los artúquidas entre 1155 y 1175, notable por sus altas y masivas pilonas y ejemplos de decoración figurativa.

### Imaginería de mampostería
Las culturas islámicas utilizaron representaciones figurativas en su arte, pero con menos frecuencia en contextos religiosos. Los selyúcidas no tenían precedentes en su uso prolífico de estos motivos y los emplearon incluso en su arte y arquitectura religiosos. Una forma clave en la que se representaron las figuras en la arquitectura selyúcida es a través de los relieves de piedra. Los selyúcidas mostraron estas formas de arte sobre sus puertas, los lugares más notables. Esta práctica se remonta a la tradición cristiano-armenia y fue adoptada por los selyúcidas con su conquista de la región. Este tipo de mampostería se utilizó en edificios profanos y religiosos y en fortificaciones como las murallas de la ciudad, a menudo en portales, portones y entradas.

#### Motivos humanos

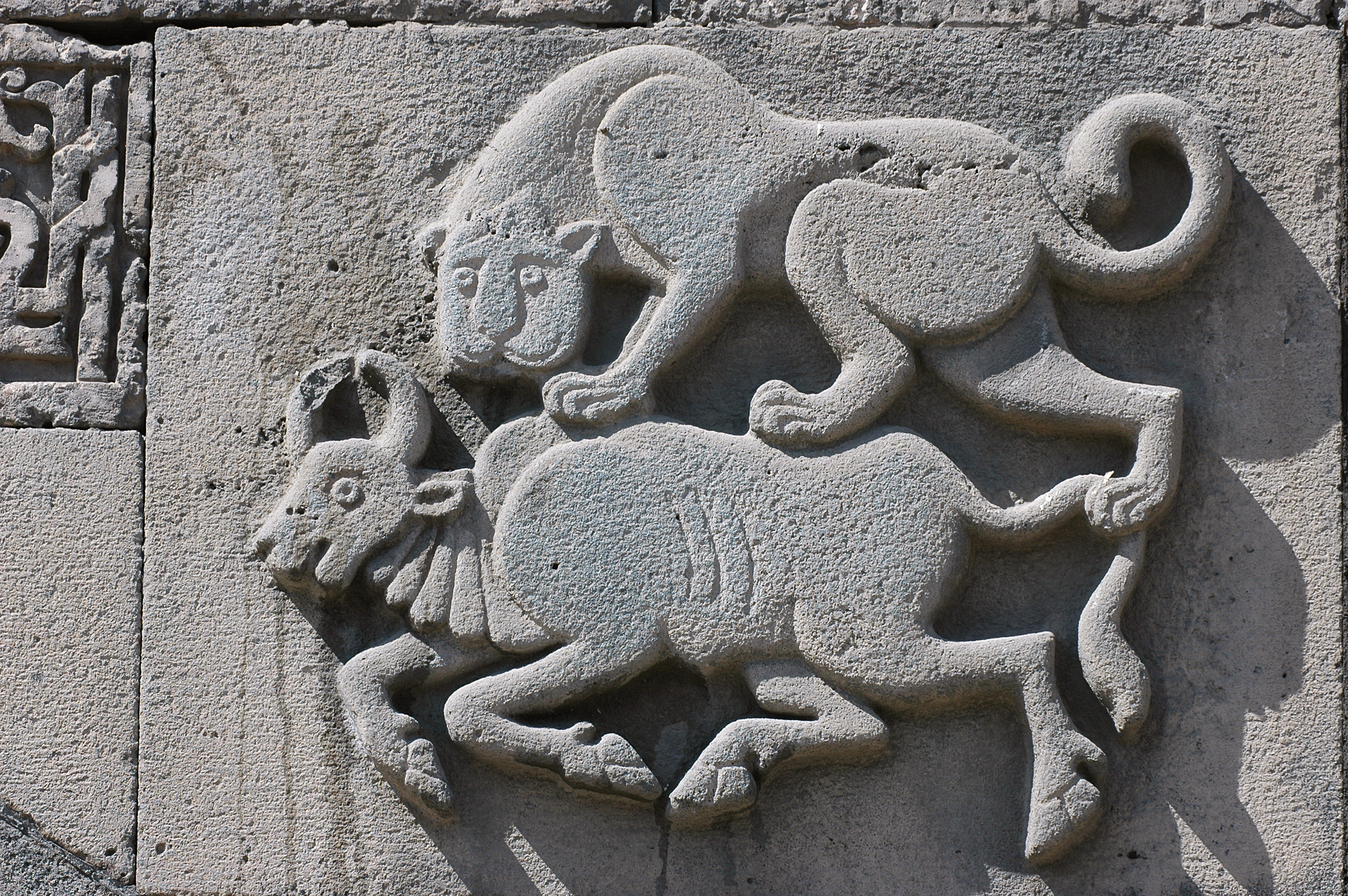
León luchando contra un toro en la entrada de la Gran Mezquita de Diyarbakir

Los motivos humanos rara vez se utilizaron en la arquitectura selyúcida. Cuando se usaron, a menudo se exhibieron en grupos o parejas usando un arreglo de espejo. Ejemplos de esto incluyen la mezquita Alaeddin en Niğde y en la puerta del hospital en el complejo de la Gran Mezquita Divrigi. Este tipo de imágenes estaba relacionado con la creencia selyúcida en la astrología y representaba símbolos astrológicos y planetarios en la mampostería. Con poca frecuencia, representarían figuras humanas específicas, como se ve en otro sobre la puerta del hospital Divriği. Se cree que este ejemplo es un retrato de una persona específica en lugar de figuras planetarias.

#### Leones
Los motivos de animales fueron el tipo de imágenes más utilizado en el Imperio selyúcida y uno de los animales favoritos era el león. Por lo general, se representaban en relieve completo, se usaban como gárgolas y tenían un estilo similar a las esculturas tradicionales de los leones armenios. Al igual que los motivos humanos, el uso de imágenes de leones a menudo se asocia con el símbolo del sol en el zodíaco. Los ejemplos incluyen los relieves de leones en la madrasa Çifte de Kayseri, dos relieves de un león luchando contra un toro en la Gran Mezquita de Diyarbakir y relieves de leones con el árbol de la vida y una forma de luna creciente en la tumba de Döner Kümbet en Kayseri.

#### Águilas / aves rapaces

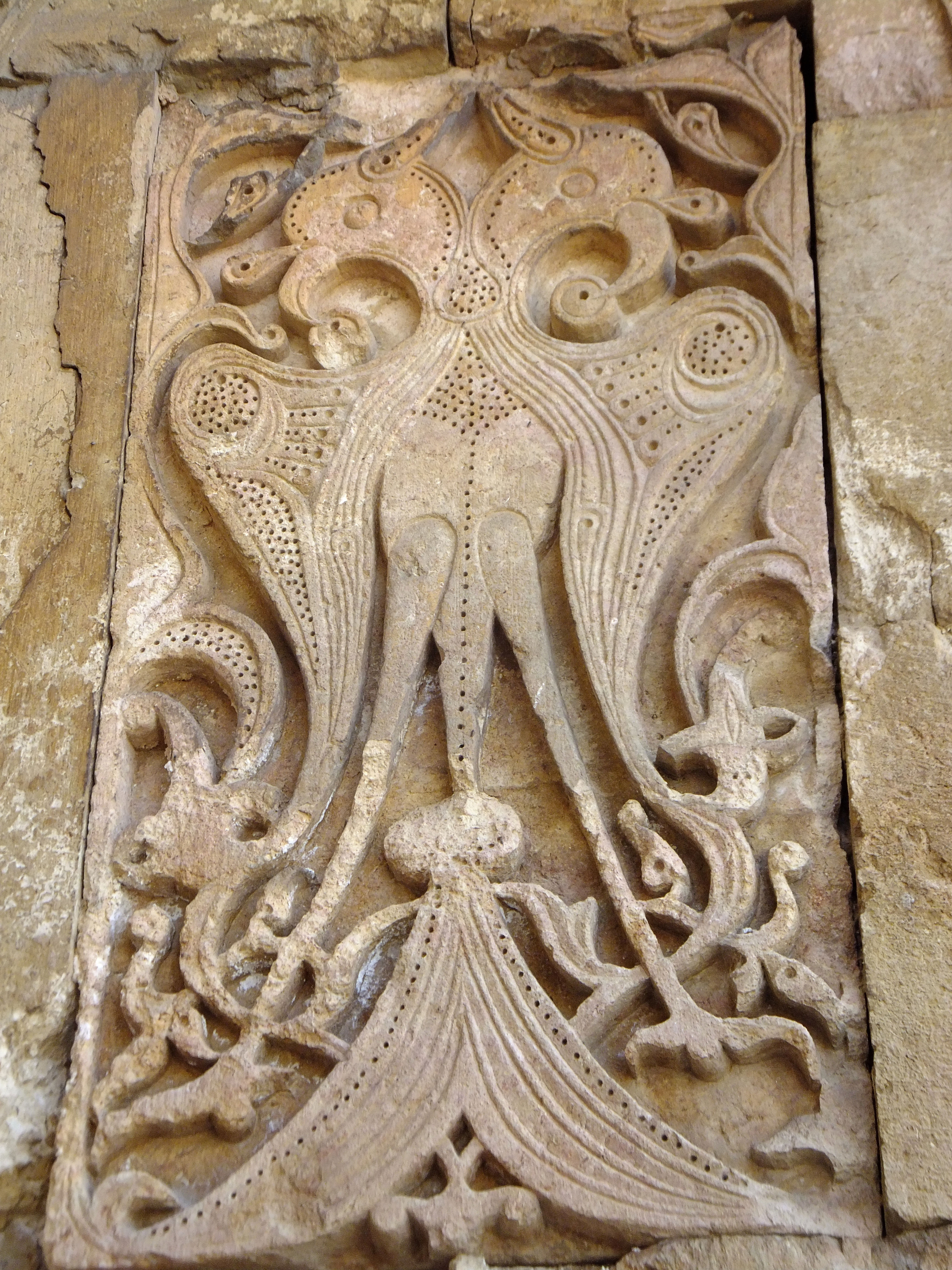
Un águila bicéfala en relieve, del, Gran Mezquita y Hospital de Divriği, Divriği Great Mosque and Hospital

A menudo vinculados a tumbas, los relieves de aves rapaces tenían usos y significados variados para los selyúcidas. El águila era originalmente un símbolo de los oguz, una tribu túrquica de donde se originaron los selyúcidas, vinculando así el uso y la tradición de este símbolo al Asia Central preislámica. Este símbolo se usó con mayor frecuencia en tumbas y mausoleos, mostrando la creencia de que las aves eran un tipo de guía celestial. Se encuentran ejemplos de relieves de águila en la Tumba del Emir Saltuq en Erzurum y la Tumba de Hudavend Hatun en Niğde.
Mientras que el águila se muestra típicamente en edificaciones relacionadas con la muerte, el águila bicéfala tenía un significado más complejo y tradicionalmente se muestra en arquitectura más sagrada. Se representan como animales feroces, como los leones, y se cree que son un motivo protector (esto se siente especialmente cuando se exhiben en estructuras no sagradas, como murallas y palacios de la ciudad). A veces, estas aves se hibridaban con otros animales amenazantes, como dragones. Cuando se usa en mausoleos y tumbas, las aves de dos cabezas están conectadas con el significado de ave rapaz y se las considera como aves del alma. Ejemplos del motivo del águila bicéfala como símbolo de poder se encuentran en las torres artúquidas de las murallas de la ciudad de Diyarbakir. También aparecen en el portal de entrada occidental de la Gran Mezquita de Divriği sobre un fondo de arabescos,y en el Döner Kümbet en Kayseri sobre el árbol de la vida.[

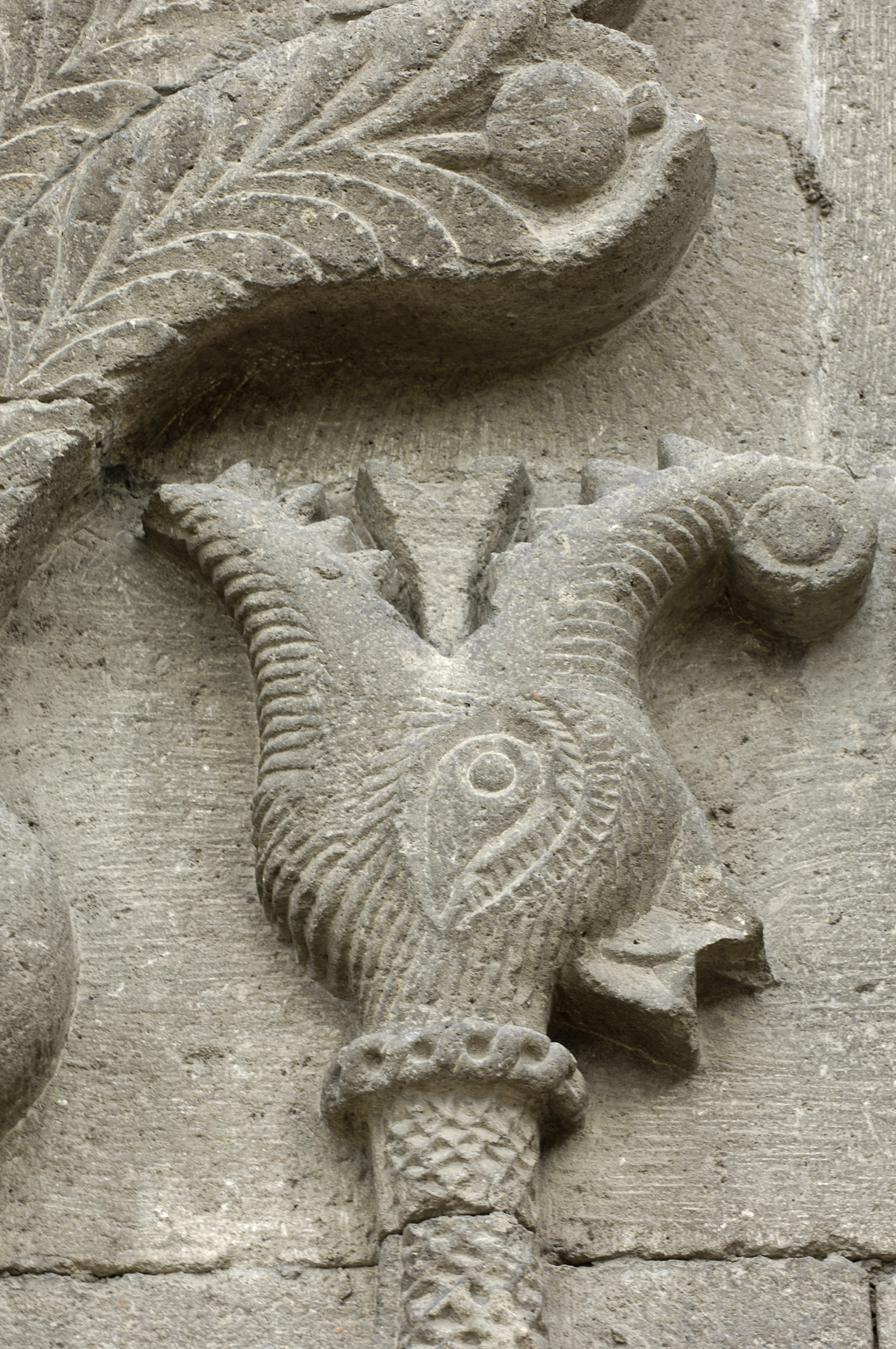
Cabeza de dragón tallada en la fachada de la Madrasa Çifte Minareli en Erzurum

#### Dragón
Apareciendo raramente en la arquitectura sagrada selyúcida, el motivo del dragón se usa más comúnmente en edificios profanos, como murallas y palacios. No importa dónde se mostraran los dragones, casi siempre estaban dispuestos en parejas y uno frente al otro, como para luchar. Los dragones selyúcidas tenían cabezas feroces con la boca abierta y un cuerpo y una cola retorcidos, anudados o con forma de serpiente. A veces tenían alas y a veces se mostraban con cuernos. Este tipo de imágenes está estrechamente relacionado con los primeros dragones chinos., donde se exhibían dragones igualmente retorcidos y feroces sobre las puertas de las tumbas. El dragón a menudo se hibridaba con otros animales para dar a esos símbolos una apariencia feroz y protectora. Cuando se usa en estructuras sagradas, el dragón también está vinculado al zodíaco y al pseudoplaneta Jawzahar; se cree que su cabeza y cola representan los nodos ascendentes y descendentes de la luna. Ejemplos de relieves de dragones tallados incluyen un par de dragones espejados en la fachada de entrada de Çifte Minareli Medrese en Erzurum y otro par que se enfrenta en los arcos de la mezquita del quiosco en el centro del Sultán Han cerca de Kayseri.

#### Sirena

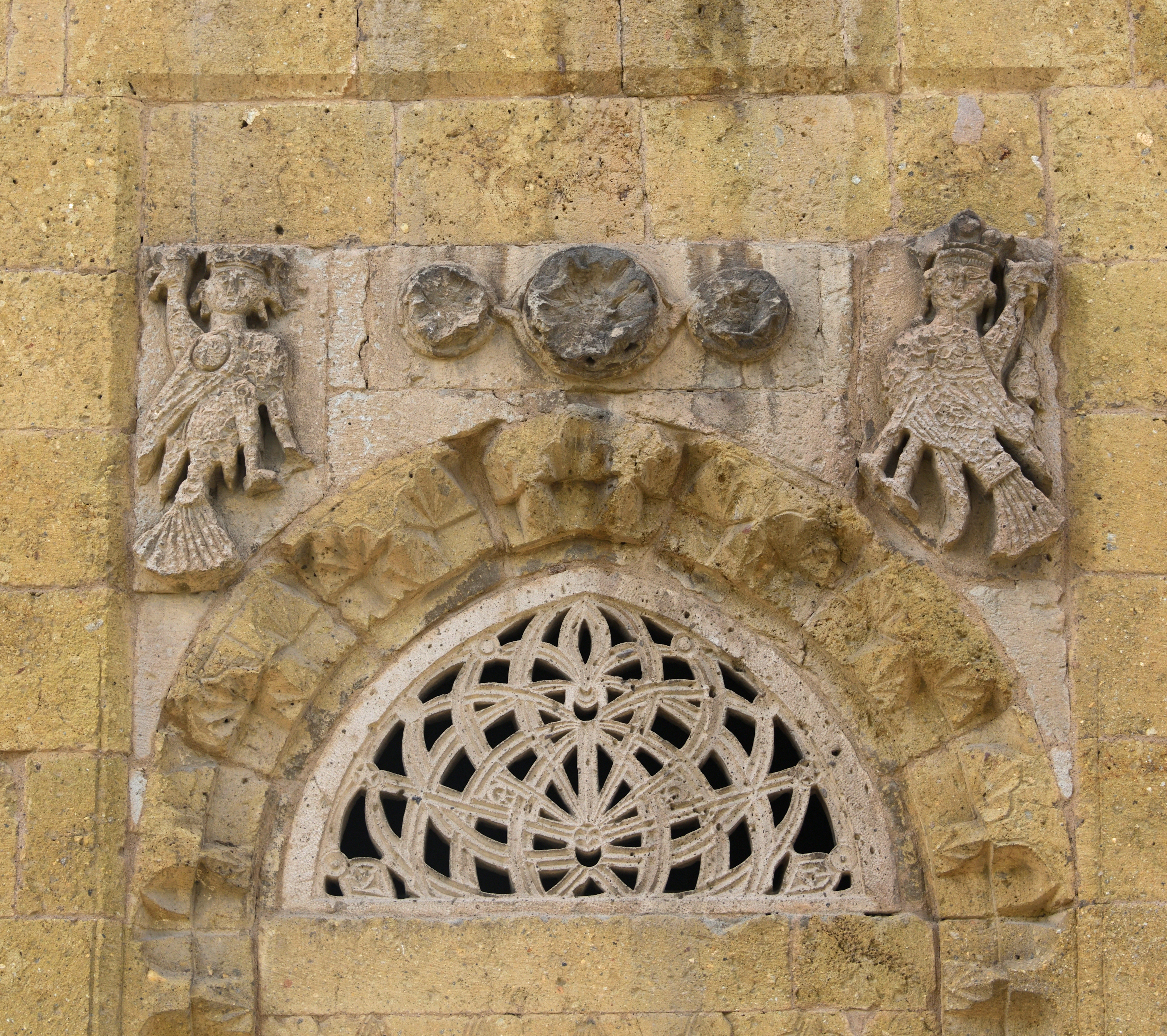
Par de sirenas reflejadas sobre un nicho en la Tumba de Hudavend Hatun

Se cree que las sirenas, una criatura femenina mítica, protegen del mal y a menudo se exhibían con coronas, colas de pez y, ocasionalmente, alas. A menudo se los representaba en formas hibridadas. Las sirenas también eran importantes para los temas del zodíaco que los selyúcidas retrataban a menudo, y las sirenas representaban con frecuencia a Géminis. El uso de sirenas en la región de Anatolia se remonta a épocas anteriores a Seljuk, con influencia de los textiles y el arte egipcios de los siglos VII y VIII y los textiles de Turfan de los siglos VI y VII. Se pueden encontrar ejemplos de imágenes de sirenas en la Tumba de Hudavend Hatun y en los azulejos del Palacio de Kubadabad.

#### Esfinge
Común en la arquitectura profana selyúcida pero rara en los edificios sagrados, la esfinge es otra criatura mítica que los selyúcidas utilizaron en sus edificios y objetos de arte. Un ejemplo de relieve de una esfinge en una edificación, aunque deteriorada, se puede encontrar en el Döner Kümbet. Se pensaba que la esfinge alejaba el mal y tenía características protectoras, por lo que se usaba más comúnmente en las murallas y palacios de las ciudades. Esta función también es evidente en la imagen de una esfinge que protege a un héroe en la batalla tallada en una lápida que se encuentra en el Museo Arqueológico de Afyonkarahisar. La esfinge también tiene una implicación zodiacal y planetaria; el motivo de la «rueda de la Esfinge», que aparece en la «copa Wade» del Irán selyucida (conservada en el Museo de Arte de Cleveland), muestra a la criatura que simboliza el sol en su posición de salida, pico y posición de puesta. La Esfinge, ya una criatura híbrida, también se hibridó con frecuencia con los otros motivos animales en la arquitectura selyúcida.

#### Ciclo animal (zodíaco)

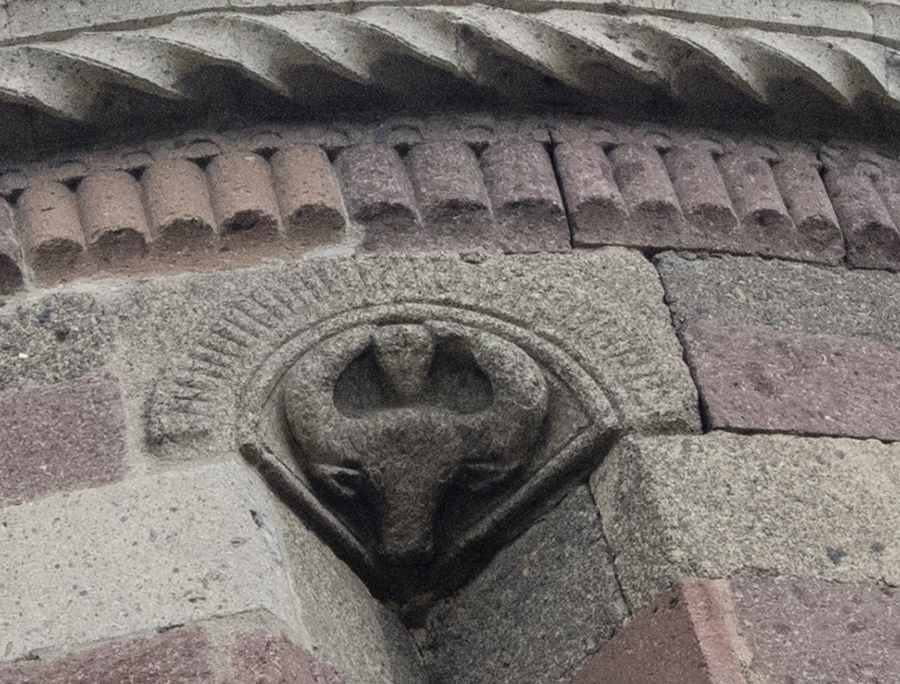
Cabeza de toro, uno de los animales del zodíaco, tallada en la tumba de Emir Saltuq

Junto con el zodíaco de 12 meses, los selyúcidas también estaban interesados en el zodíaco chino, un ciclo de 12 años en el que cada año se asigna un animal (rata, buey, tigre, conejo, dragón, serpiente, caballo, cabra, mono, gallo, perro y cerdo). Los selyúcidas adoptaron estos motivos y los utilizaron a través del trabajo de relieve en varios mausoleos y, durante el último período selyúcida bajo la dominación mongol, este tipo de trabajo se produjo aún más. Se ven ejemplos de ello en la Tumba del Emir Saltuq, en una tumba perteneciente al sultán Han cerca de Kayseri, y en la madrasa Gök en Sivas.

### Minbarras
El minbar (a menudo traducido como "púlpito") ies uno de los únicos muebles presentes de manera constante en las mezquitas. Consistían en una escalera recta corta, generalmente con un juego de puertas en la parte inferior y una pequeña estructura similar a un quiosco en la parte superior. Los minbars de Anatolia durante la era selyúcida, así como hasta los primeros tiempos otomanos, estaban hechos de madera y estaban decorados con motivos arabescos y patrones geométricos profundamente tallados. En general, la forma y el estilo se parecían a los minbars contemporáneos en Siria y en el Levante, aunque carecían de las muqarnas en la parte superior de los minbars sirios.
Los minbars turcos más logrados de este período se hicieron con la técnica «kündekâri», en la que muchas piezas de madera entrelazadas se mantenían juntas sin el uso de clavos, alfileres o colas o pegamento. Estas piezas se ensamblaban como un mosaico y se apoyaban en un marco interno de madera. Ejemplos de tales minbars incluyen el minbar de la mezquita Alaeddin en Konya (fechado en 1155-1156, antes de muchas restauraciones posteriores de la mezquita), los minbars de las mezquitas congregacionales (Ulu Camis) de Malatya y Siirt (ambas del siglo XIII ). siglo y ambos ahora se encuentran en el Museo de Etnografía de Ankara ), el minbar de la Gran Mezquita de Sivirhisar (1275) y el minbar de la Mezquita Eşrefoğlu (1297-1297). [71][72] [73] Este estilo de minbar se siguió utilizando en las mezquitas de Anatolia durante el período Beyliks y hasta principios del período otomano. En este período posterior, las tallas se volvieron menos profundas, la disposición geométrica del mosaico de las piezas de madera se volvió más intrincada y,a veces, se agregaron protuberancias salientes a la decoración. Ejemplos de este período posterior incluyen el minbar de la Gran Mezquita Saruhanid de Manisa (1376) y el minbar de la Gran Mezquita Otomana de Bursa (1499).
Como el método kündekâri requería una gran habilidad y trabajo, algunas minbarras se hicieron con tablas de madera más simples que se tallaron con una decoración que imitaba el estilo kündekâri y luego se montaron en un marco. La desventaja de este método era que, con el tiempo, las tablas de madera podían deformarse y encogerse, lo que provocaba que los motivos se interrumpieran o desalinearan de una tabla a otra. Ejemplos de tales minbars incluyen el minbar de la Gran Mezquita de Divriği (1228-1229) y el minbar de la Mezquita Arslanhane en Ankara (1289-1290). A pesar de la técnica más simple, todavía se consideran buenos ejemplos de artesanía y artesanía en madera selyúcida de Anatolia. [74] [75]

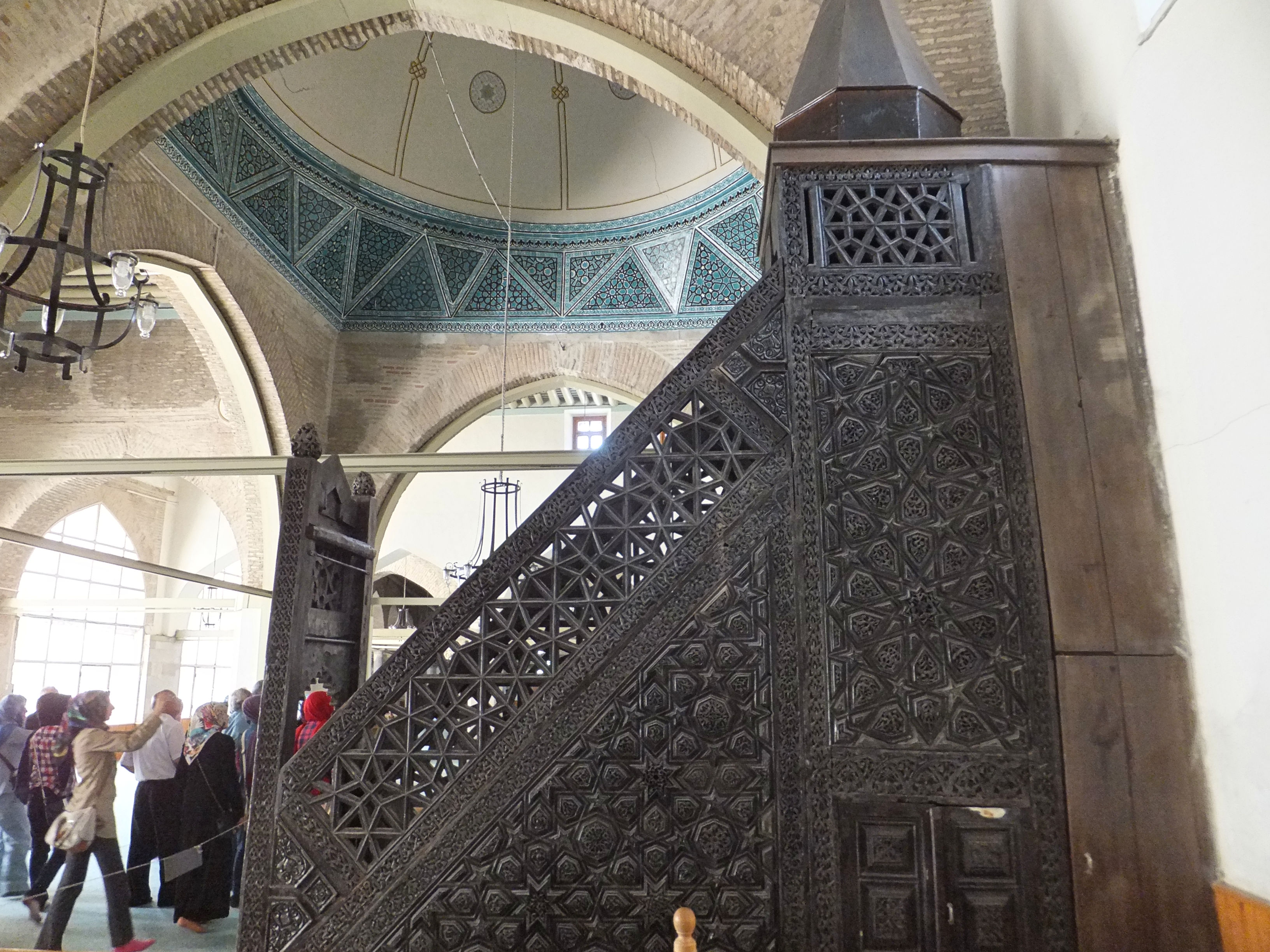
Minbar de la mezquita Alaeddin, Konya (1155-1156)
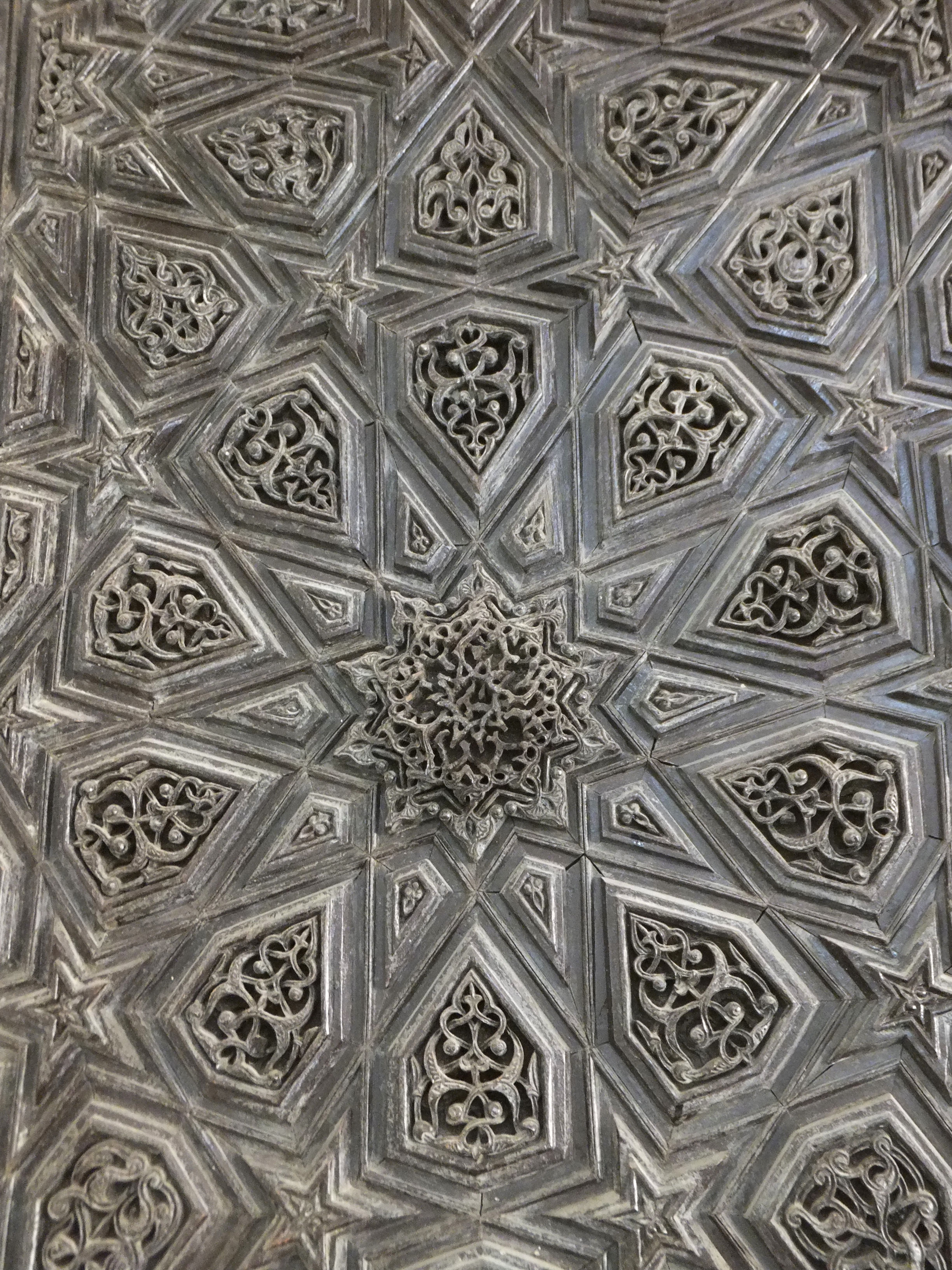
Detalles del trabajo de kündekâri en el minbar de la mezquita Alaeddin
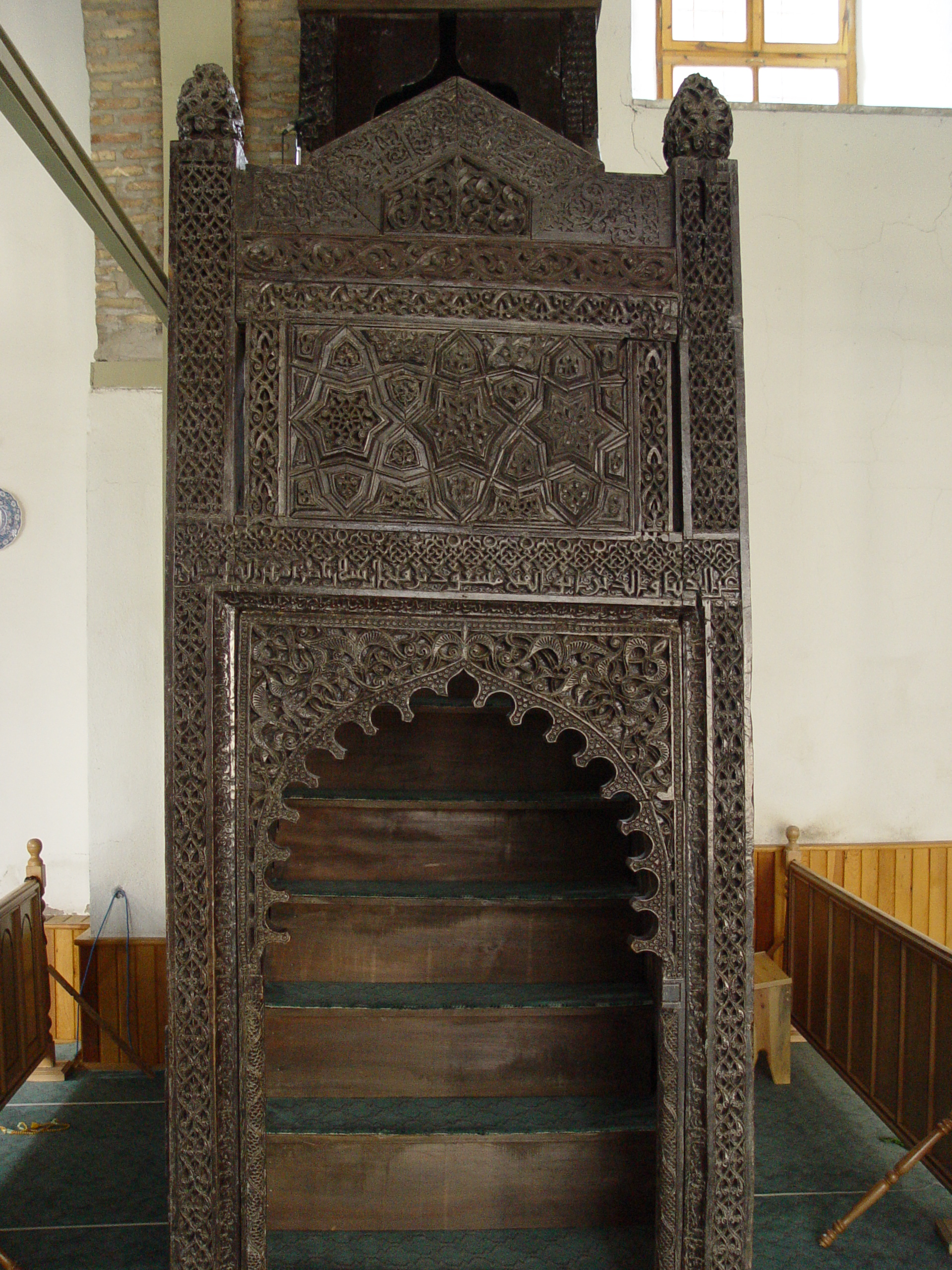
Parte delantera del minbar de la mezquita Alaeddin
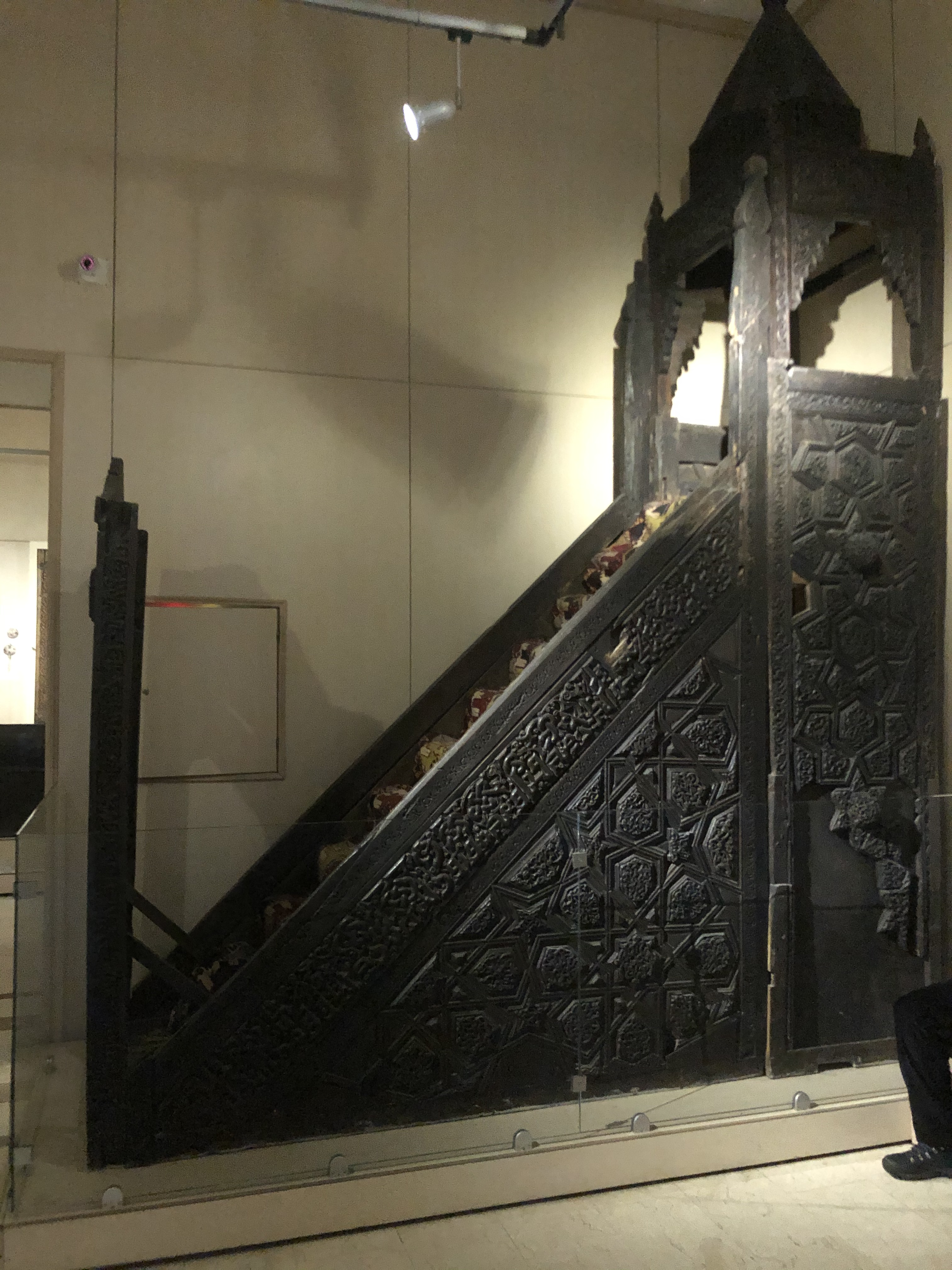
Minbar del Ulu Cami de Siirt (siglo XIII), ahora ubicado en el Museo de Etnografía de Ankara
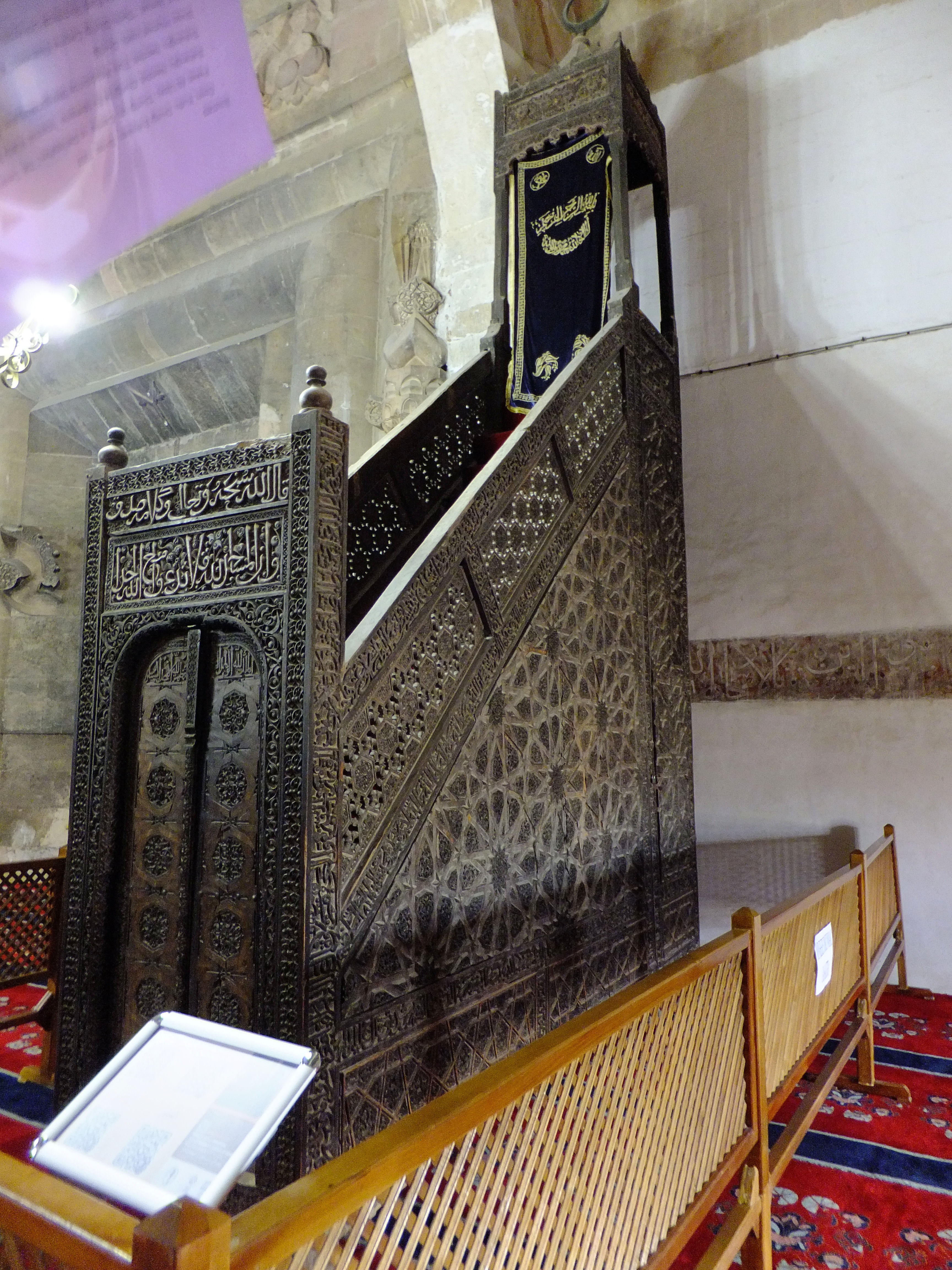
Minbar de la Gran Mezquita de Divriği (1228-1229)
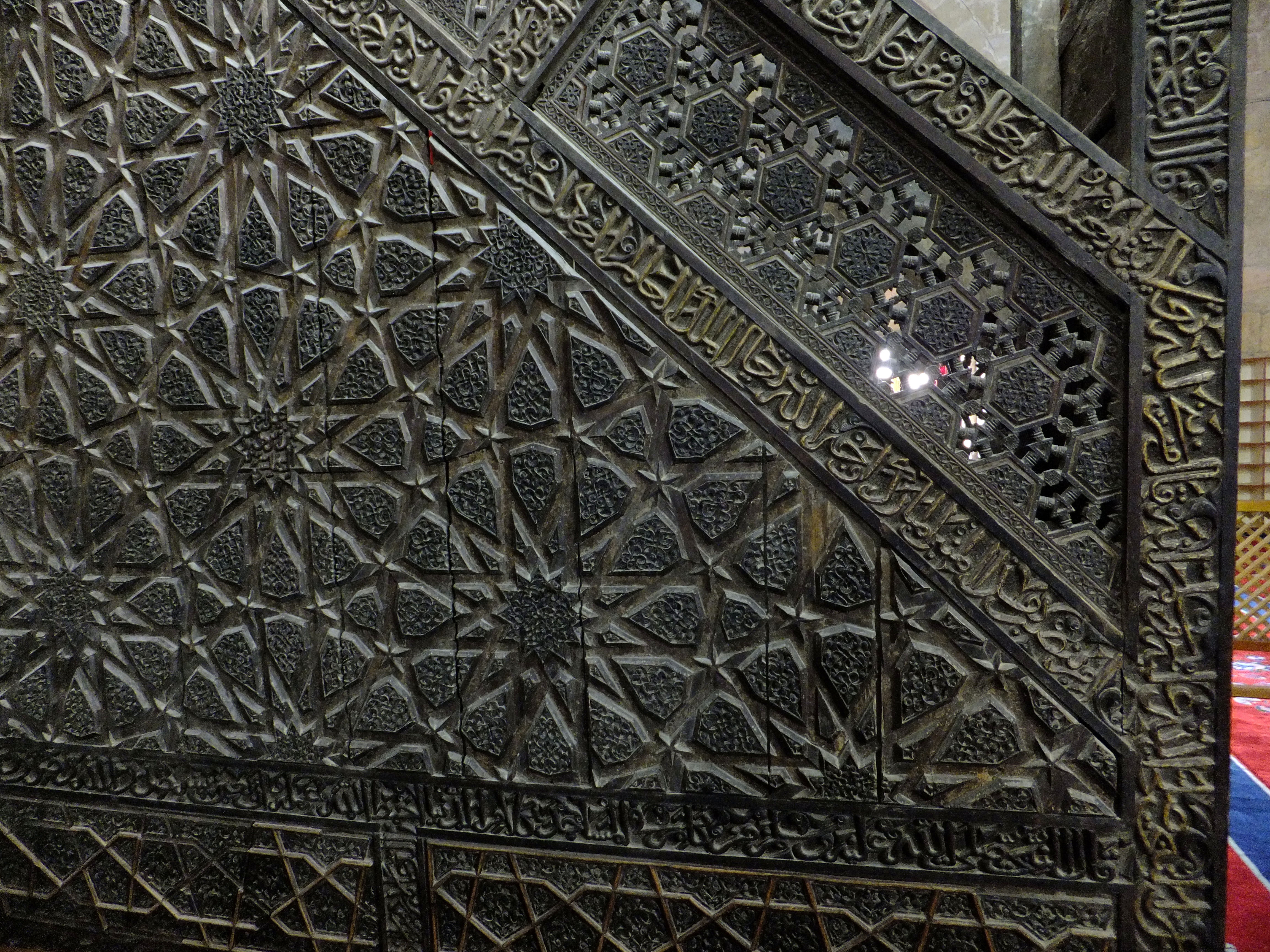
Detalle del minbar Divriği: las líneas entre las tablas de madera montadas una al lado de la otra son visibles, mientras que la propia superficie está tallada con motivos que imitan el trabajo de kündekâri
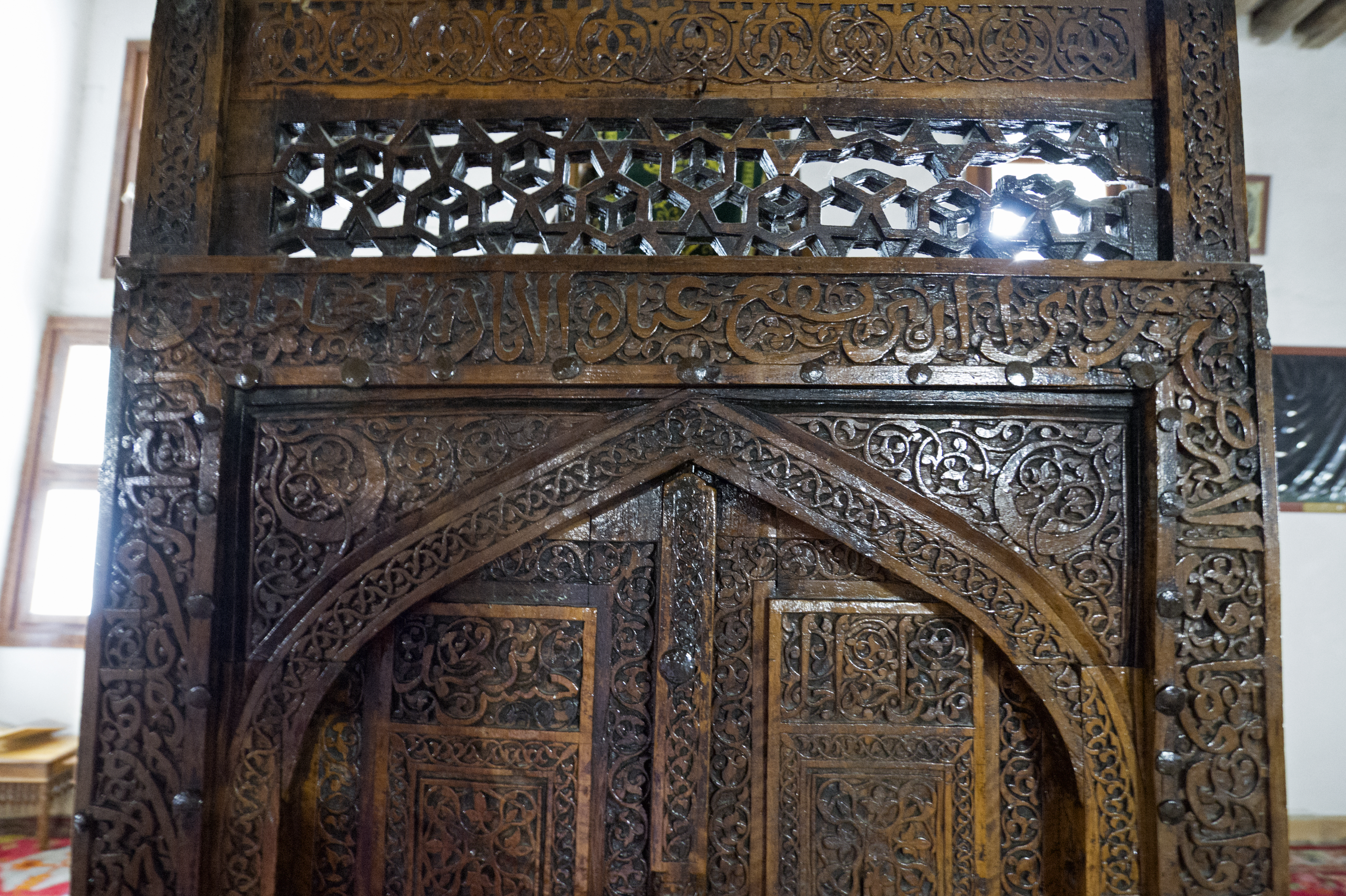
Detalle del frente del minbar de la Gran Mezquita de Sivirhisar (1275)
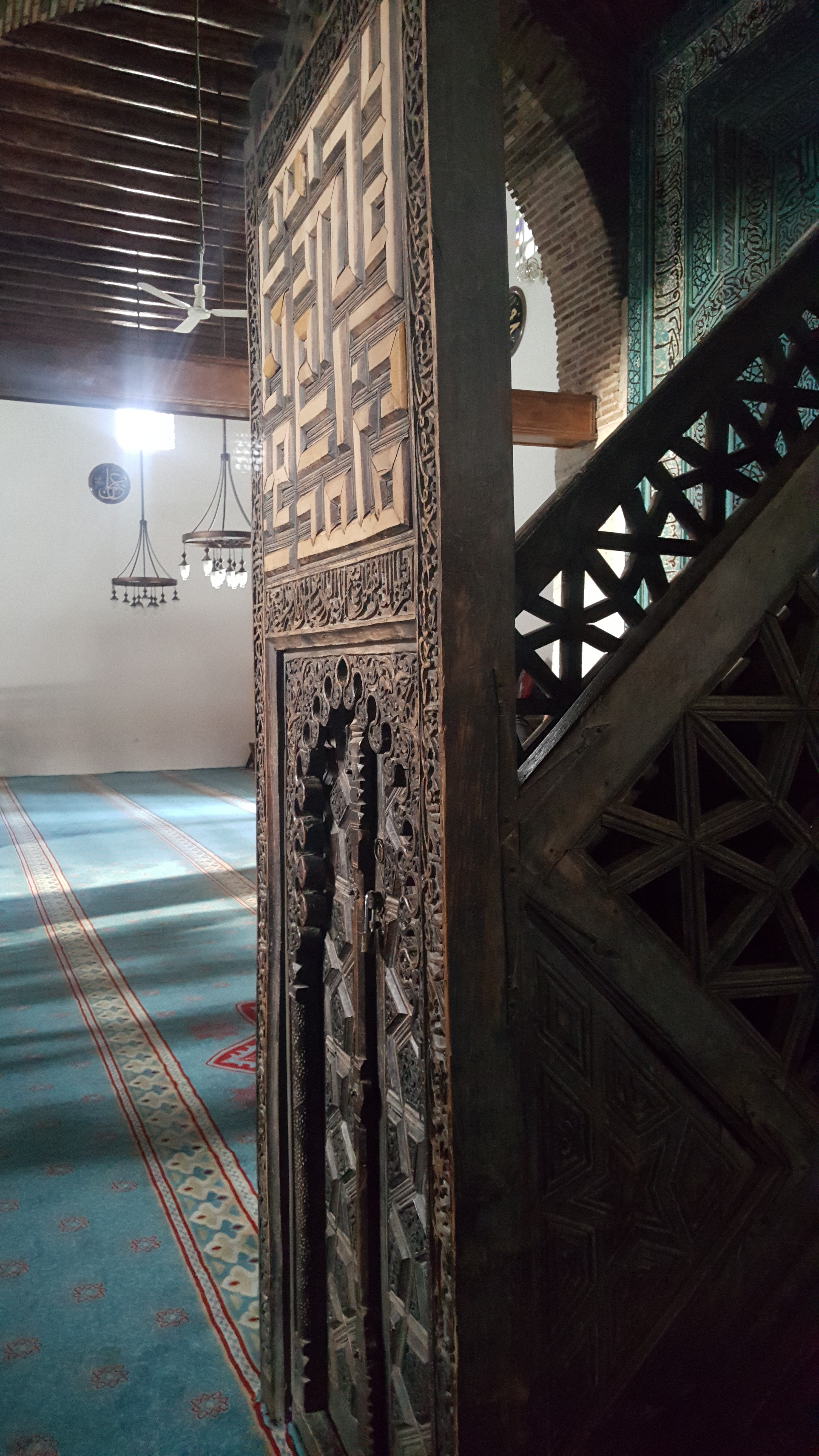
Parte delantera del minbar de la mezquita Eşrefoğlu, Beyşehir (1297-1299)